# Història dels Països Baixos

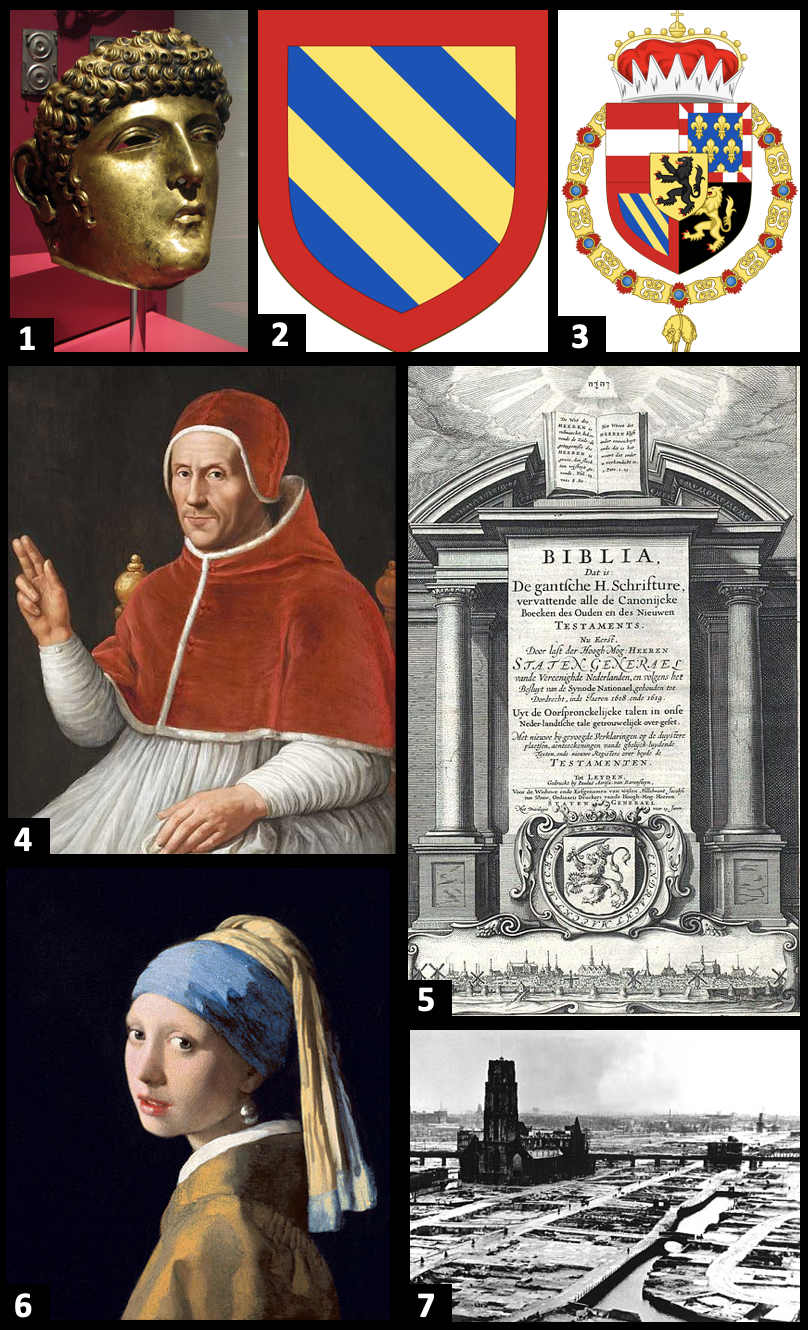
Màscara d'un guerrer romà, descoberta prop de Leiden (1); escut d'armes de la casa dels Borgonya (2); escut d'armes de la casa hispànica en territori Habsburg (3); l'influent teòleg d'Utrecht Adriaan Florenszoon Boeyens (1459–1523), conseller de Carles V i després papa de Roma (4); portada de la primera Bíblia traduïda al neerlandès (5); La noia de la perla, quadre de Vermeer (6); fotografia de les destrosses resultants de la invasió nazi (7)

La història dels Països Baixos hauria d'englobar només el territori neerlandès. Però la lluita constant entre diverses cases reials i estats europeus porten a una fragmentació del territori neerlandès. La història d'Holanda està, doncs, estretament lligada a la de Flandes, Valònia i Luxemburg.
La història d'un país anomenat Holanda es construeix després de les invasions napoleòniques. Abans d'això, el territori, com els seus homòlegs flamenc o luxemburguès, era part de diversos feus, comtats, ducats i altres senyories que de mica en mica es reuniren en una unió personal de les Disset Províncies, els Països Baixos borgonyons, la República Batava, el Regne Unit dels Països Baixos i Holanda, possessions successives (amb fronteres molt variables) del ducat de Borgonya, d'Espanya, d'Àustria, etc. Aquesta federació política no era l'expressió de la voluntat del poble, sinó el resultat de matrimonis estratègics dels sobirans. Fou durant segles un territori de ningú i de tothom, camp de batalla preferit de gairebé totes les cases reials d'Europa.
Així i tot, la Guerra dels Vuitanta anys deslligà part d'aquest territori neerlandès de la corona hispànica i mercès a això sorgeix un territori més o menys estable amb què posteriorment s'hi crea un estat independent, primerament sota forma de República, després sota monarquia constitucional, etc.
La història d'Holanda està marcada pel seu segle d'or. A l'edat moderna el territori esdevé líder en matèria colonial mercès a la borsa d'Amsterdam. Focus del Renaixement del Nord, diversos artistes d'arreu d'Europa s'hi desplacen per viure i apropar-se a l'ambient intel·lectual neerlandès. Un capitalisme incipient s'hi instal·la vers el segle xvii. De retruc, el territori es deixa emportar per la Reforma i aquesta influencia el tarannà artístic. Mestres de l'escultura, la pintura i l'arquitectura es fan renom als Països Baixos. La ciència hi troba un camp adobat per desenvolupar-se. Els Països Baixos es transformen en una potència d'Europa.
Potència altament envejada: Anglaterra li discuteix el lideratge en prop de quatre guerres colonials amb què aconsegueix treure-li totes o gairebé totes les colònies. Dependent d'ençà dels llaços comercials amb el Regne Unit, els Països Baixos s'endinsen en les guerres de successió espanyola i austríaca amb desavantatge i amb un resultat catastròfic. El territori neerlandès acaba partint-se en dos malgrat que la part holandesa conserva la independència.
França voldria fer-se amb Flandes, i Anglaterra evitar un ressorgiment de la potència naval neerlandesa. Durant l'edat contemporània Flandes s'integra doncs dins de Bèlgica i Holanda es construeix com a estat titella, inicialment, anglès, després francès i finalment, sense gaire més força, sucumbeix a la partició de Bèlgica, Luxemburg i Holanda. La reconstrucció passa per reformar la monarquia i tornar-la un estat liberal i democràtic.
Part del llegat il·lustrat holandès prové de la Revolució americana. Influenciada per aquesta, humiliada per les barreges mólotov d'Anglaterra i França sobre el seu territori, el nacionalisme holandès es construeix a cop d'etnocentrisme pronunciat que aspira a tornar la glòria als Països Baixos, si cal, desfent-se de la minoria frisona, annexionada a la casa d'Orange.
El segle xix és per a Holanda de transició. La Revolució industrial hi entra tímidament per fer-se gran només al final de segle. El país es veu immers en un seguit de reformes constants liberals que miren de democratitzar les institucions i fer d'Holanda un estat modern.
Les dues guerres mundials deixen Holanda a la mercè d'Alemanya i per això aquesta és envaïda. Després de la Segona Guerra mundial, el país s'allunya considerablement d'Alemanya i decideix formar part del club que creà la Unió Europea. La cultura de masses i el procés de descolonització l'apropen notablement al món anglosaxó, alhora que viu un període de creixement econòmic important. Tot just començar el nou segle, l'estat es veu en l'obligació a renunciar al projecte pannacional davant la partició de Bèlgica.

## Historiografia
L'estatunidenc John Lothrop Motley fou el primer historiador estranger a escriure part de la història d'Holanda. En prop de 3.500 pàgines escrigué una obra que s'ha qualificat de mestra i que ha estat traduïda a diverses llengües. El seu llibre aconseguí una àmplia audiència durant el segle xix. Motley proposà un retorn i immersió en les fons amb un estil atractiu; suscità l'interès d'altres historiadors per les seues dicotomies que presenten un Déu contra el Diable, uns Països Baixos contra el poder hispànic, catolicisme contra protestantisme, llibertat contra autoritarisme, etc. Emfasitza l'etnicitat inacabada d'Holanda com a característica i exagera la importància de William d'Orange dins els governants del país, alhora que dona importància a la tolerància dins l'àmbit religiós.
Tot i que amb l'establiment dels temps contemporanis els historiadors s'han anat multiplicant, se'n poden llistar alguns noms pioners en l'àmbit:
- Julia Adams, historiadora especialitzada en economia i societat
- Petrus Johannes Blok, estatista
- J. C. H. Blom, estatista
- M. R. Boxell, historiador especialitzat en política
- Pieter Geyl, historiador especialitzat en la Revolta holandesa
- Johan Huizinga (1872-1945), historiador especialitzat en història cultural
- Jonathan Israel, especialitzat en Història de la República d'Holanda, l'edat de les Llums i Spinoza
- Louis De Jong, especialitzat en la Segona Guerra mundial
- John Lothrop Motley, historiador estatunidenc especialitzat en la Revolta holandesa
- Jan Romein (1893-1962), historiador especialitzat en teorització i història universal
- Jan de Vries, historiador especialitzat en economia

L'historiador neerlandès Johan Huizinga (1872-1945), autor de The Autumn of the Middle Ages i Homo ludens: A Study of the Play Element in Cultura, des d'on expandix el camp cultural històric i la influència dels historiadors i antropòlegs francesos de l'escola dels Annals, fou pioner en l'àmbit de la història cultural dels Països Baixos. Els seus escrits influenciaren la història de l'art i incentivà els historiadors a traçar els "patrons culturals" tot estudiant "temes, figures, motius, símbols, estils i sentiments" de la societat neerlandesa.
La revolta neerlandesa contra el poder hispànic interessa particularment als historiadors que han mirat de llavors ençà d'esbossar-ne totes les interpretacions possibles.

## Prehistòria

### Alteracions històriques del relleu neerlandès
El coneixement de la prehistòria dels Països Baixos és particularment dificultosa per les alteracions climàtiques i de relleu, sobretot les paleoclimàtiques, així com l'efecte de l'ocupació humana d'època històrica que en dificulta la presa de dades. La major part de les traces prehistòriques es troben en certes regions avantatjades per les condicions naturals: el Limburg, que oferia la seguretat de la seva altitud així com la riquesa del seu loess; Drenthe, que es troba a l'abric de les transgressions marines, dotada alhora d'abundants boscs primaris; la regió dels grans cursos fluvials, eix natural de penetració i lloc de pesca.
|  |  | |
|  |  | crestes i dunes mars de sorra, planes de marea, saladars torres i planes d'inundació (inclosos els antics cursos fluvials i reberes representades per llims i torbes) Valls de la major part dels rius (no coberts per torbes) Dunes fluvials del pleistocè) mar obert (mar, llacunes, rius) Paisatge pleistocè (> −6 m comparat al NAP) Paisatge pleistocè (−6 a 0 m; –20 a 0 ft) Paisatge pleistocè (0–10 m; 0–33 ft) Paisatge pleistocè (10–20 m; 33–66 ft) Paisatge pleistocè (20–50 m; 66–164 ft) Paisatge pleistocè (50–100 m; 164–328 ft) Paisatge pleistocè (100–200 m; 328–656 ft) |

### Primeres estades de farratjadors (abans de 5.000 ane)
L'àrea que hui anomenem Països Baixos fou habitada per humans almenys fa 37.000 anys arrere, tal com confirmarien les restes de sílex utilitzades com a eines a Woerden l'any 2010. També existixen restes que remunten l'existència humana a 250.000 anys arrere a Belvedere, a prop de Maastricht. Altres encara mostren fragments de 40.000 anys arrere de neandertals com un crani trobat a la costa de Zeeland a la mar del Nord. Els sediments de Rhenen, entre Arnhem i Utrecht, revelen igualment milers de pedres tallades de 175.000 ane segons datació.
Caldrà esperar-se al final de la darrera edat glacial, vers el 12000 ane, per veure-hi ja una presència humana continuada i assegurada. Durant la darreria de l'edat del Gel, els Països Baixos presenten un clima de tundra amb escassa vegetació. Els humans hi sobrevivien mercès a la caça i la recol·lecció. Se sap igualment que vers el 8000 ane durant el Mesolític hi ha una presència de tribus nòmades amb pràctica freqüent de la caça de rens. Tenen un hàbitat artificial i estris de pedra, os i fusta vinguts majorment de daines. Residien majorment a Burgumer Mar. El Mesolític també veu la successió d'una agrupació humana amb un clima molt més favorable que treuen la supervivència de la pesca, des d'on s'han trobat restes de canoes. De fet, són les canoes més antigues d'Europa, aconseguides a partir de tronc de pins procedents de Pesse a Drenthe i que remuntarien vers el 6500 ane. Hui aquestes canoes s'exposen al Museu de Drenthe d'Assen.

### Els primers agricultors (5000-4000 ane aprox.)
L'escalfament del clima marca l'arribada d'agricultors als Països Baixos. És una tendència climàtica que aleshores estigué marcada per la transgressió atlàntica durant la segona part del VI mil·lenni i que coincidí amb l'arribada de pobles procedents d'Europa central, aportadors de tècniques i modes de vida revolucionaris i propis del Neolític, com ara l'agricultura, la domesticació d'animals i plantes, productors de ceràmica i sedentaritzats quant a estil de vida.
Els assentaments es localitzen a Limburg, als loess. No hi ha cap resta que vinga a parlar-nos d'un establiment més enllà d'aquesta regió. De fet, l'arqueòleg neerlandès Leendert Louwe Kooijmans pensa que "s'està fent pal·lès que la transformació agrícola de les comunitats prehistòriques fou un procés indígena pur que tingué lloc de forma gradual". Per això les datacions ens porten vers el 4500 ane.

### Cultures megalítiques (4000-3000 ane)
Fàcilment accessible per mar a través de les vies fluvials, els Països Baixos conegueren la major part de les cultures de la prehistòria occidental, identificades per la seua ceràmica i per les construccions de megàlits. Concretament, la cultura dels vasos d'embut fou la responsable d'elevacions de pedra sobre terra amb l'objectiu de fer-ne cementeris ritualístics. Es tracta d'una cultura identificada per la seua ceràmica en forma d'embut i que s'hauria estès des de Dinamarca fins a l'Alemanya actual, tocant terres neerlandeses. Drenthe és altra volta la regió amb més presència de dòlmens que s'han datat vers el 4100 a 3200 ane.
Els megàlits neerlandesos són de corredor, en llengua originària "hunebed". Limburg també sembla que explotà mines mercès al sílex vers el 3300 ane. Una indústria que també es pot apreciar a Rijckholt. A banda, caldria parlar semblantment de la cultura d'Hilversum, que es desenvolupà entre el 1870 i 1050 ane. És una cultura que es caracteritza pel bronze i les ceràmiques amb una força extensiva que la situa entre Anglaterra i França.
Hi ha igualment pràctica d'incineració de cossos al sud del país vers el 1500 ane i al nord vers el 1000 ane. Ja cap al 500 ane, s'instal·laren al nord dels Països Baixos el poble frisó que, per bé que marcà una part no gens menyspreable dels països anglosaxons i escandinaus, hui és una minoria que espera ser escoltada i respectada culturalment. En darrer lloc, d'altra banda, cal destacar una mòmia exhumada al petit poble d'Yde a Drenthe l'any 1897.

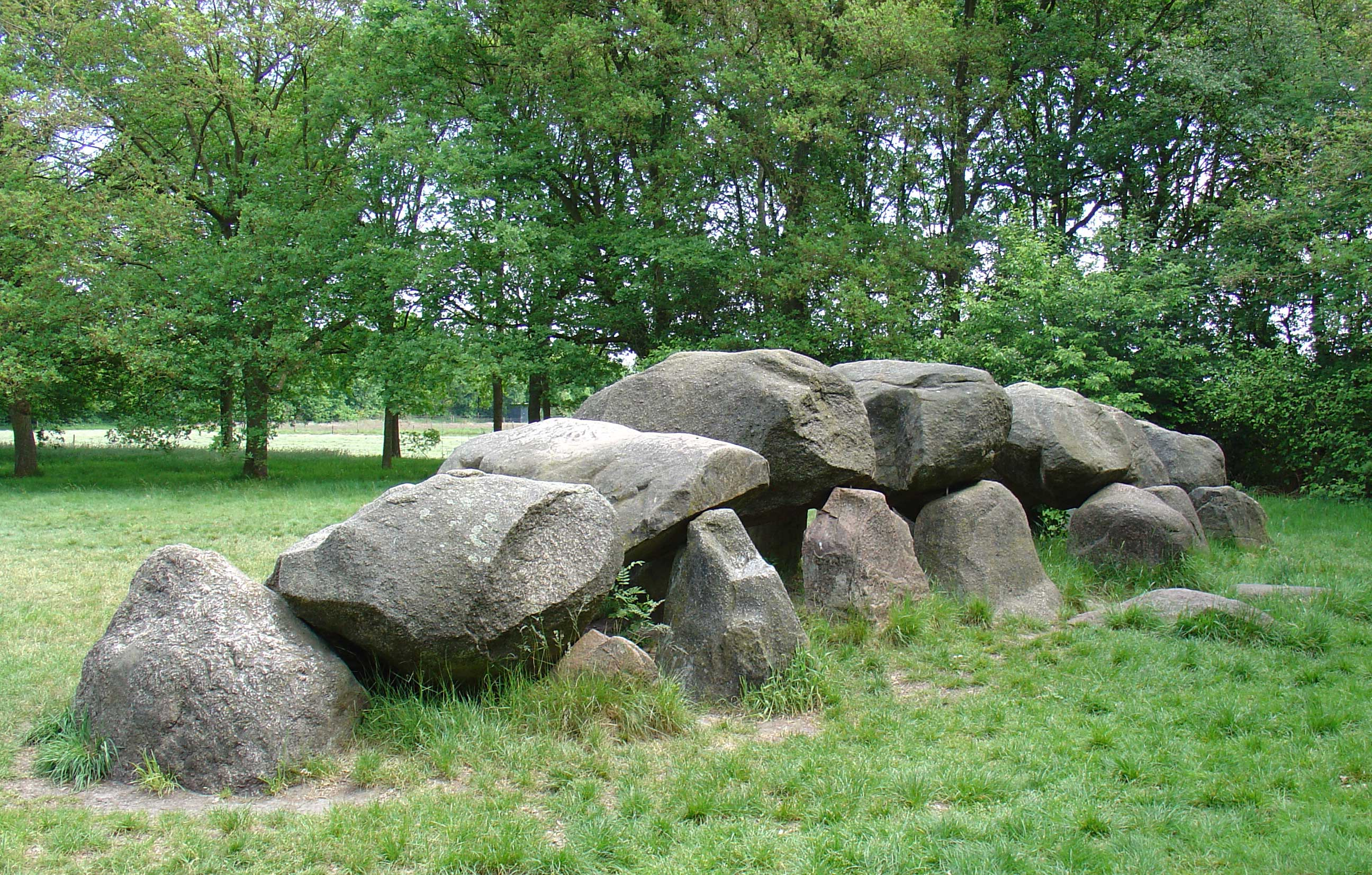
Dolmen D18 a prop de Rolde
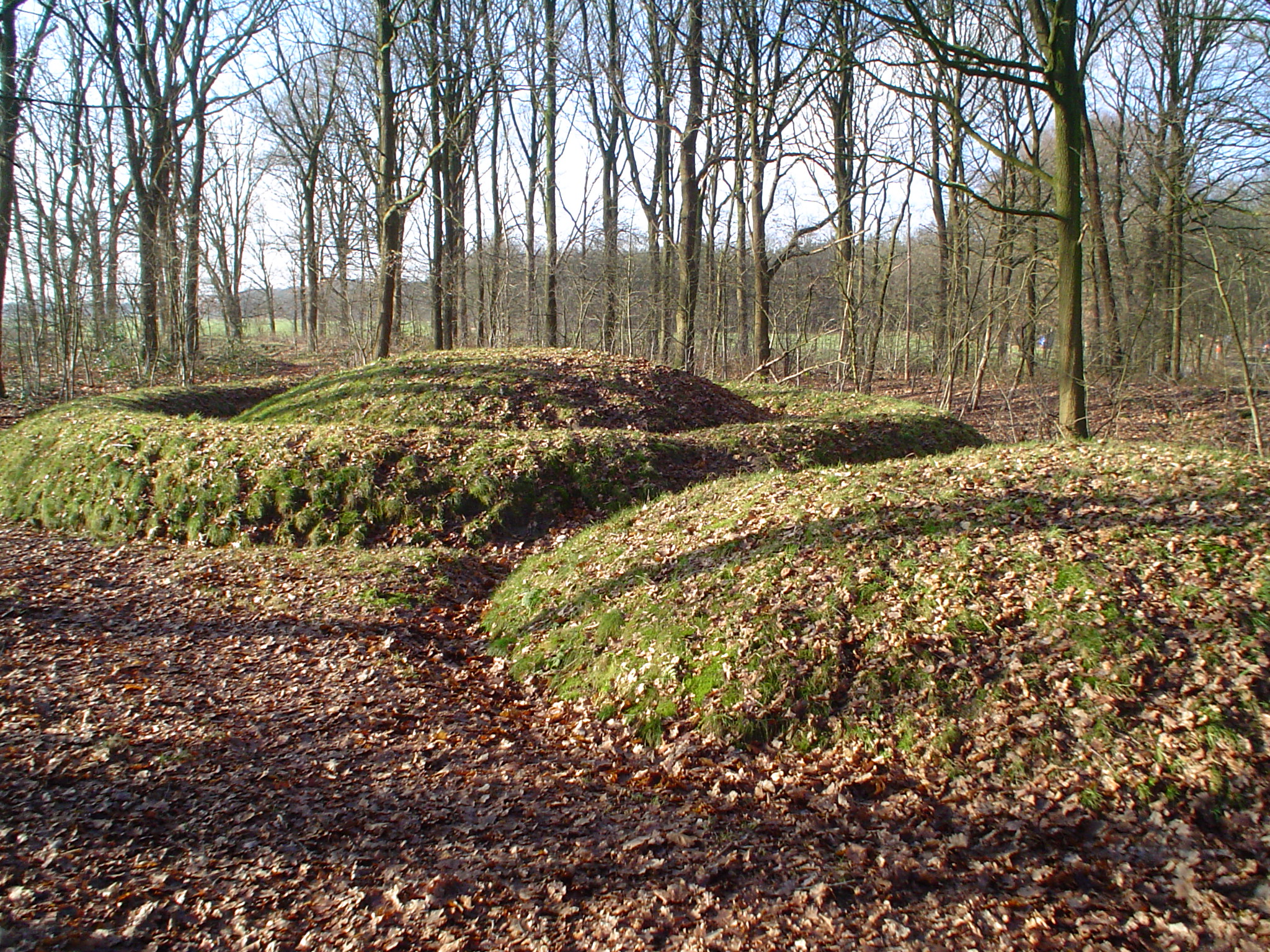
Túmul prop de Toterfout a la comuna de Veldhoven
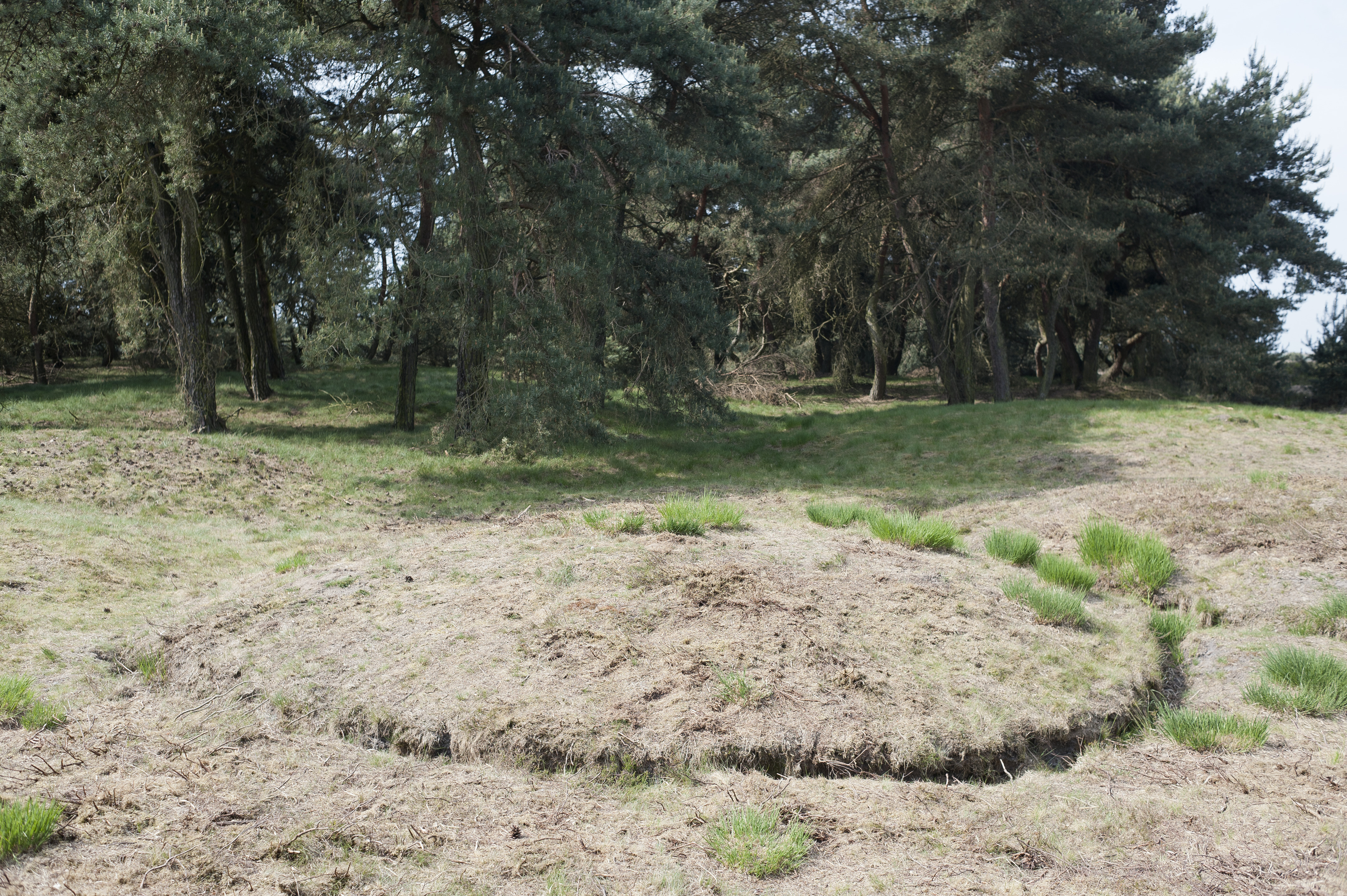
Tomba a Boshoverheide prop de Weert
Repartició de túmuls als Països Baixos. En vermell els túmuls "ordinaris", en blau els túmuls de camp d'urnes
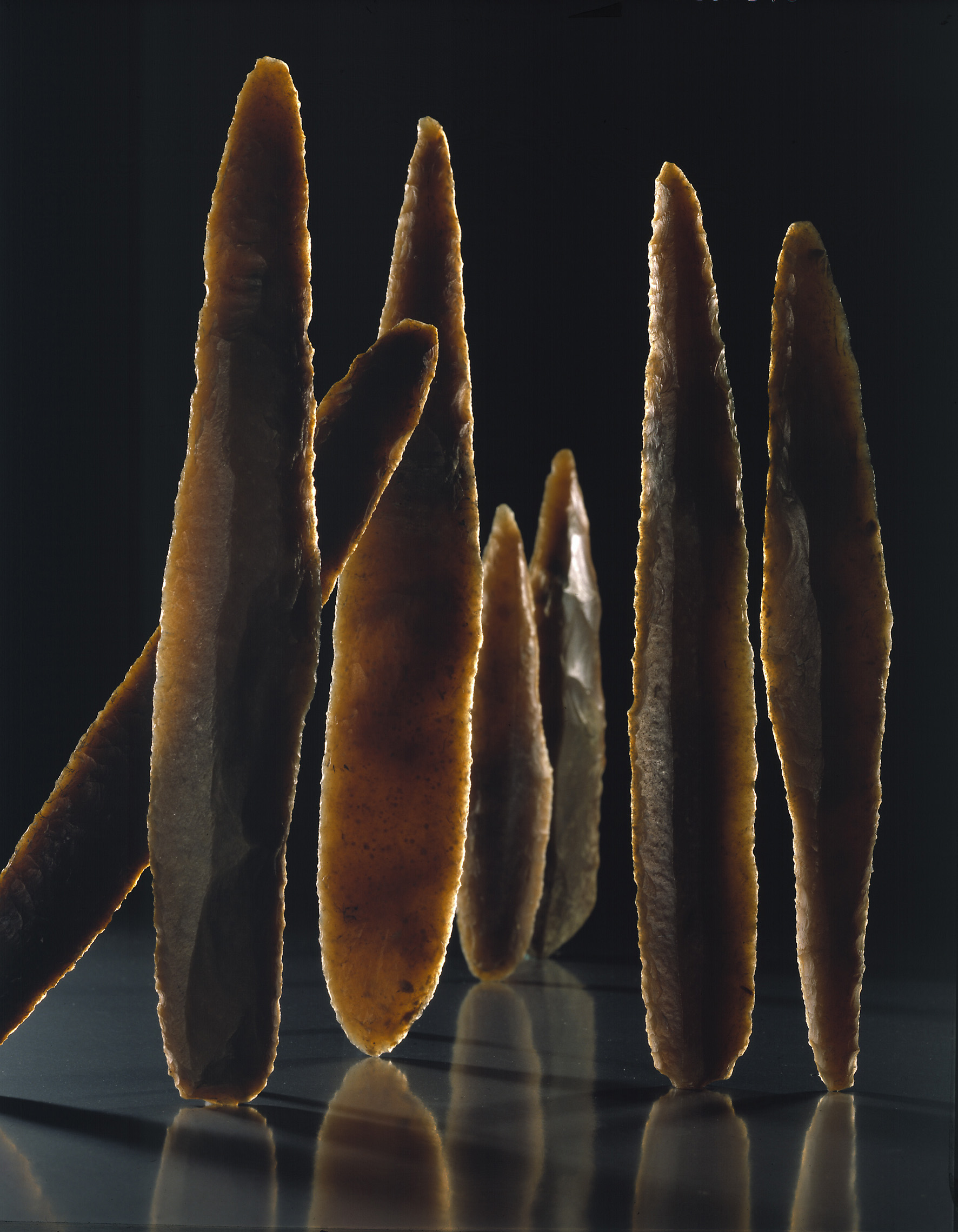
Exemples de punys en sílex

### Edat dels metalls

#### Cultura de la ceràmica cordada i cultura del vas campaniforme
El bronze neerlandès està marcat per la presència de dues cultures associades a una branca indoeuropea dins el seu vessant lingüístic. Aparegueren a l'est i el centre d'Europa. Es tracta de la cultura de la ceràmica cordada i, procedent d'altres indrets i amb una presència menor, la cultura del vas campaniforme. Aquesta darrera apareix al sud d'Europa.
La introducció de la metal·lúrgia a partir del segon mil·lenni no representà per als Països Baixos una veritable ruptura en la mesura que l'absència d'or, coure i estany al subsol en limitaren l'ús de l'elit. Malgrat les riqueses, els sepulcres de Druwen a Drenthe seguixen considerant-se mostres aïllades. L'ús de la pedra seguí vigent durant molt de temps i l'explotació del sílex només atenyé l'apogeu veritable a mitjan segon mil·lenni.
De forma general, l'edat dels metalls feu un creixent flux migratori de totes bandes. S'hi instal·len tribus germàniques provinents d'Escandinàvia i tribus celtes provinents de la Suïssa actual. La cultura celta no és la més nombrosa per bé que té una presència destacada de fronteres cap avall. Alguns acadèmics (De Laet, Gysseling, Hachmann, Kossack & Kuhn) han especulat sobre la possibilitat d'haver-hi una ètnia germànica o celta que hagués sobreviscut durant el període romà en territori neerlandès.

#### Edat del ferro
Nombrosos pobles s'instal·laren a l'edat dels metalls als Països Baixos però no sempre s'ha pogut diferenciar-los dels celtes i els germans. Vers el 700 ane la presència celta és atestada al sud dels cursos fluvials del país, però les traces que en queden seguixen sent molt modestes, si més no comparades a allò que s'ha arribat a trobar a França. Evoquen més l'existència d'una aristocràcia guerrera que no pas un moviment d'immigració massiu.
Els frisons són el poble més destacat del ferro. Arribaren a mitjan mil·lenni i procedien probablement d'Alemanya del Nord. Són força coneguts pels terps: uns turons artificials on s'instal·laven els frisons amb l'objectiu de tenir un cert control del territori amb què es pretenia protegir-se de possibles incursions. Això denota, doncs, una certa organització social, a més d'una pràctica ja força recurrent de la guerra. Eren, de fet, el centre econòmic dels frisons, un complex fonamentat en la domesticació, la pesca, el comerç marítim i l'explotació de sal marina.
Els frisons són considerats un poble germànic que s'emparentaria lingüísticament a la branca vèstica. Actualment es diferencien els frisons antics dels moderns perquè arran la caiguda de Roma, els frisons dits antics s'acaben diluint-se alhora que sorgix un nou poblament cultural humà que es reivindica frisó. Els frisons parlen (480.000 parlants al 2001) una llengua germànica, el frisó, els més antics manuscrits de la qual remunten al segle xiii. Existix igualment la traducció del Nou Testament al frisó i resulta ser encara una llengua d'ús en sermons d'esglésies evangèliques. Constituïx per al govern neerlandès contemporani part del patrimoni dels Països Baixos.

#### Els Països Baixos segons Roma
Els escrits de Juli Cèsar posen la hipòtesi sobre la taula de l'existència de més tribus o subgrups tribals als Països Baixos. En les seues cròniques de les guerres gal·les, el general romà parla de l'existència de menapis a Flandes i Zelanda i eburons al Barbant. Presentats com a germànics, pareix, això no obstant, que s'emparenten més amb les tribus celtes que amb les germàniques. En tot cas, si les restes trobades s'haguessen de posar en relació amb els escrits, caldria parlar de poblacions molt aculturades a la cultura celta.

## Edat antiga

### Frontera de dos mons

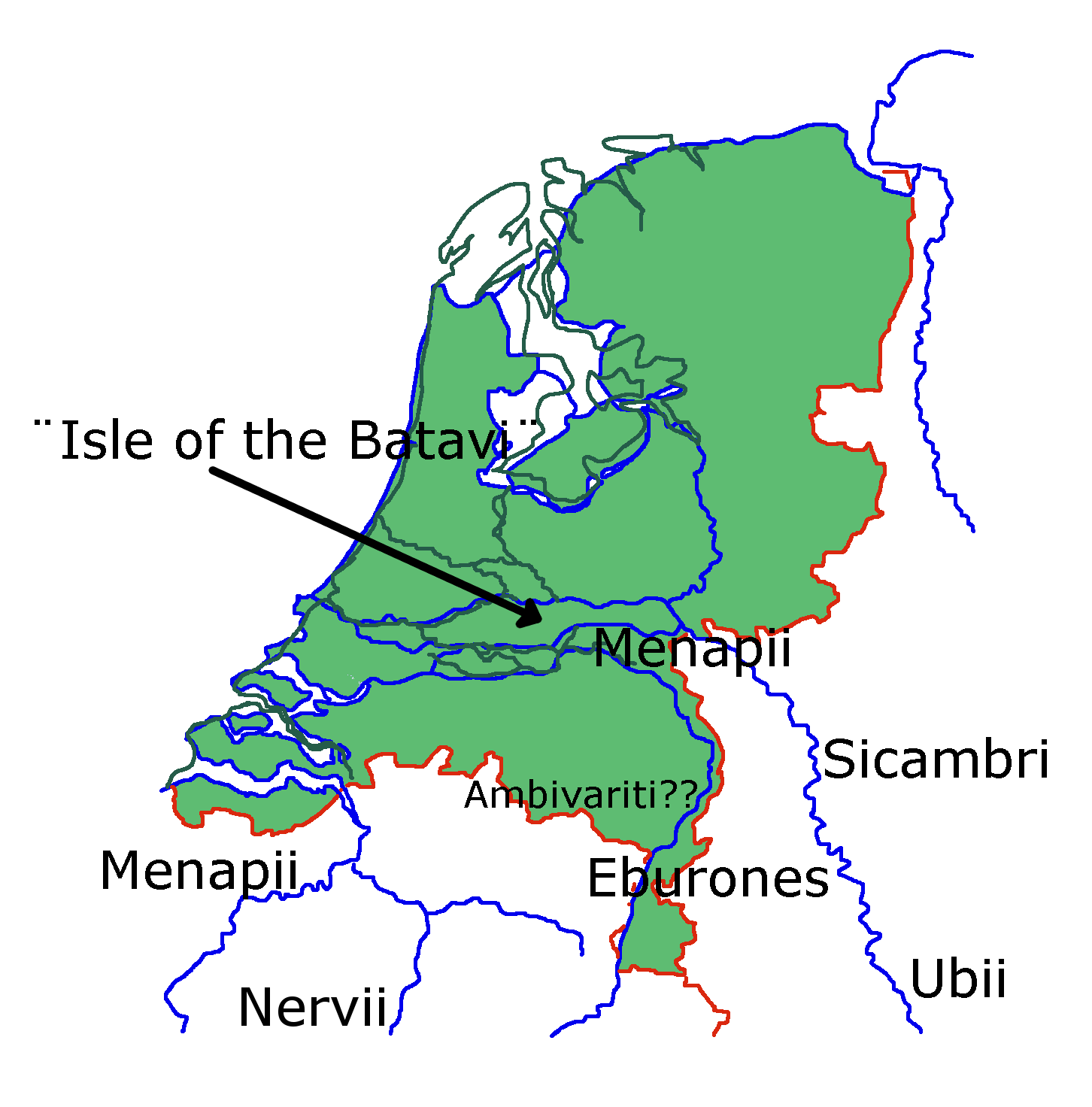
Localització de l'illa bàtava segons Cèsar

Durant les guerres gal·les, la Bèlgica romana fou envaïda per les forces romanes sota l'espasa de Juli Cèsar en una sèrie de campanyes que caldria situar vers el 57 ane fins al 53 ane. Les tribus que es trobaven als Països Baixos actuals aleshores no havien estat objecte d'invasió, si més no la informació que en tenim deriva dels escrits romans i grecs. Un dels escrits més importants són el Commentarii de Bello Gallico de Cèsar. En aquest, Cèsar hi descriu dues tribus que, segons ell, vivien als Països Baixos. La seua localització es trobava al final de dues fronteres: la de la Germània romana i de la Bèlgica romana.
Roma tingué com a objectiu explícit fer-se amb Germània i Bèlgica. Però, malgrat les intencions i les diverses expedicions militars, Germània mai fou absorbida. Els Països Baixos actuals acabaren esdevenint una frontera entre dos mons. D'una banda, el sud estigué ocupat per assentaments romans i, d'altra banda, el nord fou ocupat per tribus germàniques, probablement descendents dels bataus.
Segons que explica Tàcit, els Països Baixos havien estat ocupats per una tribu anomenada bàtava abans que Roma trepitgés sol neerlandès. Els bataus procedirien dels cats, una subtribu germànica, establerta a Turíngia. El clan reial dels cats hauria marxat d'una revolta interior per tal d'instal·lar-se entre el Rin i el Waal. El seu nou territori, un triangle delimitat pel mar i dos rius, rebé el nom d'"insula batavorum" per part romana, és a dir, "illa bàtava"; terme que s'extrau de "betuwe", que designa en llengua originària aquesta regió. Posteriorment, durant el segle xix, és Napoleó qui volgué crear una república titella anomenada bàtava, que ja concebia el territori actual dels Països Baixos. A Europa fou d'allò més habitual després de la caiguda de Roma, conservar toponímies romanes. Aquests, després, són d'ús recurrent durant el segle xix per designar l'establiment d'estat nació arreu del continent.
Important: és d'allò més important fer una aturada per parlar d'etimologia i designacions. Els terme Països Baixos procedix del neerlandès i en llengua originària fa referència a la situació geogràfica del país. Políticament, però, Països Baixos és un terme que ha patit evolucions tot al llarg de la història. Originàriament designava la regió de Flandes i d'Holanda, totes dues de parla neerlandesa. Ara bé, després de la guerra portada a terme contra les forces hispàniques durant la Guerra dels Trenta anys, Flandes s'acaba separant a la força, sota espasa hispànica, d'Holanda. El territori neerlandès natural quedà dividit i amb el temps, la part flamenca esdevé una regió dins l'estat belga i, l'altra part, esdevé un estat emancipat. Aquesta composició de les fronteres fa que actualment es designe Països Baixos referint-se només a Holanda. Holanda, com a terme, també prové del neerlandès i fa igualment referència a la situació geogràfica. Tot i així, als Països Baixos mateix hi ha una regió anomenada Holanda, per bé que internacionalment s'empra, sobretot en manuals llatins, el terme Holanda per a referir-se als nous Països Baixos. Per acabar, caldria parlar de la concepció pannacional neerlandesa que voldria una reunificació de les dues regions neerlandòfones que foren dividides per les ambicions hispàniques, franceses i angleses.
Cèsar no parla d'aquesta tribu bàtava i Tàcit es mostra força mut pel que fa l'assentament romà en territori batau. Es pensa que probablement aquest silenci prové d'un acord amigable amb què Roma aconseguix penetrar i establir-se al sud dels Països Baixos actuals. L'aliança entre romans i bataus sembla i atestada en títols com "socii" recollits en alguns escrits. Els romans haurien eximit els bataus de pagar tributs a canvi que Roma s'hi pogués assentar. A banda, els escrits romans també parlen d'una altra tribu, la caninefat. Es pensa que devia ser un subgrup batau. El general Drus, això no obstant, usà el territori sud batau com a rereguarda des d'on es concebien les estratègies d'annexió de Germània. En aquest sentit, llança una flota d'expedició cap a Frísia, des d'on pretengué sotmetre les tribus frísies. Malgrat el fracàs, fins a l'any 47 es documenten intents d'invasió de Frísia i Germània, a més de rebel·lions per part de les tribus locals.
Tot amb tot, Roma no aconseguix passar més enllà de Germània i hi crea una frontera que vindrà a reforçar-se a partir de la dinastia dels Flavis al poder. Aquests reforçaren efectivament la frontera amb més presència militar, la qual havia de garantir, sobretot, la lleialtat dels bataus vers el poder romà. Tàcit, alhora, fa esment de revoltes posteriors de les tribus caninefats. El passatge permet donar una visió del procés de romanització dels Països Baixos actuals. I és que, segons Tàcit, existia uns "civilis", "ètnia romana", és a dir, els civilitzats, els romans aculturats i per això civilitzats que havien passat anys i panys sota el servei militar romà. Roma fabricà efectivament tot un imaginari etnocèntric al voltant de les diferències entre bàrbars i civilitzats. Així doncs, aquests "civilis" s'haurien il·lustrat durant les conquestes contra Britànnia.
Suposadament la convivència entre aculturats i romans derivà en revoltes bataus amb les quals s'hauria aconseguit la independència de cara a Roma. El problema, però, és que la major part dels escrits romans estan tacats de propaganda i hom no pot discernir els fets ficticis dels reals. Per això mateix, la independència bàtava d'aquesta època s'ha de deixar en hipòtesi, pregunta, especulació. En tot cas, els escrits romans esmenten que Roma aplacà les revoltes amb molta duresa i que, tot seguit, vingueren anys d'un control més acèrrim del territori batau ocupat.

#### La revolta dels bataus
Bataus i canafats, entre altres tribus, serviren tradicionalment l'exèrcit romà. L'aliança entre romans i bataus permeté l'emergència d'una certa cultura de barreja en aquesta part del món europeu. Tanmateix, l'esclavització de joves bataus sembla que originà un enuig important que s'acabà traduint en l'anomenada revolta dels bataus.
El líder en fou Gai Julià Civil. S'atacaren i cremaren forts de protecció, és a dir, castres. De retruc, s'hi sumaren altres tribus, com els caninefats. La revolta s'allargà durant força temps. Vesparià hagué de muntar l'any 70 ane una legió contra els revoltats, comandada per Quintus Petillius Cerialis, que donà lloc a una negociació a dues bandes, probablement entre Wall i Maas, per establir una pau que es volgué definitiva.
Posteriorment, les tribus bataves acabaren introduint-se en les franques salianes. Així i tot, la revolta fou un fracàs malgrat que vers el segle xviii començaren ja els relats heroïcistes propis del segle xix que exalten una suposada independència batava en aquesta revolta. S'apuntava llavors les angoixes de Castella de fer-se amb territori neerlandès i per això el relat heroïcista batau es presentà gairebé com l'anell al dit. Des d'un punt de vista nacionalista, doncs, els bataus són els vertaders neerlandesos d'origen.

### L'aculturació batava
Establerts els Països Baixos com a frontera entre el món germànic i el romà, l'àrea ocupada s'assimila a Roma. Primerament procedix a establir l'àrea ocupada dins de la Germània interior de l'Imperi romà. Després es construïxen forts militars tot al llarg dels anomenats llims germànics amb l'objectiu de tenir-hi una vertadera protecció vers les possibles incursions i invasions germàniques. Això portà un creixement arreu on s'hi hagué de construir contencions militars. Hi apareix així, doncs, tota una sèrie de vies terrestres que asseguren la logística del poder. Els guarniments aporten naixement de noves ciutats com la de Nimeg, Heerlen, Maastricht o Voorburg. L'economia agrícola permet avituallar les tropes.
No existeix administració local. Malgrat el pacte entre bataus i romans, la zona es tractada com una regió dins d'una província. És d'alguna manera la perifèria de la perifèria. Tanmateix, aquesta perifèria és potser de les més rellevants perquè allà mateix s'hi assenten les bases de protecció de l'imperi. D'ací probablement prové l'aliança amb els bataus i assegurar-se d'aquesta manera un poble no revoltat. De retruc, aquesta àrea hi veu néixer un comerç intens d'oli, vi, marbre, entre d'altres, amb les regions escandinaves. L'abundància de moneda romana als terps frisons permet saber que hi devia haver igualment comerç entre Germània i Roma. Els frisons serviren, en efecte, d'intermediari amb el Gran Nord.
Des del punt de vista religiós, l'existència de santuaris bataus mostra, d'una banda, la tolerància de Roma vers altres religions per bé que són totes tractades de forma asimètrica i, d'altra banda, la influència creixent del politeisme romà en haver ja presència de relats romans amb figures romanitzades. Les divinitats, així i tot, són indígenes i mostren una religió politeista amb processos cíclics. Les similituds, però, amb Roma són evidents: Nehalennia, divinitat protectora dels mars, com si parlessin d'un Hèrcules Magnasius. El fet religiós és força important de destacar, així com el lingüístic vist que formen part del procés de romanització romà.

### Les grans migracions germàniques

#### Emergència franca

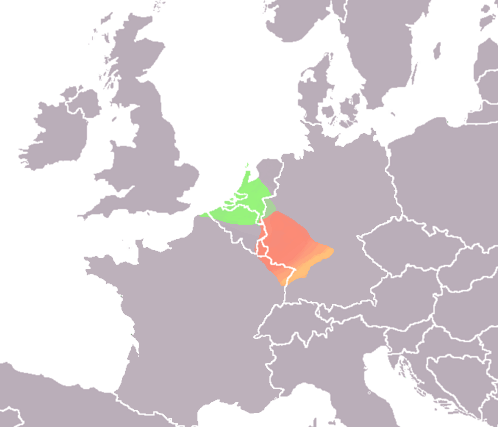
El mapa mostra la distribució dels francs salis i els francs ripuaris. Els primers són en verd i els segons en taronja

Els estudis contemporanis sobre el període de migracions germàniques es posen d'acord amb el fet que hi hagué emergència d'una identitat franca vers el segle iii entre moltes tribus germàniques, inclosos els salians, cats o bataus. Concretament, entre les que vivien entre la vall de Zuiderzee i del riu Lahn. La federació franca es constituïx probablement vers el 210.
Eventualment, els francs es dividiren en dos grups: els francs ripucians i els francs salis. Els primers s'assentaren entre els Països Baixos i Luxemburg. Els segons, en canvi, s'establiren a Bèlgica, més concretament a Flandes, des d'on baixen fins a França.
La procedència de la primera dinastia franca és incerta. Ningú pot actualment donar-ne cap línia o nom concret malgrat les recerques fetes en aquest camp. Els francs es veieren empesos a penetrar en territori romà després que des de l'est les alteracions climàtiques forçaren els pobles de les estepes a procurar un altre habitatge. Aquestes provocaren el desplaçament dels huns, els quals al seu torn feren desplaçar les tribus germàniques. El contacte entre Roma i els germànics feu caure l'Imperi romà.

#### Invasions germàniques
Les annexions germàniques tingueren dues conseqüències per al territori neerlandès. En primer lloc, els frisons, tal com en deixen constància manuscrits com el Panegyrici Latini, hagueren de marxar de la part no romanitzada dels Països Baixos, cosa que provocà una alta pressió a les fronteres dels llims neerlandesos. El poble frisó, segons que es desprèn de cerques arqueològiques i climàtiques, patiren unes alteracions del seu medi que impossibilitaren la permanència en aquest territori. A més, la pressió esdevinguda pel desplaçament d'altres tribus impossibilità quedar-se als llims. Per això, les annexions germàniques estan marcades pel desplaçament dels frisons cap al sud dels Països Baixos. Aquests arribaren fins i tot fins a Flandes.
Tanmateix, semblaria ser que a partir del segle VIII hi hagué una aculturació acomplida del poblament frisó, de manera que els historiadors parlen d'una desaparició d'aquest poble. Així i tot, la presència de la llengua frisona encara hui als Països Baixos demostra que, si bé s'haguessen pogut aculturar, no deixaren mai de banda la seua cultura. També sabem actualment que algunes tribus saxones, juts i angles s'instal·laren al nord del país des d'on es dibuixaren dos camins. Els uns es quedaren i es reivindicaren frisons i la resta decidí marxar cap a Anglaterra, des d'on neix la llengua anglesa a partir de la frisona. A banda, el territori neerlandès fou ocupat igualment pels francs salians. Aquesta federació de tribus és la responsable de bastir un nou imperi durant l'edat mitjana, un imperi que volia emular el romà malgrat que en la pràctica la caiguda de Roma deixà un territori que ja no era ben bé com el d'abans.
Però els francs no jugaren un rol equiparable a aquell que exerciren els bataus. L'afebliment de l'Imperi romà l'obligà a cedir constantment terreny davant la pressió exercida pels germànics. Julià vers el 358 hagué d'abandonar les instal·lacions de Toxandris al Barbant. La qüestió del manteniment de les fronteres és encara hui debat dins la historiografia. Sembla que aquestes hagueren de ser protegides als llims per tribus germàniques introduïdes expressament com si es tractassen de nous nacionalitzats. La presència de Roma no degué ser massa forta sobre el terreny, en particular al Limburg, fins i tot a Maastricht. Després de la caiguda de Roma, el territori neerlandès fou disputat entre frisons, saxons i francs.

## Edat mitjana

### El Regne de Frísia

Mapa amb la distribució de francs i frisons

En la seqüència de les masses migratòries germàniques que feren caure l'Imperi romà, l'edat mitjana dels Països Baixos s'inaugura amb una primera ventada de saxons, angles, juts i frisons. És el període de Volskverhuizigen. El nord dels Països Baixos reberen migracions i assentaments saxons, angles i juts. La major part decidiren marxar cap a Anglaterra, des d'on imposen regnes de caràcter medieval sobre les poblacions romanitzades i celtes. El territori neerlandès quedà, doncs, marcat per una forta presència frisona en creixement a la primera meitat de l'edat mitjana. Els seus assentaments se situen més aviat al nord del país mentre el sud es veu ocupat pels francs.
Aquests frisons no són exactament els mateixos que d'antuvi. Són poblacions germàniques de saxons, angles o juts que aleshores es donaren a conèixer com a frisons. La similitud de llengües entre anglosaxons i frisons fa pensar que els frisons moderns són descendents directes d'aquests nouvinguts. Els anomenats antics frisons originaren per la seua banda l'anglès antic a Anglaterra. 
De retruc, al final del segle vi, el territori frisó ha aconseguit estendre's fins al mar del Nord i, vers el segle vii, al sud, fins a Dorestad. Durant aquest període el nord dels Països Baixos es considera Frísia, de vegades Frísia Magna, que traduït al català, seria 'Gran Frísia'. El sud en canvi és dels francs saliens, els quals enceten llavors una dura pugna per aconseguir fer-se amb territori frisó. Durant el segle VII i VIII, els escrits francs mencionen que existix un Regne de frisons sobre el territori neerlandès per bé que de vegades se'n designa els reis com a "ducs" i altres vegades com a "reis", un regne que comprèn les províncies costaneres dels Països Baixos i les costes del nord d'Alemanya. Se'n coneixen dos principals reis: Aldegisel i Redbad, que establiren ja un centre polític a Utrecht.
Nota: la llengua frisona viu durant aquest període un temps esplendorós mercès a la seua expansió dins del regne i, sobretot, a les costes, del sud fins al nord. 
En aquest període, Dorestad es convertix en un centre gravitatori de comerç, donant peu a tres quilòmetres després, mitjançant els camins fluvials del Rin i Lek a Utrecht, considerada la ciutat més moderna de Wijk bij Duurstede. El vi és fortament preuat i el cultiu n'és força estès. La regió esdevé centre de conflicte entre francs i frisons.

### L'Imperi franc

Expansió de les invasions franques del 481 al 870

A partir del territori belga actual, la confederació de tribus germànica anomenada franca, sota retòriques religioses, emprèn campanyes militars per fer-se amb territori aliè i tornar a crear l'Imperi romà. En aquesta fita, la dinastia merovíngia dels francs es convertix al catolicisme per tal d'obtenir el suport de l'Església romana a la seua causa. Així, durant els merovingis i, després, amb els carolingis en el poder, els francs absorbixen gairebé tot el territori europeu. L'Imperi carolingi ateny llavors la màxima extensió mercès a Carlemany, el qual regnà sobre un territori que anava d'Andorra i el nord de la Catalunya actual a les fronteres daneses, txeques i croates, tot passant pel nord d'Itàlia.
Les guerres empreses contra els frisons foren intenses i continuades. Des dels primers governs frisons amb rei propi fins a la seua annexió definitiva sota l'espasa de Carlemany, el Regne de Frísia es trobà en guerra constant contra els francs, que juntament amb els saxons miraren d'annexar-se el territori. Els saxons consideraven efectivament el territori frisó com a anglosaxó en reivindicar-se provinent d'aquest. Els francs, però, dins la seua idea de recreació d'imperis, volgueren tenir sota la seua espasa el territori frisó. És així com les vel·leïtats s'anaren justificant mútuament per tal d'accedir a més territori. Els francs no acceptaren la mort de missioners cristians com Bonifaci així com els frisons no acceptaren els mètodes sagnants dels francs.
És arran les campanyes militars dels francs contra els saxons, segons que poden afirmar alguns historiadors, que s'encetaren les invasions vikingues. Les poblacions escandinaves veieren amb molta preocupació les massacres que es duien a terme al Regne de Frísia i contra els saxons. Per això mateix, de por a esdevenir la propera presa, els vikings o normands, avui sabem que eren danesos, noruecs i suecs, iniciaren les ràtzies contra els francs.

El Regne frisó és, doncs, annexat i amb això visqué els canvis propis que s'esdevingueren amb l'ascens de Carlemany al poder. Hi hagué una reorganització del territori frisó en consonància amb la incorporació del cristianisme, un repartiment que durà fins al 1559. S'hi veié igualment un cert creixement econòmic i poblacional. El rei establí algunes residències als Països Baixos així com a altres indrets d'Europa, com és el cas de Luxemburg o Alemanya. També hi promogué les lletres dins l'anomenat Renaixement carolingi. Alhora començaren a desenvolupar-se els llaços de caràcter medieval que caracteritzen l'edat mitjana. El fenomen de la feudalització als Països Baixos és així i tot molt menys net que a França. El trànsit de moneda s'intensificà i el comerç frisó permeté diluir de forma més o menys tova la feudalització als Països Baixos. Creixeren ciutats com Maastricht, Domburg i Dorestad. El desenvolupament d'aquesta darrera s'ha visibilitzat amb sorpreses mercès a l'arqueologia. Les restes mostren un impacte important a tot Europa del comerç que fluïa en aquesta ciutat. I és que en aquesta època es construïxen els grans ports marítims dels Països Baixos.

#### Dubtes contemporanis sobre francs, frisons i saxons
És al segle xix i empesos pel romanticisme que molts historiadors volgueren veure en francs, frisons i saxons els ancestres dels estats que s'establiren llavors. Es descrigué que les tradicions i cultures de cadascuna d'aquestes tribus germàniques donaren peu a l'adveniment de tres nacions ben diferenciades: França, hereva dels francs; Anglaterra, hereva dels saxons; els Països Baixos, hereus dels frisons. Dintre d'aquesta línia, es volgué veure els Països Baixos com una nació diferent de Flandes, és a dir, les explicacions per les quals hi havia un territori flamenc i un territori holandès. L'holandès era aleshores un estat sobirà i reconegut arreu mentre que Flandes constituïa una part de Bèlgica que els descendents del congrés de Viena volgueren crear per així evitar l'esdeveniment d'una força marítima i comercial neerlandesa que rivalitzés amb Anglaterra i, alhora, evitar que França s'annexionés territori aliè, tot i que la creació de Bèlgica resultà un estat tampó en què flamencs i valons no se suporten mútuament. Així es dubta actualment de tota aquestes explicacions romàntiques i es posa en dubte que francs, saxons o frisons n'hagen estat originaris. Hui sembla evident que Flandes és un territori neerlandès i que aquestes lectures romàntiques foren més aviat un instrument per justificar la creació de Bèlgica. De retruc, l'explicació de francs al sud dels Països Baixos, de frisons al nord i saxons al sud és contestada i depèn molt més en l'actualitat de les troballes arqueològiques que dels escrits d'època.

#### Emergència de la llengua neerlandesa
Les discussions sobre el sorgiment del neerlandès és més especulació que fets verídics. Això es deu al fet que les fonts actuals de què disposem no en donen certeses, siga per la composició mateixa del fràncic com pels relats que els mateixos pobles de l'època volgueren donar-se. Una cosa és clara: durant l'edat mitjana el neerlandès es forma com a llengua a part.
A part del nord de la Bèlgica actual, sembla que s'hi desenvoluparen diferents parlars fràncics i a poquet a poquet aquests dibuixaren diverses realitats lingüístiques. A Valònia es desenvolupà el francès que després fou expandit a França, mentre que a Flandes i a partir del baix alemany s'anaren formant el neerlandès, el qual s'acabà diferenciant del frisó, mentre el frisó deriva en l'anglès a Anglaterra. El francès, nascut del fràncic, es desconnectà del llatí, així com altres llengües neollatines com el català, el romanx, el romanès o el portuguès. Els descendents lingüístics dels francs anaren imposant el francès a tot França en detriment de l'occità, el bretó o el cors.
En tot cas es podria dir que amb l'aparició dels francs hi hagué un desenvolupament notable de la llengua neerlandesa. Aquesta esdevé amb el temps molt majoritària i fins i tot en detriment del frisó. Actualment el neerlandès és llengua oficial als Països Baixos mentre que el frisó gaudix d'estatut de llengua regional i patrimoni del país.

#### Cristianització
El francs també foren sinònim de cristianització forçada de les poblacions neerlandeses. Ara bé, el cristianisme arriba a les fronteres neerlandeses amb la crisi de l'Imperi romà. L'annexió de la província de Frísia actual fou aleshores un fet que marcà el procés de conversió sistemàtic de les terres neerlandeses al cristianisme. Els francs se serviren de la guerra i la repressió per tal d'aconseguir els seus objectius. I també s'hi enviaren molts missioners anglosaxons i escocesos, dels quals destaca Willibord, Wulfram i Bonifici, per tal d'evangelitzar tothom. Els frisons martiritzaren Bonifaci l'any 754 a Dokkum en represàlia per les massives massacres dels francs.

### La fragmentació carolíngia

#### La mort de Carlemany
A la mort de Carlemany l'Imperi carolingi entra en una crisi durable de la qual mai es recupera. Abans de morir, Carlemany havia designat ja un hereu de tot el regne, el qual hauria de tenir la missió de continuar amb la tasca del pare i governar sobre tot el territori que son pare havia deixat. Aquesta decisió trencava definitivament amb la tradició franca, d'ençà que es volia que hi hagués únicament un rei i no una redistribució del regne a parts iguals entre els fills. Tanmateix, quan Carlemany pronuncia ja les seues paraules, les coses canvien diametralment. Els fills de Carlemany no accepten la seua decisió. Carles i Lluís, contraris amb la designació del seu germà, s'unixen mitjançant el pacte d'Estrasburg, en què hi expressaren de forma explícita suport mutu fins a aconseguir el seu objectiu. I l'objectiu era tornar a partir el regne a parts iguals.
De forma paral·lela, el territori carolingi torna a ser assetjat. Els regnes peninsulars del nord d'Europa comencen la seua particular expansió i decidixen penetrar en territori carolingi. Els vikings o normands, així anomenats a l'època, provocaren desestabilització i agreujaren de forma considerable els resultats de la crisi dinàstica. A la crisi interior deguda a les esbatusses entre fills, s'hi afegí l'esbatussa contra els normands. Les fronteres han de ser protegides, però la reialesa es troba en qüestionament mateix de la seua figura sobirana.
Aquesta situació és la que provoca la debilitació del regne i, per tant, la seua fragmentació. Principats, ducats, comtats i altres entitats pròpies de l'edat mitjana s'assumixen a si mateixes. Mercès a això, es creen regnes a les fronteres militars carolíngies. Amb tot, els germans Carles i Lluís aconseguixen apartar l'hereu legítim i partixen el regne en tres mitjançant el tractat de Verdun.
Segons aquest, l'antic Regne carolingi queda repartit així:
- Frància, que traduït del llatí queda en França; part atorgada a Carles el Calb
- Lotaríngia; part atorgada a Lotari I i que traduïda del llatí al català dona Lorena
- Germània, que deriva justament de l'alt alemany i que dona nom a Alemanya* en la seua versió germànica (ex.: Germany en anglès); part atorgada a Lluís el Germànic

Els Països Baixos quedaren dins de Lotaríngia, és a dir, la Frància Mitjana, mentre que Flandes quedà dins la França de l'oest, és a dir, la governada per Carles el Calb. Posteriorment, s'ha volgut veure en aquesta divisió un primer precedent que diferenciaria flamencs de neerlandesos. El nucli tradicionalment frisó, per la seua banda, quedà dins la Frància Mitjana, és a dir, la Lorena de Lotari.
A la mort de Lotari I, Lluís II rep el títol imperial de les terres italianes. Carles de Provença rep les terres borgonyones. Lotari II rep, per la seua banda, la resta del territori, és a dir, de Bèlgica fins a Suïssa actuals. El Regne de Lotaríngia comença llavors a fracturar-se al seu torn. És el tractat de Prüm. Durant la vida de Lotari II, la seua porció és objecte d'ambició per part de França i del Sacre Imperi germànic. A la seua mort, no hi ha hereters. Els seus oncles, Carles el Calb i Lluís el Germànic, decidixen repartir-se el Regne de Loratíngia amb el tractat de Meersen. El Regne de Borgonya no sobreviu per les ambicions territorials dels veïns i el territori antigament lotaringi queda dividit en tres:
- La part occidental es queda a França
- La part oriental es queda al Sacre Imperi romà
- La part del sud es queda a Itàlia

Després d'un episodi breu d'unió mercès a Carles el Gros, el territori antigament lotaringi torna a ser dividit amb la mort de Carles el Calb i Lluís el Germànic. Tota l'antiga Lotaríngia a excepció de Borgonya passa a mans del Sacre Imperi romà. Els reis germànics miren de substituir els antics càrrecs absorbits per fills seus. El fill bastard d'Arnulf, per exemple, esdevé rei de Lotaríngia sota el nom de Zuentibold I. Això el porta a fer la guerra contra Reginald de Hainaut, que pretén substituir-lo. Gran feudatari, és mort l'any 900. Tot i les constants divisions, el territori neerlandès quedà dins la França de l'est, és a dir, la que rebé el Sacre Imperi romà.

#### Les ràtzies vikingues
Al segle ix fins al X, els anomenats vikings emprenen una cursa per la conquesta que porta a un llarg període de ràtzies i violència a les ciutats franques i frisones, fins a arribar finalment a les costes de la regió històrica dels Països Baixos. Les ciutats d'Utrecht i Dorestad, per exemple, foren pillades cada any durant tot aquest temps. Els caps normands reberen aviat importants feus amb què s'instal·laren i formaren els seus reialmes a banda i banda. El Regne Unit actual veu l'aparició d'un període relativament llarg amb la formació de cinc a sis regnes confrontats entre si. Inicialment, però, no establiren tampoc llargues estades i bases malgrat que després miraren de fer-se amb territori aliè, com és el cas del territori franc.
A Walcheren es formà una primera dinastia amb Harald i Hemming com a reis més destacats. A Frísia s'hi instal·là Roderik de Dorestad, una de les famílies dinàstiques més importants dins la història dels Països Baixos. Embolicats en el contenciós bèl·lic carolingi, Roderik fou l'últim a dominar les terres frisones amb el títol de duc. A partir del seu establiment definitiu, feren de fortificacions com ara Asselt o Limburg, zones estratègiques per organitzar ràtzies arreu d'Europa, principalment contra l'Imperi carolingi.
L'un dels poderosos senyors de la guerra, Godfried, obligà Carles el Gros, franc, a cedir-li el títol de duc de la Frísia occidental. I és que l'Imperi carolingi patí una fragmentació important amb la mort de Carlemany. Les invasions vikingues, magiars i les hostilitats musulmanes no ajudaren gens ni mica a tenir un regne estable, per bé que la seua immensitat també l'obligava a desdir-s'hi perquè el monarca no aconseguia arribar arreu. La situació també afectà el Sacre Imperi germànic que detenia en la pràctica els Països Baixos històrics sota la seua tutela i per això mateix l'emperador Arnulf de Caríntia hagué d'oposar-s'hi fins a vèncer-los.
L'impacte de les ràtzies vikingues donaren peu a un gran debat arreu en historiografia que pren les distàncies vers la llegenda negra tradicional elaborada pels monestirs, víctimes dels saqueigs, fins i tot amb morts, de forma que ben sovint hi veien onades de dracs que venien a portar foscor al món cristià.
L'estada vikinga ateny el seu apogeu mercès a la unificació de tots els territoris vikings sota l'anomenat Dorestad, que anava de les illes britàniques a Dinamarca, passat per Islàndia i els Països Baixos mateixos. Aleshores el comerç frisó es mantingué dempeus i visqué i tot una gran empenta. L'època normanda, segons que poden apuntar alguns historiadors, ha empès part de l'Europa occidental a introduir-se dins el procés de feudalització, del qual en tenim una mostra ben visible en el Sacre Imperi germànic.
En tot aquest període, el Regne carolingi es fragmenta i amb això naix una necessitat constant dels regnes de la França Oriental i Occidental de fer-se amb el territori dels Països Baixos històrics, principalment Flandes, que l'estat francès volia a tot preu, considerant-lo una part amputada del seu territori, dins el marc imperialista de l'època. Alhora el territori queda sota les mans d'Enric I de Germània, dins l'anomenada Baixa Lorena, és a dir, després de la fragmentació mateixa de les Lorenes, tot plegat dins les ambicions territorials d'ambdues parts, els Països Baixos queden finalment sota les ordres germàniques.
Els vikings cremaren principalment tresors de plata en les seues expedicions a Maastricht, Lieja, Stavelot, Prüm, Colònia o Koblenz. Ciutats, avui flamenques, valones, alemanyes, neerlandeses, etc., que patiren incendis i molta destrucció. Segons les cròniques d'època, els últims atacs vikings tingueren lloc a la primera dècada dels 900 i anaren dirigits contra Tiel i Utrecht.

### Baixa edat mitjana

#### Dins la multitud germànica
Durant els segles x i xi els Països Baixos queden dins el Sacre Imperi Romanogermànic. Aquest fou un territori constituït per una diversitat de formes diferents d'entitats independents que es governaven a si mateixes tot i escollir un emperador central en parlaments estamentals que havien de ser la representació de cada estat. Són les anomenades Dietes, que poden associar-se perfectament a les Corts de la península Ibèrica.
En aquest període qui estigué al capdavant de tot aquest conjunt de regnes lligats entre si per una dinastia electa fou Oto I. El ducat dels Països Baixos rebé algunes visites reials. I és que la ciutat de Nijmegen fou utilitzada sovint pels emperadors germànics com a lloc d'estada o passatge. La mateixa emperadriu romana d'Orient Teodora, que s'esposà amb un rei germànic, hi morí. Utrecht es transformà en aquest període en una important ciutat comercial mercès al seu port.
Hi ha constància que el territori frisó esdevé aleshores terra de revoltes constants en contra del poder germànic i ducal neerlandès. En aquest cas els caps jeràrquics volgueren fer de Frísia un estat més dins del panorama germànic, però això no sempre vingué de grat al ducat neerlandès.

#### La política de la desunió
El Sacre Imperi romà no fou capaç de mantenir mai la unitat política. En conjuminació amb l'autonomia creixent de les ciutats, les normes de cada estat, ducats, principats, comtats, entre d'altres, feia difícil tenir una autoritat centralitzada, tal com es volgué construir des de la dinastia capeciana a França, fet que no és sinònim tampoc d'empitjorament de la situació. L'actual capital dels Països Baixos tingué justament un creixement notable mercès a aquesta política descentralitzadora que caracteritza l'Europa del centre.
Una bona part dels Països Baixos històrics foren governats pel comtat holandès, el ducat de Gelre, el ducat de Barbant i el bisbat d'Utrecht. Utrecht es feu fins i tot amb un poder d'alçada pel matrimoni entre Església i estat. La política otoniana volgué efectivament que la seua autoritat no fos qüestionada per ningú de forma a construir o, més aviat, reconstruir un simulacre de l'Imperi romà d'antuvi. Això el portà a teixir aliances amb l'Església catòlica, la qual hi cedeix pels avantatges monetaris i territorials que percep. Així, doncs, el bisbat d'Utrecht assumix pràcticament el rol de governant en aquest període pel que fa als Països Baixos o, si més no, tingué un poder d'influència gens menyspreable.
En aquest conjunt d'estats dins l'estat, s'hi veié un desenvolupament constant de la guerra entre principats i altres entitats. A França, paral·lelament, i malgrat ser un estat centralitzat, també s'hi veié una guerra constant. Així, pel que fa als Països Baixos, el territori fou escenari de violències siga per les ambicions franceses, siga per les frisones, siga per les otones, com, finalment, per les ambicions de les diverses jerarquies feudals que envoltaven o habitaven el territori.

#### L'afer frisó
Com ja s'ha apuntat, la comunitat frisona, liderada per uns caps ambiciosos, es veié immersa en un procés de rebel·lió contra el ducat neerlandès. Això fou així perquè des de Frísia es volia accedir a una autonomia total, cosa que no s'admetia a banda i banda per ambicions purament territorials.
La llengua i la cultura de la major part de la població que vivia en aquest àrea dels Països Baixos era originàriament frisona o en qualsevol cas se'n reivindicava. Això per l'anomenada Frísia de l'oest perquè la Frísia dita del nord, estigué en tot moment sota règim d'independència i mantingué fins i tot aliances amb les lligues suïsses que aleshores per bé que no fossen un estat a part, sí que aspiraven a ser-ho, a més de comportar-se com a tal.
La Frísia independent del nord fou gairebé fundada per Gerulf, que en tingué el protagonisme més destacat. La seua dinastia comença amb Dirk V, que fou el primer a prendre el comtat d'Holanda l'any 1075 mercès al suport del seu parent frisó, Robert el Frisó, comte de Flandes. La protecció de tenir aquests llinatges li valgué la donació de territoris força importants malgrat que amb el temps hi hagué una degradació progressiva de les relacions. I és que el comtat d'Holanda s'esforçà d'anar ampliant el territori, tot argumentant una suposada propietat nominal sobre Frísia. En aquesta contesa, el mateix bisbe d'Utrecht tindrà molta cosa a veure-hi.

#### Els noms holandesos
El poder central sorgí vers el final del segle xi dins la varietat dispersa dels Països Baixos sota el comtat d'Holanda. Originàriament era el garant del feu danès després de l'herència per part de Roderik i en signe de lleialtat l'any 862. Però, amb el començ del segle xi s'assistix a intervencions militars comtals que posen sota Holanda la part del nord dels territoris neerlandesos. Així, vers el 1083 neix el nom d'"Holanda" com a referit a una regió que correspon si fa no fa a la província actual del sud d'Holanda. La influència d'aquest comtat holandès que donà fins i tot nom a una regió que amb el temps dona nom igualment als Països Baixos del Nord, creixé, i la seua influència s'anà estenent tot al llarg dels dos segles vinents. Exemple d'aquesta influència i augment notori el trobem en la conquesta del Zeeland. És d'ací que s'emprengueren guerres contra la Frísia del Nord per així apoderar-se'n del territori, tal com acabà passant.
Això pel que fa als Països Baixos del Nord atès que en terres flamenques la influència fou una altra. El ducat de Brabant fou qui aconseguí apoderar-se d'un territori cada volta més gran fins pràcticament tenir sota tutela tota la Bèlgica actual, per bé que en quedaren exclosos molts territoris com el comtat de Limburg mateix. La prosperitat que donaven els loess permeté als ducs de Brabant d'esdevenir uns senyors considerables: el mateix Enric II casà la seua filla amb el rei França. En aquest matrimoni, però, cal veure-hi sempre l'ull imperial francès, vistes les seues voluntats gens amagades de fer-se amb Flandes. Alhora, el ducat tingué accés a una part vital de Colònia fins a Bruges. 

#### Creixement i expansió econòmica
És certament perquè el Sacre Imperi romà era descentralitzat i federatiu, diríem fins i tot confederatiu, que els Països Baixos històrics visqueren amb l'ascens de Guillem II a rei dels romans un període de creixement i expansió econòmica que posà les bases del Renaixement neerlandès, a més de l'inici d'una cultura pròpiament protestant i alhora del precapitalisme provinent del Renaixement italià.
Efectivament, durant aquest final de l'edat mitjana el territori neerlandès veu aparèixer tot una sèrie de corporacions que equivaldrien als gremis i que juntament amb els ports potenciaren l'economia. Són els guildes qui desenvoluparen els mercats locals amb força potència. Alhora hi hagué ja una introducció abans d'hora dels negocis especulatius al voltant d'allò que posteriorment hauria de ser la borsa. Tot plegat feu aparèixer noves ciutats, expandir els monestirs i castells, mercats, i desenvolupà considerablement l'urbanisme.
En aquest període els territoris neerlandesos s'acaben involucrant voluntàriament en les croades que el papat volgué portar a terme contra els musulmans instal·lats a Jerusalem. Unes guerres que marquen prou l'esdevenir del continent europeu atès que debilitaren els centres gravitatoris i al mateix temps portaren, després d'un estrepitós fracàs, a cercar-ne alternatives per poder assolir la ruta de la Seda, és a dir, atènyer l'Imperi xinès. És d'aquí que sorgiren les expedicions, inicialment exploratives, dels vaixells portuguesos que heretaven ja una gran tradició comercial i cartogràfica vinguda dels Països Catalans i d'Itàlia.
Durant tot aquest temps, el duc de Brabant, que anteriorment s'havia apoderat de pràcticament tot Flandes, continua la seua expansió i assumix igualment part, per no dir tot, del territori holandès. La dinastia dels Brabant s'ompli de poder i influència mentre manté unes lluites poc resoltes amb l'imperialisme francès.
Tot i ser una vertadera perifèria estructurada sota règim feudal, la població neerlandesa assistí en primera persona a la lluita de les Investidures. Es tracta d'un encontre per discordança de criteris entre l'otonianisme i el papisme. Arran de la reforma gregoriana l'Església catòlica voldria escollir ella mateixa la seua jerarquia, que fins aleshores estava en mans dels prínceps electors. Era així perquè el mateix Otó I recolzà la seua autoritat al suport de l'Església, un suport que s'aconseguí amb la cessió de privilegis a l'Església a canvi de controlar-ne la jerarquia.
Quan l'Església topà amb la pràctica otoniana, una lluita per les investidures s'allarga i culmina en decadència per al poder de la dinastia otoniana. Mercès a aquesta situació el comte d'Holanda, Guillem II, en tant que membre del Sacre Imperi romà, és elegit rei dels romans, és a dir, emperador del Sacre Imperi romà. Per tant, es podria dir que la lluita de les Investidures, malgrat ser una mostra evident del règim de perifèria, comportà a la llarga l'ascens d'una casa neerlandesa a la corona germànica.

#### LaGuerra dels garfis i dels bacallans
En primer lloc, la Guerra dels Cent anys que provocà una recessió generalitzada a Europa, sobretot als països geogràficament al vell costat dels dos bel·ligerants: Anglaterra i França. En segon lloc tenim un creixement important del poder local als Països Baixos mercès a l'expansió econòmica de finals de període. Tanmateix, aquest creixement es veu d'allò més afectat per la pesta negra, que delma considerablement la demografia i això tindrà repercussions sobre l'economia. S'estima que prop de la meitat de la població europea morí amb la pesta negra. Flandes, contràriament a Holanda, és la més tocada, però tots dos territoris neerlandesos es veuen afectats per aquestes variables.
A banda, tenim una crisi dinàstica entre la casa d'Holanda i Brabant. Totes dues deixen de tenir descendència i els traspàs cap a la casa de Bavière és motiu de conflicte. Tot plegat s'acabà visibilitzant en la Guerra dels garfis contra els bacallàs. Els uns favorables a la descentralització, els altres a la centralització. Els uns favorables a un figura successora, els altres a l'altra. Els uns menys conservadors, és a dir, els garfis, els altres, els bacallàs, molt més de l'antiga escola. Els uns, en definitiva, favorables a les ambicions borgonyones i els altres contraris. Tenim doncs un final d'edat mitjana molt mitigat.
Els Borgonya eren una casa feudal amb un poder importantíssim al centreoest europeu. Els Borgonya nasqueren a Suïssa, on bastiren el seu primer regne, que tot seguit es veu fracturat arran de les polítiques imperialistes de la dinastia Capet de França. Partit en dos, la Borgonya francesa assumix un paper d'allò més contestat per França, que ambiciona fer-se amb Flandes. En efecte, volien crear un regne centralitzat, un estat independent amb una estructura menys federada. És per això que començaren a apropiar-se de territori aliè a Flandes i Valònia fins a crear en un estat compost que vindria a explicar-nos el rerefons d'aquesta guerra.
Les ambicions dels Borgonya els porten efectivament a voler-se apoderar dels Països Baixos del Nord, és a dir, d'Holanda i, en conclusió, els historiadors pensen que la Guerra entre garfis i bacallàs fou una guerra que enfrontà la rivalitat entre els qui volien unir-se als borgonyons i els qui preferien una altra alternativa. Cal precisar, així doncs, que la rivalitat apareix en un moment de crisi per la successió dels Brabant i Holanda. De resultes, tenim una guerra que pren motius polítics per un fons econòmic i estructural, atès que la recessió provocada per la pesta negra i la Guerra dels Cent anys porta a més centralització, la qual dona peu a revoltes contestatàries, visibles en la crisi dinàstica que conjuga un pugna entre borgonyons i bavaresos.
La guerra acaba amb un redibuix de les fronteres. Els borgonyons s'apoderen de tots els territoris neerlandesos i valons, a més de luxemburguesos i frisons. Entre el 1384 i el 1482 aquest conglomerat de jerarquies feudals de diversa procedència i estructura s'unixen sota la casa Borgonya, que aconseguix així complir amb el seu projecte d'estat únic entre el Sacre Imperi romà i França. Contràriament a allò desitjat, les elits de l'època acceptaren força poc aquest redibuix de fronteres mentre que la població en general deixà de revoltar-se, cosa que s'interpreta com una acceptació si fa no fa àmplia de l'entrada dels Països Baixos Borgonyons. Aquesta explicació té diversos motius. Els borgonyons iniciaren una centralització a doble cara. D'una banda, centralitzaren la justícia i una mica d'ací i allà l'administració feudal, però, a canvi, delimitaren tres territoris autònoms: Holanda amb el seu propi govern (stadhouder), Luxemburg amb el seu ducat, mentre Flandes quedava separada de Valònia dins la Cambra del Consell. És a dir, tenim una unió tàctica visible en una única moneda, però una separació fàctica entre antigues regions històriques.
Sobre aquest mapa imaginatiu de Grans Països Baixos queda representada de forma personificada i icònica la forma d'un lleó que és posat justament en valor per conferir legitimitat a l'ambició borgonyona de construir un estat únic a l'estil francès. Però la política ambiciosa de Carles el Temerari, que vol connectar les seues possessions de Borgonya a les dels Països Baixos, provoca un conflicte amb la França de Lluís XI. A la mort del Temerari en combat, l'any 1477, els Països Baixos borgonyons passen a mans dels Habsburg.

## Època moderna

### El segle d'or

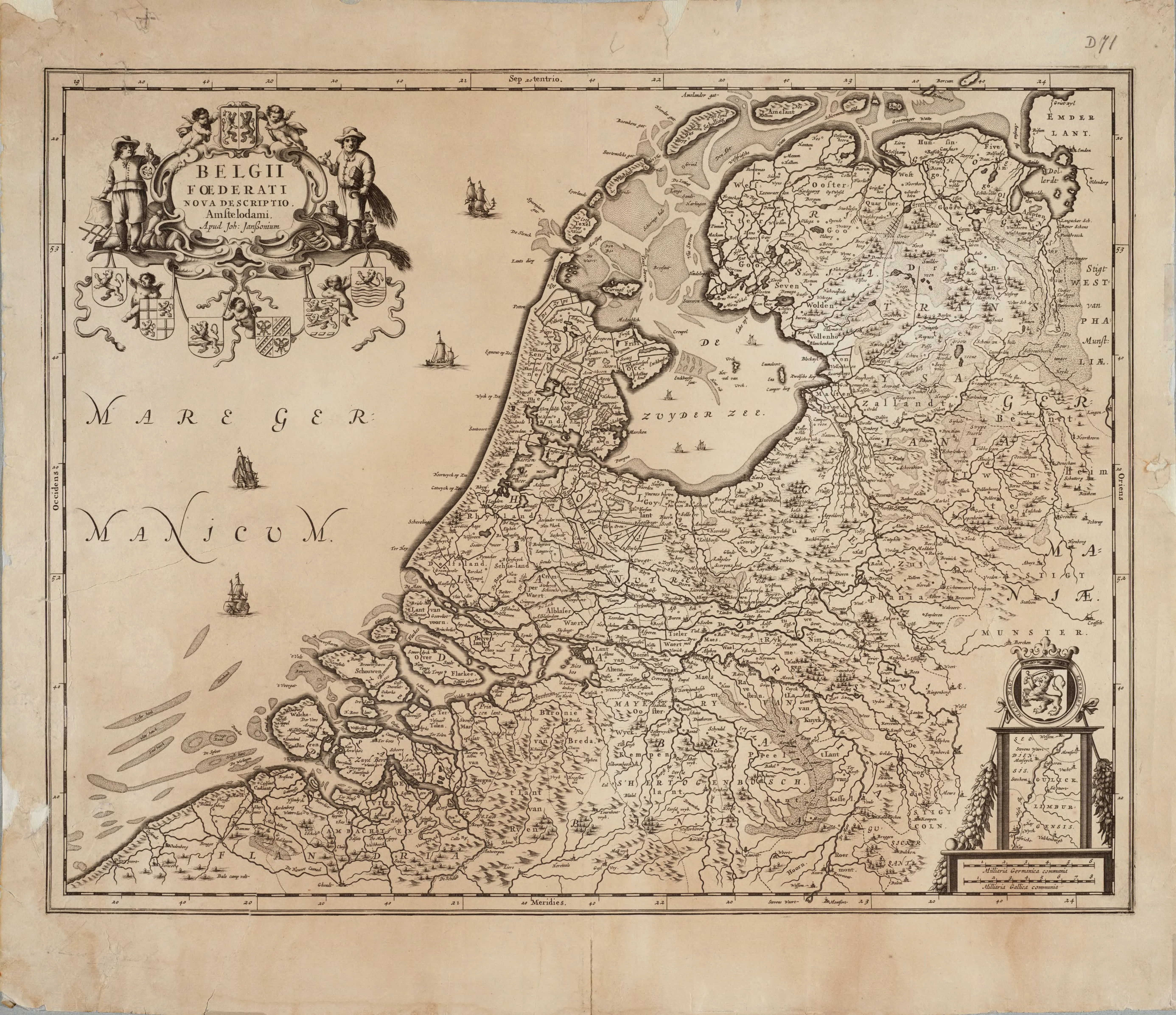
Mapa de les Set Províncies Unides, 1658

Carles V naix l'any 1500 a Gant, hereu a la vegada dels Habsburg, dels ducs de Borgonya i d'Espanya. Es considera flamenc i borgonyó. Parla diverses llengües. Electe emperador del Sacre Imperi romanogermànic, el seu poder és immens. Té sota la seua autoritat el Regne de Castella, el Principat de Catalunya, Andorra, el Regne de València, el Regne de Nàpols, les confederacions suïsses, bona part del territori actual alemany i austríac, dividit en principats, ducats i comtats amb relativa independència, les colònies espanyoles de l'Amèrica Llatina, a més dels territoris belgues actuals, la qual cosa inclou igualment en eixa època influència sobre el ducat de Luxemburg, etc. Fa pràctica heretada de la península Ibèrica d'anar-se'n a jurar les Constitucions Catalanes de la Confederació catalanoaragonesa; es trasllada igualment als Països Baixos o Disset Províncies Unides. Allà el sobirà ha de jurar-ne el càrrec. Les terres sobre les quals regna el tornen el sobirà més poderós d'Europa. Regna sobre dos hemisferis i això és el que porta la historiografia hispànica a dir que Espanya tingué un rei que governava sobre un imperi que no veia pondre's el sol.
La pràctica confederada no és única i exclusiva a Europa. És fins i tot habitual. Abans que el poder hispànic es fes càrrec dels territoris de les Set Províncies Unides, aquestes ja funcionaven a mode de confederació. Els Borgonya instal·laren justament un parlament estamental representatiu de quatre -inicialment- estats estamentals dits el Gran Consell que és en realitat un organisme supraestatal per sobre del Consell Ordinari. Tot plegat amb vista a tenir un únic estat unificat. S'hi promouen de fet monedes pròpies per cada estat, la qual cosa constituïx una novetat perquè permeté unificar la major part de les transaccions del territori actual belga, recordem, altament fragmentat. En aquest Gran Consell es prenien decisions conjuntes que havien de ser aplicades a totes les entitats feudals de l'època, que tot i així conserven el seu marc jurídic i lingüístic. De cara a l'exterior, doncs, es pot veure un estat únic que actua amb veu pròpia, però que en la pràctica és el resultat de diverses veus independents que seuen juntament al voltant d'un hemicicle estamental. El terme Disset Províncies, que és el nombre d'entitats que s'acaben ajuntant ja deixa en evidència que tenim uns Estats Generals a la francesa però amb pinzellada neerlandesa. L'expressió mateixa prové del neerlandès.
A banda, sota l'espasa dels borgonyons, els territoris neerlandesos conegueren un període de creixement econòmic i de creació cultural. El famós Renaixement del nord es degué a les terres neerlandeses. Les formes de capitalisme incipients contribuïren a ampliar les mirades de l'època i mercès a això nasqué una nova pràctica artística, més matemàtica, més grega i romana que el gòtic o el romànic. El territori flamenc esdevé llavors un centre de gravitació on destaquen artistes com Jan van Eyck. El platonisme és substituït progressivament per una nova mena de concepció platònica dels símbols. El capital al servei de l'art portà a voler posar en relleu la propietat personal. És així com el platonisme religiós deixa lloc al dels diners. I, en conseqüència, el barroc ja no mostrà només la cara religiosa de les cosmovisions, sinó també la potència i el poder que els estats absolutistes volgueren imposar. Un poder que veiem traslladat als retrats neerlandesos de famílies aristocràtiques i protestants de l'època.
Mentre les possessions estigueren en mans dels Borgonya la llengua oficial i imposada a la Cambra del Consell fou el francès. El territori en realitat parlava moltes altres llengües i el francès no n'era precisament la majoritària. El neerlandès viu un període d'expansió en terres holandeses. Però, com diem, al regne es parlava efectivament el neerlandès, el frisó i l'alemany, a més del francès. Amb un ordenament del 1409 s'imposà per primera volta unes pràctiques lingüístiques que situen el francès en avantatge davant de la resta de llengües de la Bèlgica actual. El neerlandès era autoritzat a Flandes, però, únicament en la presa de decisions deliberatòries de porta tancada, fet que relegà aquesta llengua a segon terme. El seu ús no era obligatori vist que només s'emprava en cas que hi hagués sol·licitud per una de les parts. Això dibuixa un escenari que podria permetre d'entendre els estats actuals. Als Països Baixos del Nord, el neerlandès pren una volada espectacular, reforçada amb l'inici de la secessió; en canvi, als Països Baixos del Sud, s'hi imposa progressivament el francès. 

#### Reformes i constitució de les Províncies Unides
L'accés de Carles V al Sacre Imperi germànic porta, d'una banda, reformes a les institucions de les Disset Províncies i, d'altra banda, fruit d'un ambient humanista, el continent europeu camina lentament però amb tota seguretat cap a anys incessants de guerra continuada per motius polítics amagats de religiositat. La nova Reforma protestant marcà un abans i un després en el continent europeu.

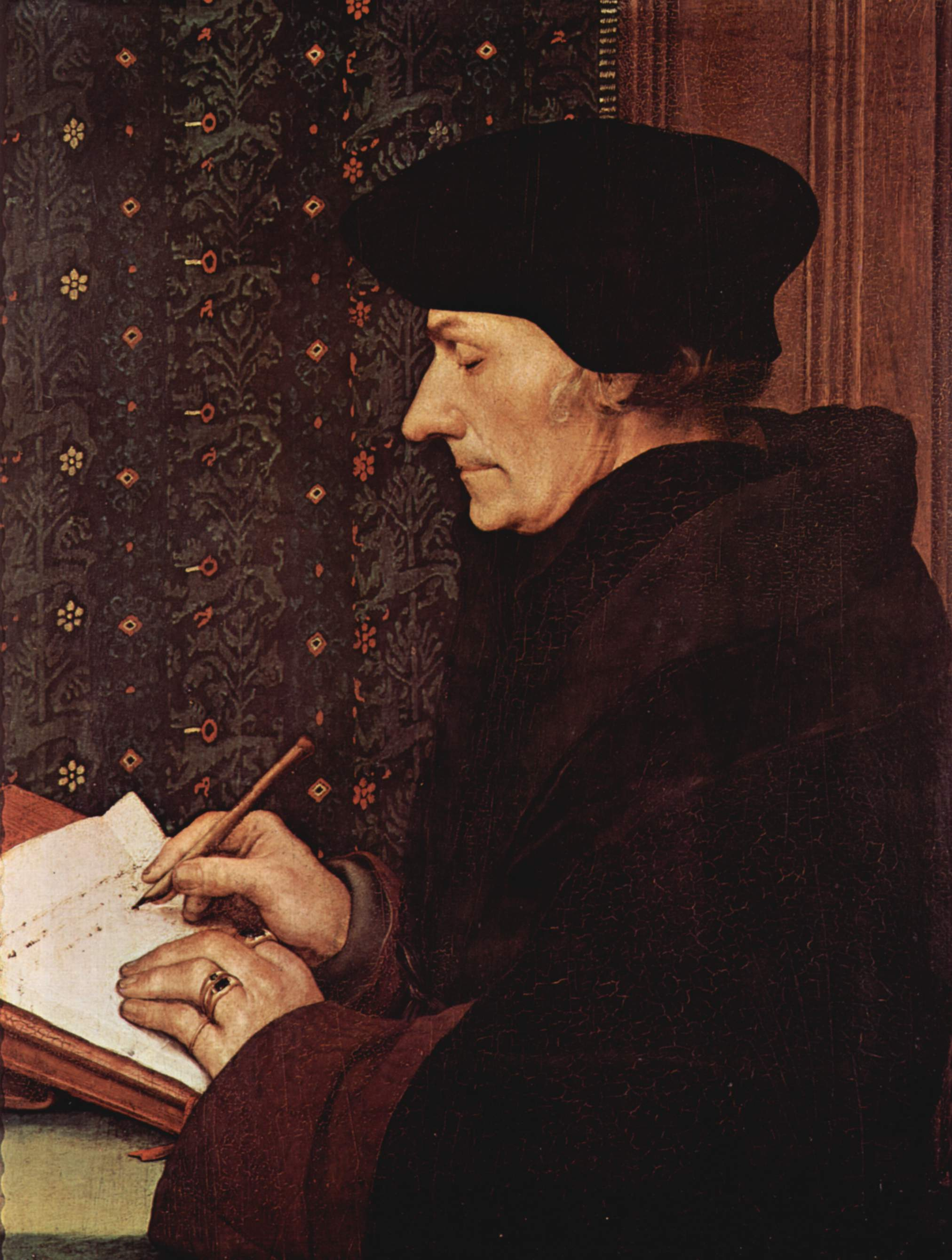
Erasme per Hans Holbein el Jove, 1523

En la mateixa línia que quan els borgonyons eren al poder, els Habsburg emprengueren encara més reformes per donar més centralisme a la confederació de les Disset Províncies. L'emperador dels romans decidí crear tres consells que gestionassen la justícia, la política i les finances de tots els territoris de les Disset Províncies dins d'una única política conjunta. Portà igualment a terme tota una política de reforçament administratiu desplegant agents de control per tal de tenir tot el territori molt més sota la seua mirada. Tanmateix, cal dir que per bé que hi hagué una reorganització de les institucions, l'essència mateixa del model continuà vigent i seria massa simplista veure-hi una evolució cap a un estat centralitzat. Estem encara davant d'un conjunt d'entitats feudals amb els seus costums propis d'aquesta època que seguixen manant i reunint-se en un hemicicle jeràrquic per prendre decisions conjuntament sense que això traga autonomia a cadascuna d'aquestes composicions.
És en aquest context que França reprèn les seves habituals vel·leïtats contra els territoris neerlandesos. La voluntat de fer-se amb territori flamenc porta novament a nous confrontaments que feren vessar molta sang. Només la pau de 1529 aconsegueix posar un punt final temporari a les ambicions franceses. Temporari perquè França tornarà a trobar motius en guerres posteriors per reclamar novament territori aliè. Arran de la política administrativa de Carles V, els Països Baixos agafaren personalitat política, amb la Dieta de l'imperi de 1548. Això no obstant, les Disset Províncies Unides eren un conglomerat que tenia autonomia i no pas independència, atès que la seua incorporació al Sacre Imperi romà la feia perifèrica. 

Paral·lelament, el territori neerlandès, frisó i való fou un focus de pensament gràcies a l'humanisme que per bé que nasqué a Itàlia, s'estengué ràpidament per tot Europa, principalment als països del centre-nord, la qual cosa portà a la Reforma protestant i, així, a les guerres de religió que marquen aquest període. Molts artistes i intel·lectuals de l'època són atrets pel territori neerlandès. Es divulguen així, doncs, per tot Europa nous valors. L'individualisme comença a ser posat en relleu per primera volta. La relació que els escolàstics dictaren entre la moralitat i els diners anà canviant igualment de forma progressiva. Això ajudà a fer penetrar el capitalisme en terres flamenques.
L'humanisme també significà la circulació ràpida de la impremta. Els tallers d'impressió tingueren un èxit fulgurant en territori neerlandès. De fet, són les grans empreses d'edició cartogràfiques del continent europeu. L'any 1537, Gérard Kremer, originari de Rupelmonde, però instal·lat al Louvain, més conegut amb el nom de Mercator, fou el primer que realitzà un mapa de Terra Santa. El 1540 es torna cèlebre mercès a una representació cartogràfica del comtat de Flandes. Per sospites de ser favorable a la Reforma protestant, marxa cap a Renània, des d'on publica al 1554 un mapa d'Europa, un mapa mundial "ad usum navigantium", fent ús del sistema cilíndric, el qual l'ha tornat finalment famós arreu del món.
El Renaixement artístic posa altra vegada èmfasi en els clàssics grecs i romans. L'antiguitat és rellegida: la impremta hi tingué un paper molt important; gràcies a aquesta, l'humanisme s'expandí molt més ràpidament, a partir del 1450.[3] Endemés, les acadèmies i universitats també tingueren un paper clau en la seua expansió, i se centraren en la llengua, la filosofia i la literatura. Estaven formades per erudits que, sota la protecció econòmica (mecenatge) d'un senyor, es dedicaven a traduir manuscrits antics i a l'intercanvi de coneixements i idees.[4]

#### L'humanisme i Renaixement del nord
L'ambient humanista contribuí al sorgiment d'un Renaixement al nord d'Europa important en terres neerlandeses. Es tracta d'un període en què la literatura, la música, la pintura principalment, l'arquitectura, l'escultura i la vida intel·lectual en general agafen embranzida per produir un tipus de cultura que mira de renovar els clàssics grecs i llatins, tot i reprendre molta base del cristianisme, de forma que se'n deriva la Reforma. Dins la ciència hi ha igualment un renaixement que permet avançar en moltes àrees i evolucionar dels escrits teòrics grecs a la pràctica renaixentista.
Dins la literatura, per exemple, destaquen personatges com ara Grotius, que escrigué Antiguitat de la República de Batàvia, una obra en què molts historiadors situen clarament el primer esglaó per a la confusió entre llegat romà i nacionalisme neerlandès. És efectivament en aquest període que la literatura neerlandesa d'Holanda mira de fer paral·lelismes entre els antics romans i els neerlandesos contemporanis. Les guerres que el territori neerlandès portà contra Castella i el seu projecte hispànic foren un motiu recurrent per oposar "bàrbars", és a dir, hispànics, contra "civilitzats", és a dir, neerlandesos, una metàfora que havia de recordar les batalles de germànics contra romans o viceversa.
L'ambient humanista també permeté inaugurar un període de tolerància relativa envers la comunitat jueva, de tal forma que alguns escrits miren de trobar paral·lelismes entre Palestina, Roma i els Països Baixos. En consonància amb els valors humanistes i calvinistes, durant aquest període es traduí la Bíblia al neerlandès. La llengua neerlandesa trobà cada vegada més empenta. Tenim uns Països Baixos en què floreix la instrucció i la multiplicació d'universitats. Guicciardini estimà que gairebé tot els pagesos sabien escriure i llegir al segle xvi i, si bé aquesta afirmació pot ser un xic exagerada, és d'allò cert que els territoris neerlandesos tenien un nivell d'alfabetització molt més elevat que la resta d'Europa. L'escola secundària, reservada a les elits, estengué el llatí entre la població culta, instaurant, endemés, un sistema universitari original. Això és així perquè en virtut de l'humanisme i el calvinisme, calia una població que sabés llegir per poder retre culte a la Bíblia.
Leyde, Franeker, Groningue, Harderwijk i Utrecht foren les capitals universitàries per excel·lència i, per tant, les capitals "il·lustrades" d'Europa. En conseqüència, així com a Itàlia, als Països Baixos es desplaçaren innumerables estrangers que buscaven en aquestes universitats i en l'ambient intel·lectual la cultura més renovada i luxosa d'Europa. Samuel Coster destacà per haver introduït les noves acadèmies, de les quals derivaren associacions especulatives. Spinoza, el cèlebre filòsof, tot i que a la seva època eren pocs els qui el consideraven destacable, contribuí per primera vegada a donar una reflexió no religiosa i, per tant, un camí força diferent al pensament científic i filosòfic. Destaquen igualment pintors com ara Anton van Dyck, Jan Steen, Johannes Vermeer o Rembrandt. La literatura incentivà una renovació econòmica. Els viatges marítims neerlandesos troben moltes vegades l'origen en relats literaris que exalten l'imaginari d'aventurers que comencen, primerament les descobertes, per, tot seguit, derivar-ho en colonitzacions.
La immigració que prové d'altres països jugà un rol determinant en la introducció d'un ambient il·lustrat. Molts mecenes són estrangers i mercès a això molts artistes neerlandesos prosperen a les corts. La família Bartolotti, per exemple, és força recordada pel seu mecenatge i, l'escultor De Keyser, així, recordat per la publicitat que en feren els Bartolotti. Els més grans noms de la filosofia, Locke, Spinoza, Bayle o Descartes, trobaren en terres neerlandeses un lloc primordial per a les seves reflexions. És fins i tot allà on Descartes escrigué les seves reflexions metafísiques, sense les quals no hauria pas tingut lloc la revolució il·lustrada del segle xviii i, probablement, tota la base nascuda de Newton. El filòsof, com tants altres, hi trobà gent capdavantera, com el metge i matemàtic Isaac Beekman. De fet, Jean Galard diu que part del cartesianisme prové de la seva presència als Països Baixos, que per la seva arquitectura, plans arquitectònics i tolerància, a més d'una vertadera avantguarda humanista, influenciaren enormement els seus escrits.
Hi destaquen igualment el doctor Tulp, l'astrònom Christian Huyghens, que descobrí els anells de Saturn; Jan Saammerdam, fundador de l'entomologia; A. van Leeuwnhoek, inventor del microscopi i descobridor dels espermatozous i els bacteris, etc. També caldria parlar de Roemer Visscher i les seves filles, P. C. Hooft, Vondel o Bredero. Són escriptors que destacaren per haver escrit en llengua vernacla i voler contestar la vella literatura, donant així un nou camp a l'art de l'escriptura. Els pintors del segle d'or eren propers a les classes populars. La major part venia de famílies artesanes. És el cas del pare de Gerrit Dou o de Hals, Van Ostade, Vermeer, fills de teixidors; Rembrand, fill de fusters, Ruysdael, etc. Per primer cop, també, la pintura esdevé objecte de venda en mercats; un objecte de decoració per a moltes cases nobles, així com els mateixos mobles. Les terres del Renaixement del nord s'omplen d'indústria, d'escoles de pintura i de tallers. Surten figures notables de Leyde, Haarlem, etc. En Destaquen Potter, Van Goyen, A Delft, Pieter de Hooght, Fabritius, Brouwer, etc.

### La Reforma protestant
Al final de l'edat mitjana, hi havia malestar en àmplies capes de la societat pel rumb que havia pres l'Església:
- Luxe exagerat amb què s'envoltava l'alta jerarquia eclesiàstica.
- Escassa cultura i relaxament de costums del clergat.
- Compravenda de càrrecs eclesiàstics per a benefici propi.
- Venda de butlles i indulgències per a obtenir el perdó de Déu.

Alguns humanistes, com Erasme de Rotterdam, ho criticaren i defensaren una religiositat més íntima basada en la lectura de la Bíblia. Això va suposar la divisió de l'Església el 1515. Es considera generalment que la Reforma protestant consegüent comença amb Les 95 tesis de Martí Luter (1517), tot i que existixen una sèrie de precursors com Johannes Hus anteriors a aquest esdeveniment. Luter clavà les seues 95 tesis a la porta de l'església de Tots Sants a Wittenberg,[2] que servia com un tauler d'anuncis per a assumptes relacionats amb la universitat. Aquestes s'utilitzaren com a punts de debat per criticar l'Església i el papat. Els punts més polèmics se centraren en la pràctica de la venda d'indulgències i la política de l'Església sobre el purgatori. Altres reformistes, com Ulrich Zwingli, aviat s'uniren a aquestes tesis.
La figura de Carles V és indispensable per entendre el desenvolupament dels escenaris posteriors a Les 95 tesis de Martí Luter. El papat li exigí que retiràs les tesis en una butlla i que es fes arrere de tot allò que hi deia. Pel contrari, Martí decidí cremar públicament la butlla papal i això el portà davant del monarca Carles V. Aquest li exigí que es retragués de tot allò que havia fet i dit. Però decidix no fer-ho i l'emperador dels romans, l'expulsa. Llavors troba refugi en la noblesa local. Aquest fet marca un precedent perquè la noblesa entra en guerra contra Carles V. Alguns principats, comtats i ducats preferixen seguir els nous corrents que deriven en diversos cismes com el luterà, el calvinisme o l'anabaptisme. L'emperador no ho acceptà perquè posava en qüestió la seua autoritat i en la pràctica podia venir a desunir el conjunt d'estats composts del Sacre Imperi romà. Per aquest motiu s'inicià una persecució contra el protestantisme, recolzada per l'Església catòlica, alhora que el Sacre Imperi romà feia front als avançaments bel·licosos del poder musulmà a les fronteres balcàniques. És, doncs, amb tot aquest seguit d'esdeveniments que el continent europeu s'immergix en pràcticament dos segles de guerres continuades de religió.
Unes guerres que en realitat tenen el pretext religiós per legitimar ambicions polítiques -el mateix monarca navarrès Enric IV decidí convertir-se al catolicisme per poder optar al tron francès. Els nobles de cada racó d'Europa miren justament d'adquirir més patrimoni o de deslligar-se d'un conjunt per després fer-se amb altres territoris. Per tant, tot evocant motius religiosos, moltes revoltes són en essència polítiques i no pas espirituals. La Inquisició comença a actuar en aquesta època i molts humanistes han de fugir. El monarca i el papat es disputen fins i tot la legitimitat de liderar les persecucions. Tot plegat dona lloc al desenvolupament del moviment religiós dels anabaptistes als Països Baixos. El protestantisme s'escampa per tot Europa, principalment a França, que passa a dessagnar-se entre hugonots i catòlics. Amb tot, l'arribada de la nova "heretgia" significà encara més centralització als Països Baixos perquè el monarca hispànic creié llavors molt més convenient reorganitzar les institucions jurídiques de cadascun dels territoris a mans germàniques per tal de controlar amb ferocitat tota mostra de protestantisme.

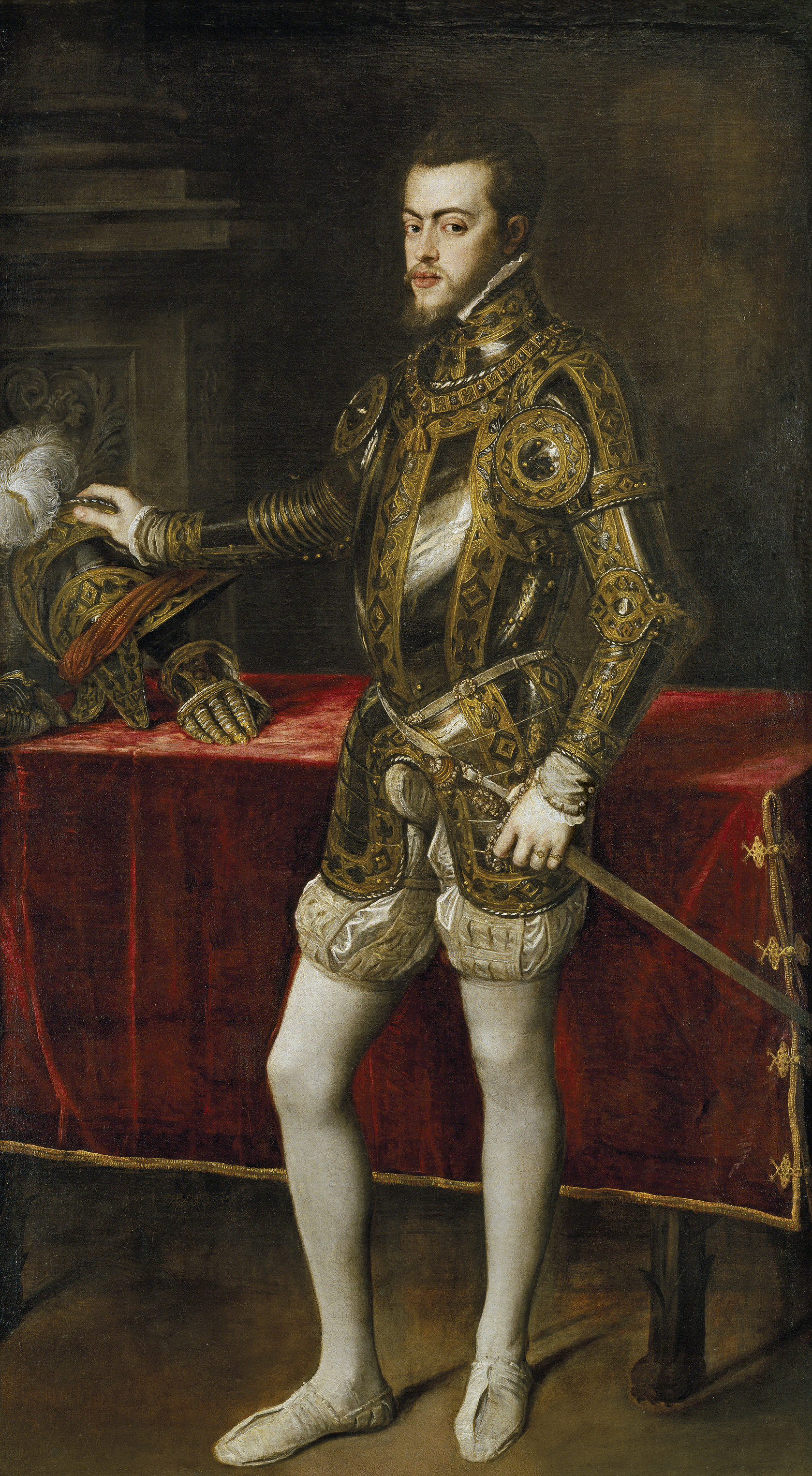
Retrat de Felip II de Castella, per Ticià

A la successió de Carles V, Felip II de Castella reprèn la política religiosa de son pare i nomena els bisbats, fet que exclogué bona part de la noblesa tradicional dels Països Baixos, és a dir, la protestant. Els territoris neerlandesos són en aqueixa època un territori en què el protestantisme acaba practicant-se majoritàriament. Els Països Baixos queden aleshores sota les ordres de la germana del rei, que assumix el rol de princesa de les Disset Províncies. La noblesa, apartada, no n'accepta els nomenaments i es revolta. A tot això, cal afegir les ambicions imperials de Castella. Aquesta havia aconseguit fer-se amb tota la península Ibèrica a mode de recreació de l'antiga Hispania romana. A banda, abans que accedís la corona hispànica al tron germànic, resulta que les terres neerlandeses iniciaven el seu procés de colonització, que els portà fins a Surinam mercès a la Companyia Neerlandesa de les Índies Occidentals. El fet que la corona hispànica absorbís Portugal restà l'avantatge marítim als vaixells neerlandesos. Així, doncs, la revolta per separar-se d'Espanya quedà justificada; una revolta que coincidix amb hostilitats contra França. França és un regne força gelós en eixa època del poder que tenien els Habsburg. Així, Felip II canvia la seua germana per Guillem d'Orange, stathouder d'Holanda, però aquest es casa amb Anna de Saxònia, filla d'un dels vassalls més importants i alhora enemic de Carles V, Maurici de Saxònia, convertit al protestantisme i al servei de l'estat francès.
És, doncs, d'aquesta manera com el príncep dels Països Baixos es revolta contra el seu monarca per qüestions religioses. Guillem d'Orange havia nascut al si d'una família protestant. Però, Carles V, tot veient l'amplitud del territori que heretava, feu mans i mànigues perquè es convertís al catolicisme. Es convertí efectivament el jove Guillem al catolicisme, però quan esdevé major d'edat ambiciona poder controlar vertaderament els Països Baixos. Després de presenciar una conversió intencionada entre noblesa francesa i castellana, decideix iniciar la guerra contra el poder hispànic. El príncep hi veié com s'hi pactà amb un rerefons religiós una programació d'extermini de la població protestant i, precisament, aquesta població era la que tenia sota el seu comandament. Guillem d'Orange digué, el 1564: "no puc pas admetre que els sobirans vulguen regnar sobre la consciència de llurs súbdits i que es desfacen de la seua llibertat de creença i de religió". La vida de Guillem està marcada per una lluita constant per la tolerància. El príncep seguí les línies d'Erasme i intentà convèncer la població catòlica de ser tolerant, així com la protestant de ser-ho també. L'any 1567 oficialment es declara luterà amb l'objectiu de tenir aliats a la seva causa. Guillem feu de la guerra contra el poder hispànic un afer internacional. Els nobles locals, per la seva banda, donaren prioritat als interessos comercials i això implicava transaccions amb Anglaterra, que fa del protestantisme raó d'estat. Per tant, el príncep no podia "pas admetre que els sobirans" tinguessen dret a exigir la "religió" que els súbdits havien de practicar.
Els Països Baixos eren en eixa època una font important per al finançament. El negoci del banc s'hi desenvolupà exitosament fins a fer de les terres neerlandeses la plaça financera per excel·lència d'Europa. La guerra contra França i les polítiques religioses de la corona hispànica dels Habsburg sobre aquest territori empitjoraren de cop i volta la situació política. Londres es deslligà llavors de la plaça financera d'Amsterdam. A més, la persistència a voler imposar el catolicisme quan la noblesa és protestant provoca encontres no gens menyspreables amb Anglaterra. Aquesta torna a procedir als bloqueigs del comerç de la llana i això exaltà encara més l'empipada dels nobles. La situació econòmica se'n ressentí.
El rei Felip II reacciona molt malament a les revoltes, sobretot a eixes que es dediquen a desfer-se de símbols catòlics per considerar-los iconoclastes. En conseqüència, envia als Països Baixos el duc d'Alba, que ha de reprimir tota mena de sollevament, si cal, i tot, reprimir amb contundència nobles destacats, els quals passen per l'anomenat popularment Tribunal de la Sang. És així com el fill d'Orange és arrestat pel duc d'Alba i com, endemés, li confisca tots els seus béns. El príncep preparà llavors una guerra contra el poder hispànic amb el suport dels hugonots francesos. Tot adduint criteris religiosos, el príncep inicià d'ençà una guerra de secessió que amb el temps acabà atorgant la independència als Països Baixos, però, en canvi, separà alhora el territori neerlandès.

#### Retrat de la societat neerlandesa
A l'edat moderna, la societat neerlandesa es presenta de facto molt més oberta i tolerant que els manuals, llibres o altres obres d'història hagen pogut explicar. Si bé és cert que tenim una població que s'adhereix, si fa no fa, al protestantisme en general, hi ha clarament moltes confessions protestants al país, així com altres confessions com ara jueus i catòlics. La influència d'aquest ambient i la introducció d'un capitalisme primari, portà la societat a rebutjar patrons catòlics en l'àmbit artístic i, això, s'acaba traslladant a altres àrees.
Per això la població es mostra molt més austera. Mentre el catolicisme exalta l'extravagància i el luxe, els neerlandesos, influïts per la Reforma, mostren en les decoracions interiors, així com en lels seus vestits i costums, molta menys luxúria. Si una pintura barroca mostra algun noble, als Països Baixos aquest es troba amb un fons negre mentre que a Itàlia està envoltat d'arbres, paisatges i tot de símbols de poder. Això dona un tret característic als Països Baixos. El color negre esdevé el rigor, la coqueteria una condemna i la netedat una obsessió. I aquest aspecte, que prové clarament de la Bíblia, reprès dins el concepte de netedat espiritual, s'acaba contagiant en les relacions entre persones. L'amor no pot ser mostrat al públic malgrat que un patrimoni unisca dos nobles.
D'alguna manera, aquest puritanisme que veiem igualment a Anglaterra, sobretot al segle xix, amaga tot un rodatge. Rodatge de diners. Les classes baixes són atemorides per un poder que rebutja la luxúria amb els seus abillaments negres i austers, però que posseeix, precisament, el més gran riquesa. Malgrat que els banquers siguin exclosos de la societat, així com condemnaria una "bona lectura" de la Bíblia, la realitat és que l'economia neerlandesa viu dels banquers que proporcionen crèdits a les embarcacions de la Companyia de les Índies. Diners que després són utilitzats per a potenciar el tràfic d'esclaus.
Nota: fins i tot alguns pastors dipositaven diners personals a la Companyia de les Índies mitjançant la borsa amb l'objectiu de fer-ne diners.
Sota pretext religiós, els homosexuals eren exclosos i perseguits. Els casaments entre cristians i jueus prohibits. I, així i tot, entre els cercles intel·lectuals calvinistes hi havia tolerància. Una tolerància de doble cara que dibuixa una societat més oberta que als estats catòlics, però que no deixa de presentar normes a tot arreu d'allò que no s'ha de fer. Aquesta hipocresia a la manera protestant és la base sobre la qual s'aconsegueix instaurar el capitalisme.

### Guerra dels Vuitanta anys
La guerra contra el poder hispànic durà gairebé vuitanta anys. Durant aquest temps la Guerra dels Trenta anys sacseja Europa. Aquesta, que comença per motius religiosos, es transforma ràpidament en una guerra d'ambicions reials. França decidix fer la guerra al poder Habsburg per enveja de l'immens territori que posseïx. Alhora, el Regne francès veu com un antic protestant, navarrès i, per tant, en contra del poder castellà, es fa amb el poder del regne després de la seua conversió intencionada al catolicisme. Anglaterra, per la seua banda, no vol permetre que els territoris amb els quals comercia tinguen figures catòliques. Anglaterra ajuda, doncs, els neerlandesos contra els castellans. França provoca alhora revoltes a la península Ibèrica. Portugal i Catalunya miren de separar-se de Castella l'any 1640. Castella es troba llavors en una situació de gran debilitat. Atacada per pràcticament totes bandes, fins i tot als Balcans, on el poder turc mira de penetrar Viena, la Guerra dels Vuitanta anys acaba donant victòria als Països Baixos, no sense conseqüències.
Als acords de pau, el Regne de França acorda donar la independència a Portugal i reafirmar l'acord amb Anglaterra pel qual els Països Baixos accedixen a la independència. També aprofita l'ocasió per mirar d'arrabassar el territori flamenc de les possessions neerlandeses en considerar que Flandes és una part del seu regne. El mateix Guillem d'Orange mai aconseguí posar-se d'acord amb si havia de conservar o no la part flamenca. S'ha de dir que Guillem d'Orange és considerat un estratega. No es convertí al protestantisme per convicció, sinó per conservar patrimoni. Com a bon estratega, sabé defensar-se fins a la mort, abans de la signatura de la pau. Paga la pena recordar que Catalunya no accedix a la independència i veu una part del seu territori annexionat a França. Les discussions de pau, en realitat, amaguen una continuïtat de les ambicions franceses i hispàniques. A la taula de conversa, resulta que França volia donar la independència a Portugal per així dividir a propòsit el Regne hispànic, amb la finalitat de debilitar-lo. Però ambicionava encara fer-se amb Flandes i Catalunya, raó que explica l'annexió catalana. Anglaterra retroba amb la independència de Portugal els antics llaços comercials que hi mantenia. En canvi, encara quedava la qüestió neerlandesa. Castella aconseguí estripar-ne el territori perquè França encara ambicionava fer-se amb Flandes i, la solució, en ultra, tornava a establir les rutes comercials entre holandesos i anglesos. A banda, Luxemburg, que havia quedat annexionat altra volta a França, mirà igualment de desfer-se de la influència francesa amb l'objectiu de retrobar la seva independència. D'un costat com de l'altre, el joc de poder porta a França, Anglaterra i el poder hispànic com a elements de decisió. Els interessos dels uns no poden trepitjar els dels altres. Per tot això i fins entrat el segle xviii els territoris de Grans Països Baixos fan la guerra a França, que s'alia amb Espanya per conveniència. L'himne holandès neix en aquesta època i parla precisament de la dura batalla de Guillem contra el poder hispànic. Per bé que els Països Baixos del nord queden exempts d'annexions no és el cas dels del sud, que veuen algunes de les seues ciutats i regions afegides definitivament al Regne francès.
Mentre els Països Baixos estigueren sota la corona hispànica, la política lingüística no fou favorable al neerlandès. Castella imposà el castellà en les relacions diplomàtiques. França, per la seua banda, exigí el francès quan s'annexionà territori flamenc. De fet, la part corresponent als antics borgonyons sempre s'adreçà en francès. Tot i que la noblesa local podia adreçar-se en llengua pròpia, en aquest cas en neerlandès, a més de fer-se parlar en llengua pròpia, existix clares diferències entre les llengües que poden fer-se servir per a ús diplomàtic i les que no.
Per tant, malgrat que la Guerra dels Vuitanta anys donà la independència als Països Baixos, aquests perderen una part del seu territori, concretament la part flamenca que correspon actualment a la part neerlandòfona de Bèlgica. La divisió significà amb el temps un regirament de les creences religioses d'ambdós territoris. Si la part holandesa continua practicant el protestantisme, la flamenca es convertix (per força) al catolicisme. La Contrareforma esdevé llavors un mecanisme eficaç per convertir el territori dels Països Baixos del sud. Els jesuïtes hi tenen un rol destacat en portar-hi missions evangelitzadores. Això, d'altra banda, provoca un renaixement cultural dins de l'àmbit de la pintura barroca. Grans artistes com Rubens fan la delícia de la Contrareforma. De fet, els jesuïtes tingueren un paper destacat en la lluita contra el jansenisme. De confessió catòlica, Jansénius publicà l'any 1640 una tesi en territori belga actual des d'on condemna les pràctiques dels jesuïtes i propugna tornar l'Església catòlica a pràctiques més ajustades a l'esperit primari del cristianisme. Si això ja havia generat problemes dins del protestantisme, és lògic que després que els Països Baixos quedassen dividits en dos, l'assumpte es presentaria encara més virulent. Així els jesuïtes feren i aconseguiren que Jansénius fos condemnat i, amb això, s'aixecà polèmica entre les terres neerlandeses del sud i el papat.

### El llegat colonial

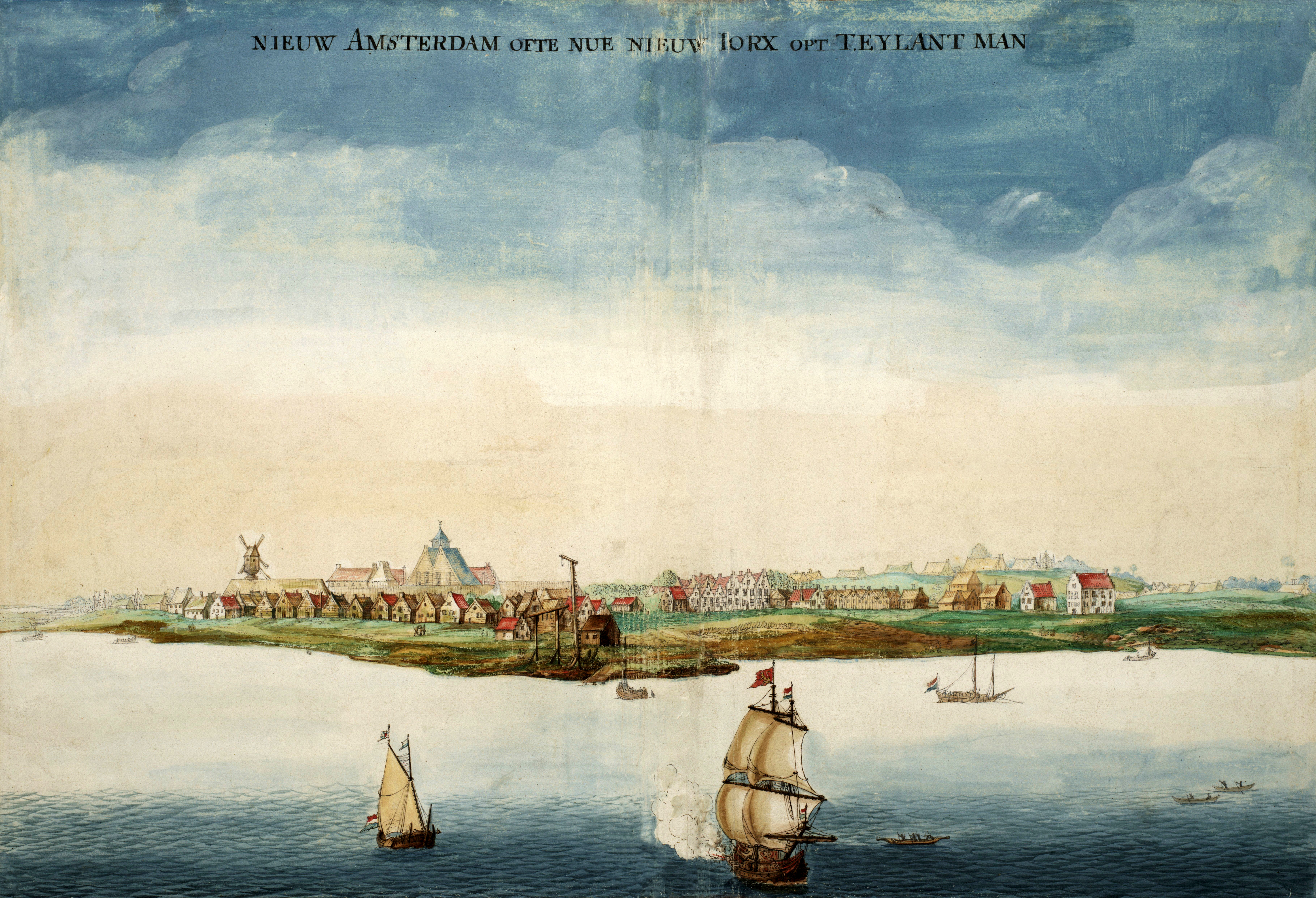
Nova Amsterdam el 1664

L'era colonial és un factor que també contribuïx a explicar la independència dels Països Baixos. Abans que el Regne hispànic s'apoderés de les terres neerlandeses, els Països Baixos assumiren un gran poder mercès a les seves colònies. Com ara Portugal, sembla que la colonització fou sobretot comercial, més que ideològica, per bé que una cosa portà a l'altra. Colonitzador oblidat, els Països Baixos controlaven vers el 1650 el 80% del comerç de la llana espanyola i els intercanvis amb França sobrepassaven els 36 milions de lliures. Les expedicions neerlandeses havien passat pel Brasil, Surinam, les Antilles del mateix nom, els Estats Units actuals, on sorgeix Nova Amsterdam, a més del comerç amb El Cap d'Àfrica, les Illes Maurici, Ceilan, Gamru, Batavia o Dsijma, tot tocant Corea del Sud.
La Companyia de les Índies Orientals detenia el monopoli de les espècies d'Indonèsia i de Ceilan, és a dir, Sri Lanka. A més, tenia el control del costat occidental del globus, del tràfic d'esclaus africans que passaven per l'anomenat triangle. Com s'ha dit, per bé que les colonitzacions començaren, com les portugueses, amb motius comercials, aviat s'albiraren pràctiques no tant comercials, com ara el tràfic d'esclaus per tenir mà d'obra a base de torturar i abusar de persones. Tot plegat feu de les Províncies Unides el centre d'una economia mundial, és a dir, la globalització de l'època. El segle xvii és el segle d'or per excel·lència dels Països Baixos, siga pel sorgiment artístic, literari i humanístic, com per les colonitzacions.
L'absorbiment dels Països Baixos a la corona hispànica tragué tot l'interès colonial. Castella promogué un comerç que només podia avantatjar Madrid i Castella. Portugal i els Països Baixos queden reclosos. Les seves colònies són aprofitades per Castella. El profit no és per aquests antics estats, sinó per Madrid, la qual, a més, impossibilita amb les seues polítiques colonials els guanys que Anglaterra feia amb Portugal i els Països Baixos.

#### Les guerres colonials d'Amèrica

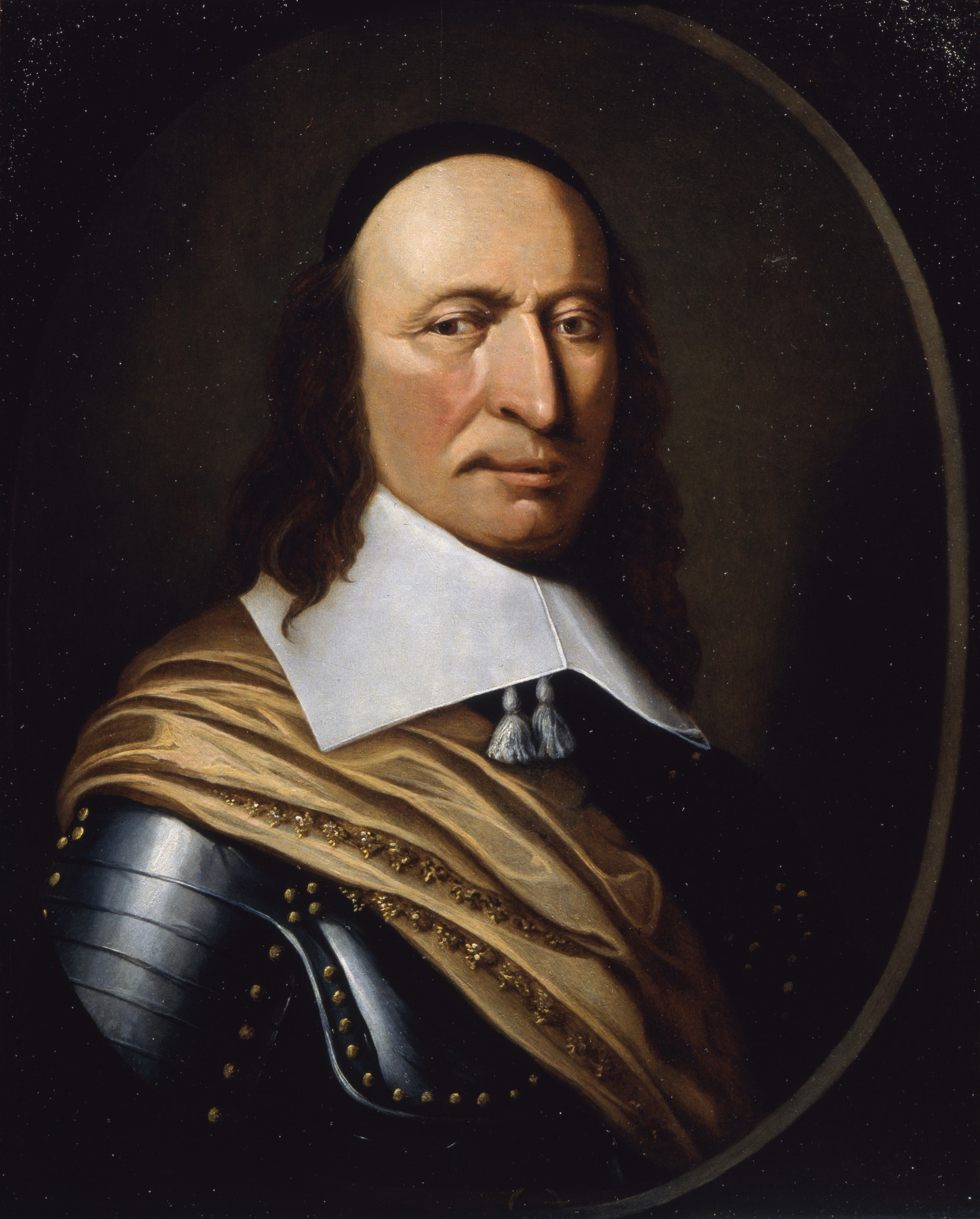
Peter Stuyvesant, director general dels Nous Països Baixos (Nova York). La capital, Nova Amsterdam, se situà a la punta sud de Manhattan

La implantació de colònies neerlandeses a Amèrica es feu mercès a la Companyia Occidental de les Índies. Es tracta d'una empresa privilegiada, és a dir, que tenia la protecció de l'estat, nascuda per fer comerç i implantar colònies a Amèrica. L'any 1621 obtingué el monopoli sobre el comerç d'esclaus d'Àfrica, Brasil, el Carib i Amèrica del Nord. La seva àrea d'acció anava d'Amèrica i les illes del Pacífic fins a Àfrica. Els primers assentaments de la companyia foren a Guaiana i a l'Amazònia. La majoria dels assentaments neerlandesos acabaren sent abandonats o reocupats per anglesos i francesos al final del segle xvii, malgrat que els Països Baixos conservaren Surinam i un nombre d'illes del Carib.
Les colònies eren per als Països Baixos un mètode per explotar el comerç de la pell. Els conflictes amb els nadius d'Amèrica sovintejaren. Els neerlandesos s'instal·laren en terres alienes. Els autòctons foren expulsats de les seves terres i posteriorment explotats. Molts guanys de la Companyia de les índies Occidentals Neerlandesa foren represos pels anglesos. És el cas de Fort d'Amsterdam. Escenari semblant a altres estats, anglesos i francesos anaren reprenent les adquisicions de portuguesos, neerlandesos o castellans. Per això, els Països Baixos mantingueren durant el segle xviii diverses guerres contra França i Anglaterra.
Política d'expansió, les guerres colonials a l'Amèrica tenien la seua pròpia versió al continent europeu. El fet que Castella tingués possessió del Sacre Imperi romà li donava legitimitat per manar sobre els llaços comercials i colonials dels Països Baixos. La França del Rei Sol, sempre gelosa i ambiciosa dels Habsburg, en continuïtat amb la Guerra de devolució (1667-1668), voldria desfer-se dels Països Baixos, és a dir, trepitjar sobre Espanya, territori Habsburg. L'any 1672 l'entramat s'avé i França declara la guerra als Països Baixos. L'objectiu, desfer-se de les colònies i comerç colonial neerlandès perquè treu avantatge al francès i, per fer-ho, cal desfer-se de l'aliança entre Anglaterra, Suècia i Països Baixos. És la Guerra d'Holanda (1672-1678). L'aliança entre anglesos, neerlandesos i suecs pretenia aturar les ambicions de França de fer-se amb territori neerlandès, és a dir, Habsburg. En joc hi tenien el domini mundial del comerç. Però, en un acord secret, el rei d'Anglaterra, l'any 1670, enmig de les hostilitats, decideix unir-se al bàndol francès. Per tant, de la Guerra franconeerlandesa s'encaminà cap a les guerres angloneerlandeses. En efecte, els Països Baixos visqueren tres guerres contra Anglaterra en què perderen la major part de les seues possessions.
I, malgrat tot, el sorgiment dels Estats Units deu molta herència als Països Baixos. Nova York s'assenta sobre una antiga colònia neerlandesa i el concepte de llibertats venut amb la Revolució americana prové de les pràctiques protestants dels neerlandesos. Legalment, doncs, la fundació dels Estats Units és a ulls dels Països Baixos, un fenomen que sorgeix mercès al tarannà neerlandès.

#### Guerra de Travancore-Holanda

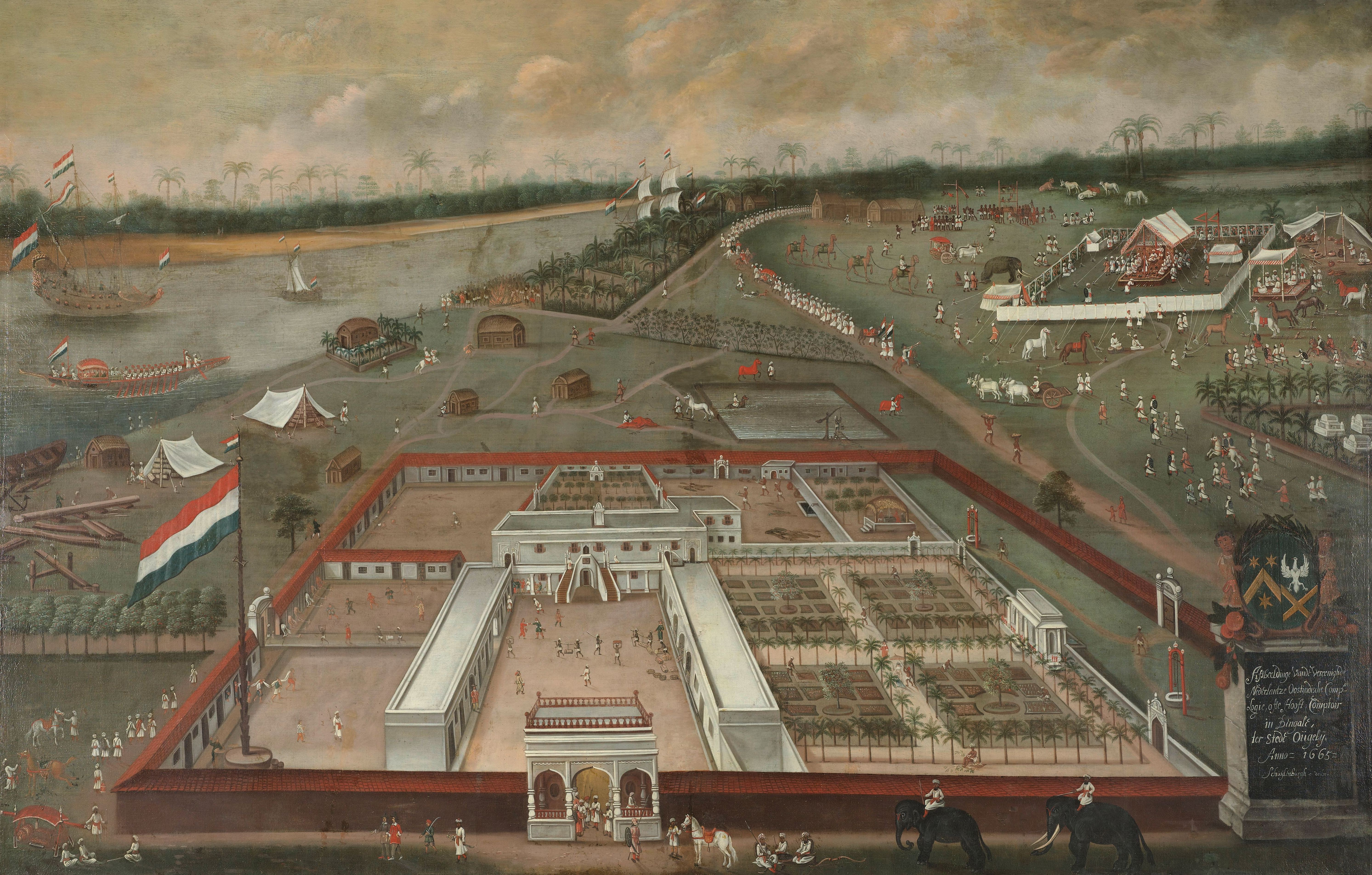
Fàbrica de la Companyia Oriental de les Índies Neerlandeses a Hugli-Chuchura, a la Mongòlia bengala. Hendrik van Schuylenburgh, 1665

Arran d'un acord de monopoli de comerç colonial l'any 1602, els Països Baixos accediren igualment a les colònies asiàtiques. Allà, com a les americanes, s'hi promogué el comerç d'esclaus i l'expulsió dels autòctons. Els neerlandesos hi establiren la primera gran corporació amb capacitat de negociar tractats, encunyar moneda o fer la guerra.
El model neerlandès de l'Àsia fou copiat per França i Anglaterra, malgrat que no aconseguiren els rècords neerlandesos. El comerç asiàtic arribà a generar 2,5 milions de tones de menjar transitat, amb prop de 5.000 vaixells operatius. A l'Àsia, els neerlandesos estigueren molt actius a Indonèsia, especialment a Jakarta, aleshores Batàvia. També colonitzaren parts de Taiwan i de l'oest del Japó, és a dir, Dejima.
Durant la protoindustrialització, els Països Baixos tragueren un 50% dels tèxtils i un 80% de pells del territori indomongol. La Companyia Neerlandesa de les Índies Orientals s'establí al segle xviii a Sri Lanka des d'on aconseguiren potenciar el comerç amb ports a Malabar. L'expansió colonial neerlandesa acabà després de la desfeta contra el Regne de Travancore. Es tracta d'un regne del sud de l'Índia actual i territorialment la major part del regne correspon a l'estat federal de Kerala. Era aleshores un estat principesc britànic i, per tant, rere la guerra tornem a trobar-hi les ambicions entre europeus. En aquest cas, anglesos contra neerlandesos.
El Regne Unit és qui aconsegueix àmpliament colonitzar tot el territori de l'Índia, Bangladesh i Pakistan. Allà promou una política racista que col·locava els anglesos, escocesos, irlandesos i gal·lesos al capdamunt. L'estratègia per a tot plegat era la compra de prínceps locals a canvi d'interessos. Són els anomenats estats principescs. Així, doncs, a l'Índia la companyia neerlandesa hagué de conviure com millor podia amb les ambicions angleses.

#### Les colònies africanes

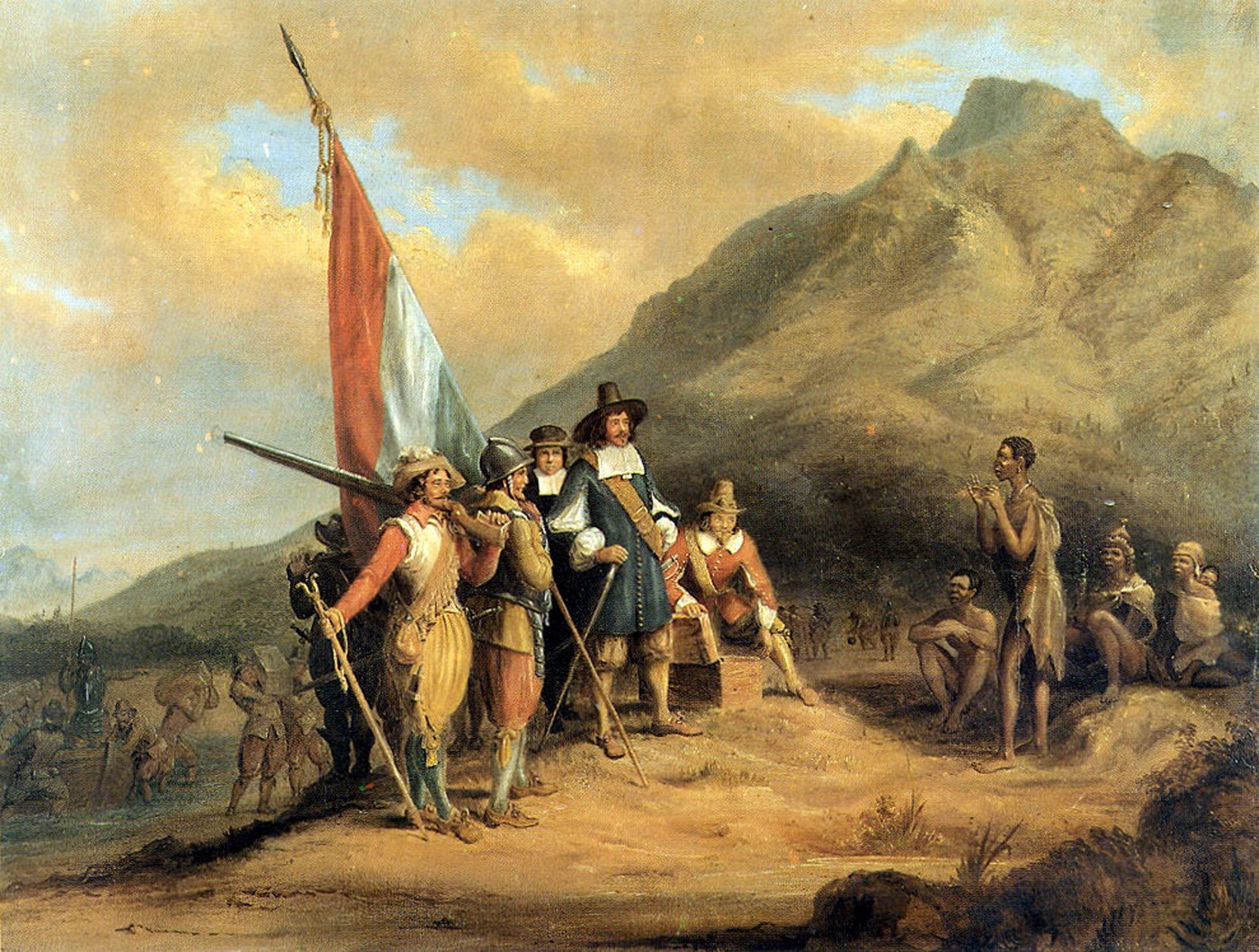
Pintura de l'arribada de Jan van Riebeeck a l'Àfrica, per Charles Bell

Les colònies africanes començaren a ser explorades a partir del 1647. El continent africà caigué en mans de la Companyia Oriental de les índies Neerlandeses. L'objectiu de l'explotació del continent africà per part dels Països Baixos fou el control de la Ruta de les espècies de l'est asiàtic. L'Àfrica no fou ben bé un objectiu colonitzador com ara altres estats per bé que la companyia aprofità el comerç d'esclaus per treure'n guanys. En aquest sentit, el control o explotació neerlandesa d'Àfrica permeté als vaixells de tenir unes rutes estables i segures. Dels explotadors neerlandesos, dits "descobridors", destaca la figura de Jan van Riebeeck.
Amb el ròssec del temps, la Companyia Oriental de les Índies Neerlandeses acaben establint-se definitivament a l'Àfrica del Sud. Allà, s'hi instaura un règim d'apartheid en què els colons són tractats privilegiadament, contra els autòctons que són explotats i torturats. Les llengües de l'actual estat són objecte de menyspreu i persecució per part dels colons, que les consideren inferiors al neerlandès. D'aquesta situació acaba naixent un crioll que pren nom d'afrikaans i que actualment constitueix una de les llengües hereves del passat colonial. Bona part de les rutes d'esclaus neerlandeses passaren per l'Àfrica del Sud, lloc de passatge d'africans provinent de Madagascar o d'asiàtics provinents d'Indonèsia.
Així i tot, hi hagué lloc per barreges entre colons i autòctons. Els descendents d'aquesta situació són anomenats actualment mestissos del Cap. En època d'apartheid foren categoritzats com a Coloureds. Són en realitat un mestissatge entre hotentots i afrikaners, o bé entre aquests darrers i malais o bantus. A banda, l'àrea també fou utilitzada per a proveir els Països Baixos d'espècies, fruites, vegetals, llegums i tot tipus de matèria primera. Per això al voltant del segle xix, les colònies neerlandeses de l'Àfrica del Sud visqueren un creixement i prosperitat notables. Llavors els assentaments neerlandesos es mostren de cara a Europa com els més pròspers i desenvolupats de les colònies europees.
A banda de les persecucions lingüístiques, els colons també hi volgueren imposar els cristianisme protestant, relegant les creences autòctones a segon pla. Unes polítiques que continuaren després que el Regne Unit aconseguís desfer-se dels Països Baixos per instal·lar-se en terres sud-africanes. Per això, a més de l'afrikaans, el país acaba incorporant una altra llengua al·local, l'anglès, imposat pels colons britànics que no acceptaren cap altra llengua, percebudes totes com a inferiors.

#### El tràfic d'esclaus
L'edat d'or neerlandesa posà les bases econòmiques perquè els Països Baixos col·laboressin en el comerç d'esclaus. Un triangle que unia Àfrica, Europa i Amèrica permeté a les monarquies europees enriquir-se a base de torturar, abusar i matar africans. Aquest triangle de comerç era sucós i per això mateix els Països Baixos hi participaren àmpliament mercès a la Companyia de les índies orientals.
Els Països Baixos foren fins i tot els primers a llençar el comerç d'africans a l'Atlàntic. Un comerç que els portà a Curação, Aruba, Sant Martí o Surinam. La corona anglesa reprèn el negoci neerlandès a partir del 1700. S'estima que prop de 550.000 africans foren esclavitzats i 75.000 morts. Les colònies neerlandeses de Guaiana, Brasil i de les Illes del Carib arribaren a comerciar amb prop de 420.000 esclaus. De fet, molts hindús veieren igualment les seves vides estroncades pel comerç triangular neerlandès.

### Elsegle de les llums

#### El declivi econòmic
El declivi econòmic de l'Holanda independitzada apareix amb la Guerra de Successió espanyola. El país hi participa del costat de la Gran Aliança de la Haia per qüestions colonials i a petició d'Anglaterra. La guerra és una victòria no explícita de França i Castella. Tanmateix, França i Anglaterra conformen les noves potències europees de llavors ençà. L'absolutisme de Lluís XIV enlluerna tot Europa. De retruc, Holanda, l'antiga Castella i Aragó, ara Espanya, i també Portugal, viuen un període de declivi econòmic i polític. Holanda, a més a més, aprofundeix la crisi econòmica per la seua implicació en les guerres de successió europees, com ara la Guerra de Successió d'Àustria.
Les guerres colonials que Holanda portà a terme durant el segle xvii i XVIII desenvolupà el sector bancari. La diplomàcia holandesa hagué de conjugar una doble cara en l'àmbit internacional. La seua banca era pròspera mercès als viatges dels vaixells britànics, fet que col·locava la borsa holandesa al capdamunt del lideratge. Però, en terres colonials, el Regne Unit era més aviat un enemic i, per tant, en el moment d'endinsar-se en les guerres successòries europees, hi veiem clarament aquesta doble cara, l'una més amable amb Anglaterra, l'altra més severa, segons fos convenient. Tot plegat, juntament amb la introducció del mercantilisme, provocà la fallida de tots els sectors del país. De ser un orgull, Holanda es col·locà a la darrera posició de la competència europea. El comerç holandès començà a declinar així com la tecnologia.
Les colònies britàniques i franceses prengueren un lideratge important en situar dins el monopoli. L'adquisició de territori aliè a Àfrica o Àsia fou cada vegada més important per part dels francesos i anglesos en detriment d'Holanda, que veié fins i tot com progressivament li "robaven" les colònies. Antigues colònies neerlandeses esdevenen britàniques i sobre aquestes naixen nous estats com ara els Estats Units d'Amèrica. La vida intel·lectual abandona el país i es trasllada a Versalles. Allà el classicisme, el rococó i la construcció imperial atrauen estrangers de tota mena. Les arts plàstiques, escèniques i la música s'hi desenvolupen notablement. La banca, per la seva banda, comença a declinar igualment en profit d'Anglaterra. Per bé que Amsterdam posseí durant molt de temps la seu de les operacions, bona part d'aquestes deixaren de provenir de neerlandesos per deixar lloc a l'explotació britànica. Les guerres colonials tampoc afavoriren gaire l'economia del país, immersa en un cicle de despeses contínues. El tèxtil que d'antuvi era la base de l'economia neerlandesa decau igualment, sobretot amb l'explotació que en feren els britànics a les seues colònies.
Demogràficament, el país no creix, però, afortunadament, tampoc perd. La línia s'estabilitza però evidencia la crisi. Mentre a la resta d'Europa s'hi aprecien xifres en augment, la demografia holandesa se situa a la baixa. Les elits, per la seva banda, entren en un cicle d'autarquia que promogué la corrupció i la vida en despropòsit. Les despeses no es compten dins la classe dirigent que havia exclòs els Guillem-Orange. Un cercle d'aristòcrates que es compten amb els dits d'una mà capten les poques riqueses del país dins un interès propi, sense tenir compte la successió. A la mort de Guillem III d'Orange, el país es troba sense descendència i blocat políticament, econòmicament i cultural. La situació encoratjà a estrènyer encara més llaços amb Anglaterra i, per tant, a deixar-la engrandir el seu patrimoni colonial en detriment del neerlandès.

#### Guerra de Successió espanyola

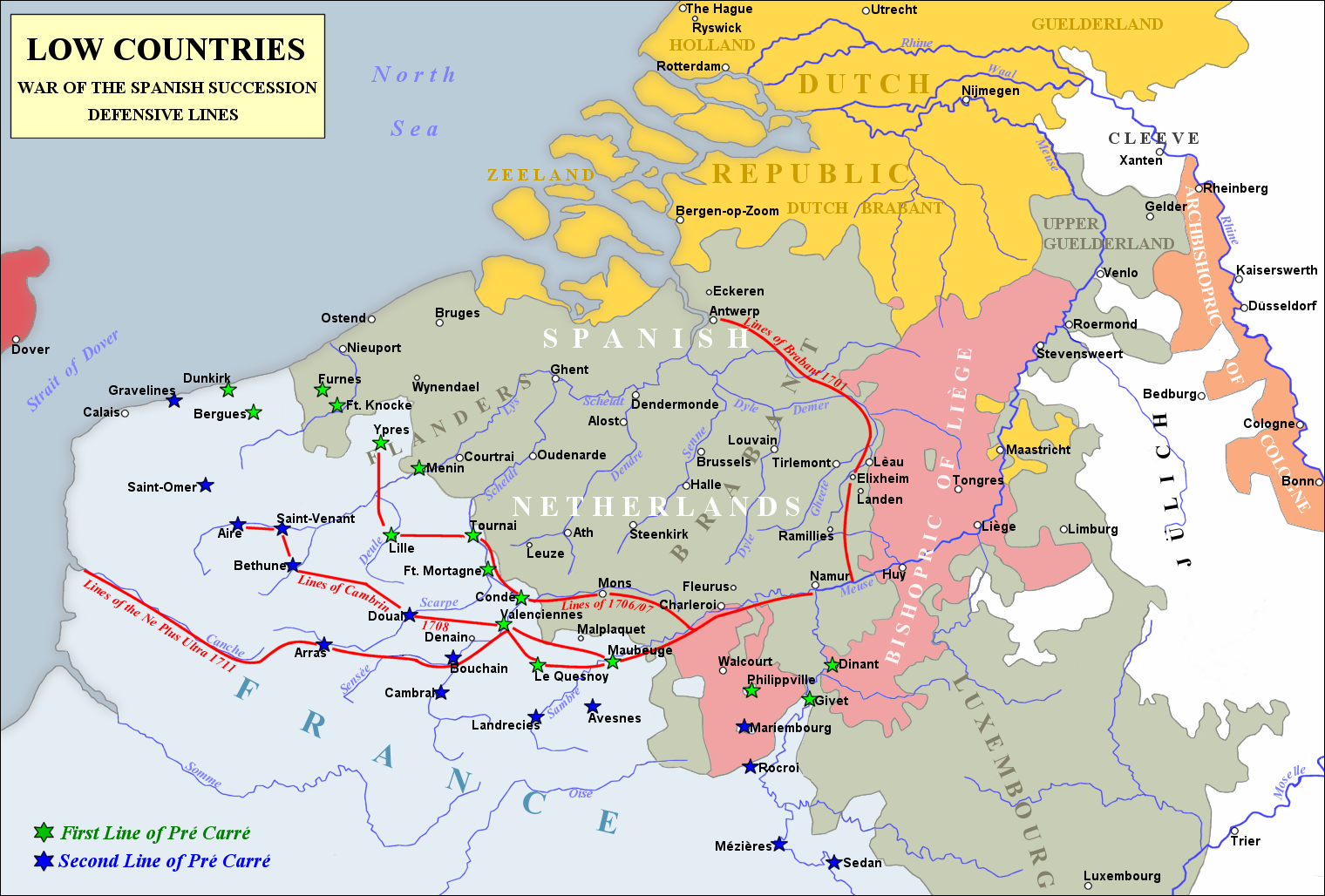
Països Baixos: Anglaterra buscà a tot preu protegir les fronteres neerlandeses per evitar invasions francohispàniques, dibuixant així un "pré-carré" fronterer

La Guerra de Successió espanyola testimonia clarament el declivi dels antics Països Baixos. A la previsible mort de Carles III tot Europa discuteix aleshores sobre la seua descendència. Dos propostes són a la taula. La primera, deixar el regne a la casa d'Àustria, la segona, deixar el regne a mans dels Borbons, és a dir, del net de Lluís XIV. La segona opció no agrada a ningú llevat de la pròpia França. En cas de col·locar el seu net sobre el tron hispànic, França aconseguiria fer-se amb les colònies hispàniques i juntament amb les seues, en faria la potència mundial en absolut al món. Anglaterra, ferotge competidora de França, no voldria pas veure un escenari com aquest.
La guerra finalment s'acaba produint després que Carles III deixi el regne en mans del net del rei Sol. Anglaterra declara llavors la guerra a França, juntament amb Àustria i el Sacre Imperi romà. Els antics llaços colonials i les polítiques expansionistes de Castella fan entrar nous països a la guerra, tornant-la internacional. Allà s'hi jugava l'hegemonia del món i la supervivència de molts estats. Així, Portugal, accedeix a la crida d'Anglaterra. País històricament enemistat amb Castella, recentment independitzat d'aquesta i històricament lligat a acords comercials amb Anglaterra, entra en guerra amb les Províncies Unides. Aquestes són un rival en l'àmbit colonial per a Anglaterra. Però el declivi econòmic i cultural fa que Holanda depengui més d'Anglaterra que a l'inrevés. Per tant, en la guerra, les Províncies Unides entraren a favor de la casa d'Àustria i d'Anglaterra, fet que evidencià la clara decadència del territori neerlandès.
Les seues colònies han deixat de tenir la preponderància d'antuvi i Anglaterra n'ha pres el lloc. El comerç colonial neerlandès depèn més dels anglesos que a l'inrevés. El poder financer es desplaça també de mica en mica cap a Anglaterra. Alhora, el país es troba davant una guerra que pot portar al monopoli un antic enemic, Castella. Aquesta, a més a més, s'alia amb França, que des de la mort de Carlemany reclama Flandes i, per això, s'avé a trencar el territori neerlandès en dos: Flandes i Holanda. La crisi europea en realitat amaga afers no resolts. D'una banda, les particions del territori neerlandès, la política annexionista de Castella amb Portugal, Navarra i els territoris catalans. Prússia, per la seva banda, dona suport a França, en una política d'acostament diplomàtic que també té visions territorials. Aquesta voldria trepitjar territori alemany i sap que caldrà el suport de l'absolutisme francès per arribar-hi, si més no, fins que les fronteres no s'apropin a França.
La guerra és una victòria no explícita per a França. Hi col·loca el seu net després d'uns esdeveniments imprevisibles. Per bé que aquest assumeix el tron com a rei hispànic i no com a herència francesa, en la pràctica, París com Madrid treballen en simbiosi en una mateixa línia. França, de sobte, s'amista amb Madrid i, Madrid, de cop i volta, s'amista amb París. Les colònies queden, doncs, separades. No hi ha hegemonia per ningú. El país queda repartit, però, sobretot, Anglaterra aconsegueix mantenir la seua posició de lideratge conjunta amb França. Fet i fet, la dependència d'Holanda vers Anglaterra fa que, al final del conflicte, s'haja reforçat la política colonial britànica vers la neerlandesa, que decau estrepitosament.

#### Guerra de Successió austríaca

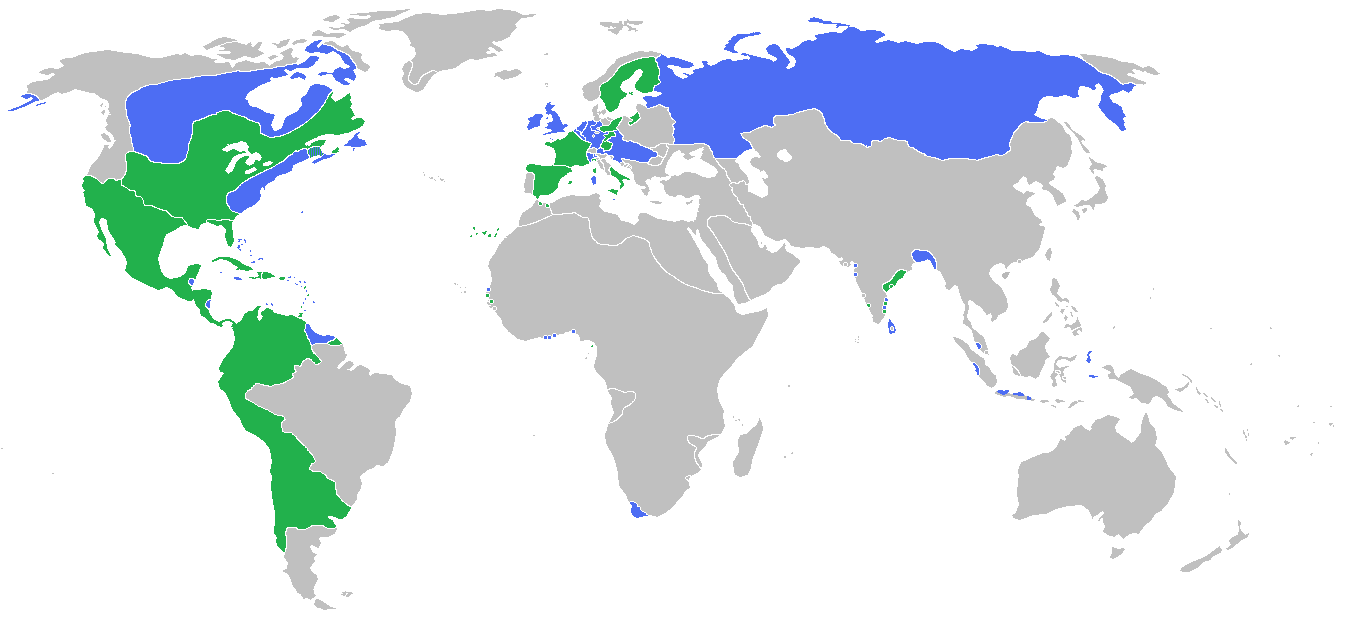
Mapa dels bàndols bel·ligerants el 1740. En blau els estats partidaris de Maria Teresa d'Àustria i en verd els partidaris de Frederic de Prússia

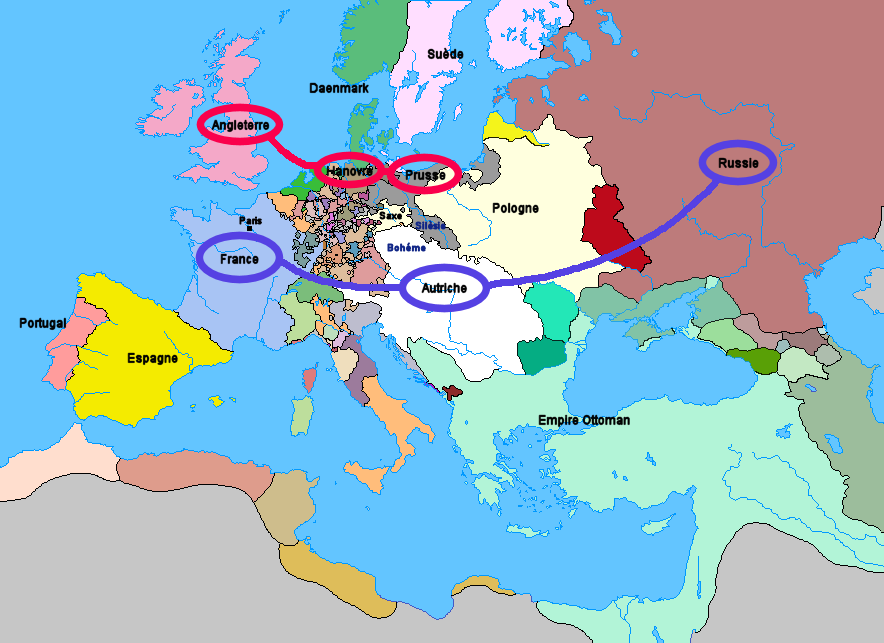
Aliances diplomàtiques tot just començar la Guerra dels Set anys

Per un assumpte no resolt, Europa caigué en una altra guerra. La Guerra de Successió hispànica no resolgué res i la mostra evident en fou la repressió viscuda als territoris de parla catalana. La Guerra de Successió austríaca és, doncs, una continuïtat de l'anterior. Prússia aconsegueix un rang important arran de la victòria no explícita de França en la Guerra de Successió espanyola. Així, al final de la guerra, resulta que Prússia ha guanyat terreny i aprofita l'ocasió per fer-se amb el patrimoni de Maria Teresa d'Àustria en la crisi successòria del mateix nom.
Efectivament, Maria Teresa troba com a aliat Frederic II d'Àustria, que hauria de fer-se amb el tron de la casa d'Àustria, és a dir, del Sacre Imperi romà. Altres pretendents al tron havien sigut oblidats, però, el més important, tothom a Europa s'adona de la importància que podria prendre Prússia si accedís al tron. El doble joc de la Guerra de Successió hispànica se'n reprodueix en aquesta. França, Espanya i Prússia fan vessar sang en contra d'Anglaterra, les Províncies Unides i el Sacre Imperi romà. I, per les mateixes motivacions que en la guerra precedent, Holanda s'embolica en aquest nou contenciós bèl·lic per la dependència vers la Gran Bretanya. El seguit d'aliances del país amb altres estats el porten a implicar-s'hi.
De retruc, Holanda és envaïda i perd la companyia explotadora de les colònies, situació que es visqué com a autèntica humiliació i que significà, ultra la imatge, una pèrdua important d'ingressos per a l'economia neerlandesa del nord. Humiliada anteriorment per la pèrdua del territori neerlandès del sud, el país es trobava ara privat de les colònies. Sent així, una revolta interna succeeix i les Províncies Unides queden sacsejades per unes confrontacions molt virulentes. La classe aristocràtica que havia apartat els Orange del poder és altament contestada. Hi ha un corrent molt favorable de tornar a posar sobre el tron un Orange i Guillem IV, successor de Guillem III d'Orange es presenta com el candidat ideal.
Tornen, doncs, al poder els Orange, que tot just miren de pal·liar la crisi financera. Un poder, això i tot, mal vist. L'antiga aristocràcia no l'accepta realment i per això hi posa traves. Impossibilitat de fer allò que voldria, es veu en l'obligació de reprimir el poble brutalment, tot i que l'haja ajudat a pujar al tron. Amb el poble reprimit, l'antiga classe nobiliària li obri les portes, no sense conseqüències. El poble no accepta que el seu príncep l'haja reprimit i li gira l'esquena. Quan esclata la Revolució francesa, el moment és arribat de fer fora la casa d'Orange.
Així, amb la guerra, Holanda canvia de jaqueta i s'apropa a Prússia. A la mort de Guillem VI, la successora, Anna, dirigeix els afers amb el duc Brunswick, prussià. L'aliança entre Londres i Berlín acabà trobant la seua traducció a les Províncies Unides. El règim es gira de mica en mica cap a un despotisme en mans d'estrangers. I, davant la situació geopolítica, els Països Baixos del nord decideixen no entrar a la Guerra dels Set anys, sinó declarar-s'hi neutrals. Les incursions franceses en la Guerra de Successió austríaca i l'aliança gens prevista entre Londres i Berlín feren que el stadhouder decidís no involucrar-s'hi. Però aquesta decisió portà el país a un altre blocatge. Brunswick volia a tot preu fer la guerra i demanava armament mentre que els regents holandesos no. La política es paralitzà. Un blocatge que feia créixer el descontentament a les colònies neerlandeses. I Anglaterra, enutjada pels perjudicis que provoquen les queixes dels colons neerlandesos, decideix rebotar-se contra el seu aliat de circumstància. La Gran Bretanya és de temps remots molt gelosa dels guanys neerlandesos colonials i no vol sota cap condició veure els Països Baixos liderar la cursa colonial. S'ha de fet evident que la Guerra de Successió austríaca tingué, com la resta de guerres colonials i successòries, la seua traducció a les colònies americanes i, allà, la Guerra del Jordi enfrontava França contra Anglaterra i Anglaterra contra França. Tenir, doncs, neerlandesos revoltats no ajudà gaire i, per això mateix, Anglaterra s'estimà amb forces de declarar la guerra als Països Baixos del nord.

#### Quarta Guerra angloneerlandesa
La Quarta Guerra angloneerlandesa, entre el 1780 i el 1784, tingué lloc legalment per un rebuig d'Holanda de complir estrictament tots els criteris de comerç colonial signats amb Anglaterra. Ultra aquest aspecte, la guerra serví als futurs Estats Units d'Amèrica per a preparar la seva pròpia revolta contra el poder anglès. En efecte, malgrat que Holanda no establís cap aliança formal amb els Estats Units, recentment autodeclarats independents i subjecte polític, John Adams establí relacions diplomàtiques amb Holanda dins una política de reforçament d'aliances amb els enemics d'Anglaterra.
L'any 1775, efectivament, esclatà la Guerra d'Independència dels Estats Units. Les tretze colònies d'Amèrica del Nord del Regne de Gran Bretanya decidiren rebel·lar-se contra aquesta en virtut d'uns abusos provinents de les taxes de timbres. El Congrés Continental decideix declarar-se independent del Regne de Gran Bretanya i aquesta hi desplaça l'armada per callar la protesta i l'intent d'autoproclamació d'independència unilateral. França, enemiga d'Anglaterra, gelosa de les seues colònies, decideix donar suport als recents declarats Estats Units. Aquests necessiten l'aprovació d'estats europeus per poder exercir com a tals i, per això mateix, la quarta guerra entre anglesos i neerlandesos serveix als Estats Units per a fer reconèixer la declaració unilateral d'independència.
Holanda hi accedeix i mercès a això, el país esdevingué el segon a la història a reconèixer la independència estatunidenca. El reconeixement és, doncs, una contrapartida a les represàlies angleses per les decisions colonials d'Holanda. L'octubre del 1782, els dos estats signen un acord d'amistat i comerç amb què es confirma clarament els llaços i l'estratègia d'ambdues parts. Però, tot i així, la guerra fou desastrosa per al bàndol holandès: no guanyà la guerra i assumí unes pèrdues colonials enormes. Anglaterra confirmà la seua posició davant les colònies neerlandeses, però no aconseguí mai desfer-se de la revolta estatunidenca. Els Estats Units s'assumeixen definitivament com a estat independent.

#### El llegat de la Il·lustració

Bandera dels Estats Units actual

La Il·lustració europea tingué un paper marcat a Holanda, però la inspiració no venia de França, sinó dels Estats Units. La construcció de llaços diplomàtics amb aquest país amb vista a reconèixer-ne la independència i represaliar Anglaterra per les seues polítiques colonials contra els Països Baixos, decantà la balança cap a les Tretze colònies més que no pas cap a França. El país, sobretot les elits, es nodriren de les idees il·lustrades de les Tretze colònies i sobre aquestes, s'inicià un període en què Holanda s'emmiralla en els Estats Units.
Els Estats Units eren per als holandesos la república desitjada, la confederació que hauria de ser si no fos per les ambicions imperials angleses. Allà, la sobirania era del poble, s'hi va establir un Congrés per decidir conjuntament, entre estats, de rebutjar les regles percebudes com a injustes del Regne d'Anglaterra, amb una guerra que l'allibera de la tutela anglesa. És un model inspirador i per això el país troba el seu prototip d'il·lustrat en la persona de Johan Derk van der Capellen.
Aquest noble neerlandès tingué un paper important en la Revolució batava, que és el nom amb què es coneix la rèplica de la Revolució francesa en territori holandès. L'ambient de crisi que es visqué al segle xviii i l'emmirallament en els Estats Units procurà que majoritàriament tothom volgués fer fora els Orange perquè no complien el contracte social que havien après de la Revolució americana. En efecte, durant la Guerra de Successió austríaca, els Orange reprimeixen el poble per apropar-se a l'aristocràcia holandesa. Ningú oblidà l'episodi.
A banda, i en virtut de les negociacions de pau de la Guerra de Successió austríaca, Flandes i Holanda queden sota l'autoritat d'un mateix monarca, el qual és alhora monarca de la resta de territoris Habsburgs. Aquest és importantíssim per al llegat il·lustrat atès que Josep II del Sacre Imperi romà es proposa reformar les seues possessions dins d'una línia continuista amb la Il·lustració francesa. Així, viatja d'amagat una mica per totes les seues possessions, és a dir, Flandes, Holanda o Luxemburg, amb l'objectiu de captar-ne l'ambient i tenir clar què és el que el poble voldria que canviés.
De retorn a la casa imperial, emprèn una sèrie de reformes que són en el seu conjunt molt progressistes per a un territori completament immers dins de l'Antic règim:
- Deslliga l'Església del finançament estranger i secularitza l'estat
- Publica un edicte dit de tolerància amb el qual es dona llibertat de culte
- El casament és considerat per primera volta com una aliança civil i no religiosa
- S'admet el divorci civil
- Supressió de la companyia dels jesuïtes
- Supressió i centralització de totes les lògies maçòniques en una única i exclusiva lògia
- Els sermons eclesiàstics són censurats
- Desmantellament dels béns del clergat secular i regular
- Redacció d'un codi criminal i d'un altre codi civil

Les reformes i les decisions de Josep II no agradaren gens ni mica, sobretot a l'aristocràcia holandesa i flamenca. A Holanda tothom volia desfer-se de la tutela exterior perquè és assimilada a una humiliació imposada des de fora. A més a més, ningú accepta ja el rol dels Orange i, nodrint-se d'un nacionalisme naixent, amb els esdeveniments de la Revolució francesa a la porta, nodrits per la Revolució americana, el final de segle és agitat per la Revolució batava.

#### El nacionalisme neerlandès

Antiga bandera dels Països Baixos

És en aquest període que s'estima de forma general que nasqué el nacionalisme holandès. La crisi econòmica, colonial, social i cultural dels antics Països Baixos fa que Holanda es torni nostàlgica i d'aquesta nostàlgia en naix el nacionalisme que pren, en consonància amb la Revolució francesa, la seua base en els esdeveniments europeus.
És un nacionalisme que parteix dels ideals napoleònics. És a dir, rememora constantment el passat gloriós dels Països Baixos, quan Flandes i Holanda estaven unides. Recorda, doncs, el segle d'or neerlandès, el creixement econòmic d'aquesta època, el Renaixement del nord, amb els seus humanistes, els seus artistes barrocs, els valors puritans, la tolerància de doble cara, el lideratge colonial, etc. També recorda l'avanç científic d'aquesta època i posa el neerlandès al centre de l'orgull nacional. Holanda és per extensió, un exemple, l'exemple de superioritat a Europa.
Aquest discurs de civilitzadors contra salvatges, d'herois contra bàrbars, s'acaba traduint en una literatura que barreja a propòsit nacionalisme amb fets històrics anacrònics. Per tant, Holanda ha de ser els bataus i la seua ferotge lluita contra els bàrbars: la civilització en contra dels salvatges. I, de retruc, tenim igualment un nacionalisme de tipus sebastianista. A Portugal, durant la dictadura franquista, el règim salazarista promogué un discurs d'allò que haguérem sigut si Castella no ens hagués annexat. El nacionalisme holandès reprodueix el mateix model, tot argüint allò que els Països Baixos hagueren sigut si Castella no els hagués annexat, si França no s'hagués obsessionat amb Flandes, si els Països Baixos no hagueren depès de les ambicions colonials britàniques, etc.

Bandera actual d'Holanda

En efecte, el període de naixement del nacionalisme holandès té una doble cara. Mentre a Holanda es fa una exaltació del neerlandès i la seua suposada superioritat, a Flandes es viu un període continu de repressió. França hi força la població a parlar francès. L'estat veí considera que aquesta llengua és patuès i, per tant, no digna d'existir. Sota la República com sota Napoleó i, de fet, posteriorment també, França reclama constantment l'annexió de Flandes i Valònia. Però Anglaterra no vol permetre-ho perquè no voldria pas que França accedís als recursos naturals valons, fet que potenciaria la indústria francesa. Alhora, Anglaterra no voldria pas veure la unificació entre Flandes i Holanda perquè això comportaria un retorn de la potència colonial neerlandesa. Sent així, Flandes es troba en un atzucac. El territori entre Flandes i Luxemburg és objecte d'ambicions, una terra de ningú que tothom es disputa, fins i tot l'Església catòlica, que no vol veure tampoc cap mena d'unificació del territori neerlandès perquè això comportaria un nou regirament de les creences religioses i l'Església catòlica segueix sent hostil al protestantisme.
Nota: cal notar que aquest embolic fa que Holanda reprimisca la comunitat frisona. El nacionalisme neerlandès, convençut de la seua superioritat, porta la comunitat holandesa a reprimir el frisó i la seua cultura. Aquest s'apaga de mica en mica malgrat que el país mai aconsegueix erradicar-lo del tot. La lluita per una autonomia ampliada esdevé amb el temps un reclam habitual de la comunitat frisona.

#### La Revolució batava

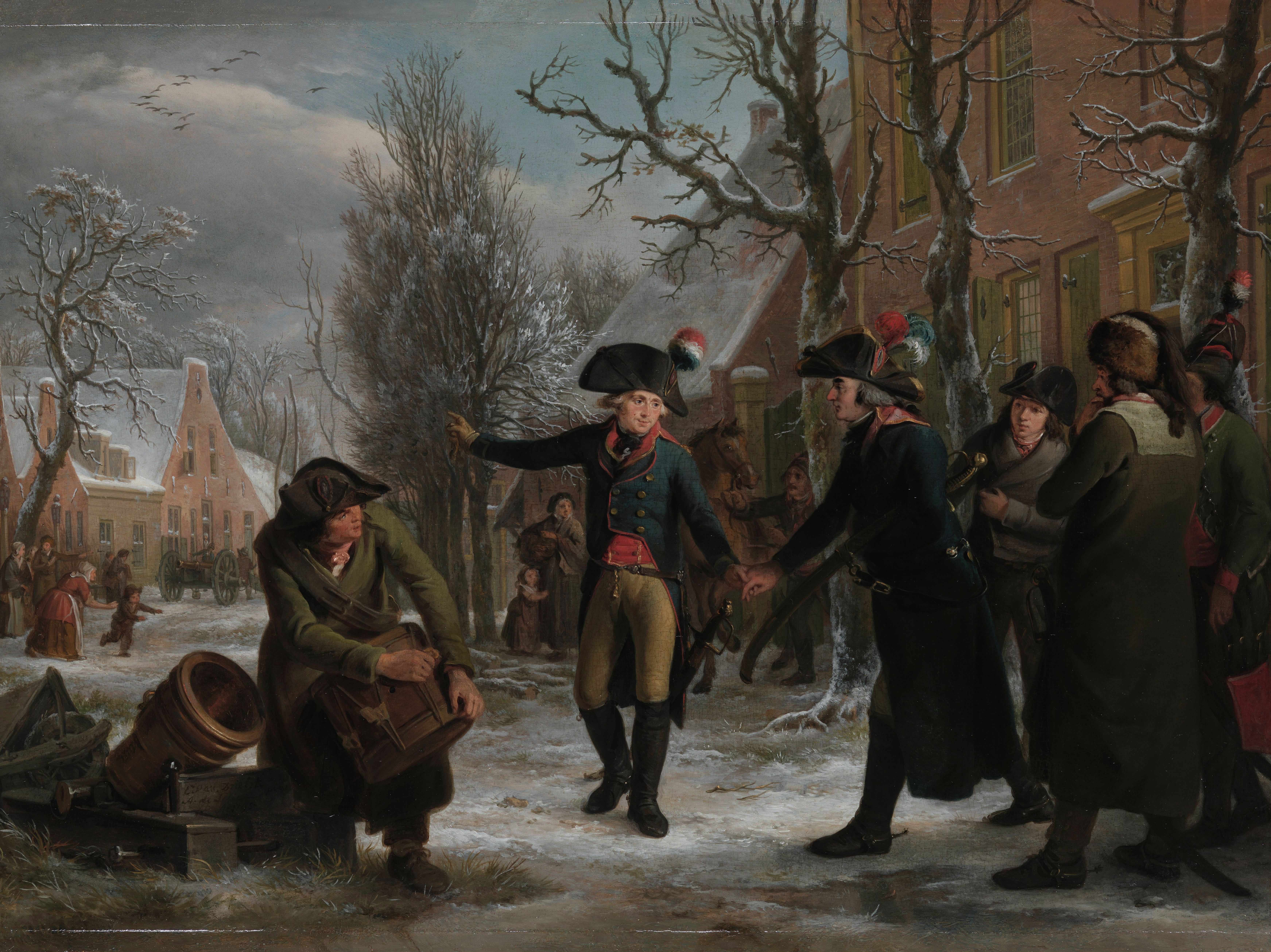
Tropes dels Patriotes, 18 de gener de 1795

La Revolució francesa traslladada a Holanda fou, més que francesa, estatunidenca. Per això, la Revolució batava té com a protagonistes un grup de població que s'inspirava en la Revolució americana. Són els Patriotes. S'acostuma a situar el debut de la revolta en un manifest, Aan het Volk van Nederland, és a dir, Per a la nació dels Països Baixos, publicat el 1781 per de Joan van der Capellen. Però aquest escrit no en fou tot. La premsa dita patriòtica feu una campanya agressiva contra l'Antic règim amb l'objectiu que la població s'adherís a les tesis dels Patriotes, una premsa que vingué reforçada per tota una literatura paral·lela de personatges com ara Ysbrand van Hamelsveld.
Els antics regents, desitjosos de veure desaparèixer els Orange, donaren suport inicialment a la revolta. L'any 1784 el stadhouder orangista és tret del poder. Tanmateix, l'idil·li durà poc per als Patriotes. Les primeres victòries s'aconseguiren amb l'ajut de la gent del règim, les següents s'hauran de fer sense aquesta. Efectivament, un any després, els Patriotes volgueren establir un règim polític igualitari, inspirats pel règim republicà estatunidenc. Llibertat, igualtat i fraternitat són aleshores paraules molt pronunciades. Les nostàlgies s'abandonen i els Patriotes adquireixen uns aires vertaderament revolucionaris. El passat fou gloriós, però, llavors, calia construir el futur i aquest no podia mirar mai més cap a l'Antic règim. Vet aquí que els regents deixen de donar suport als Patriotes fins al punt que l'Antic règim volgué col·locar-hi altre cop Guillem V d'Orange per aplacar les manifestacions a favor de la democràcia.
Anglaterra, preocupada pels esdeveniments, resol donar suport financer a l'Antic règim. L'any 1787, però, la guerra esclata definitivament i la revolució pacifista s'abandona a favor d'una guerra civil de conseqüències brutals. La mort de Frederic II anuncià la intervenció estrangera. I és que, a les terres flamenques, el poble també s'hi revolta. Allà la revolució s'inspira en els disturbis francesos. El Principat de Lieja, marcadament francès, és el primer que s'alça contra l'Antic règim i, aviat, Valònia i Flandes segueixen el mateix camí. França envaeix territori flamenc aprofitant l'ocasió. Argumentant unes suposades "fronteres naturals", la França revolucionària torna a engegar els projectes expansionistes i, precisament, Flandes torna a ser objecte d'aquestes obsessions.
L'armada prussiana penetra en territori holandès i la francesa en els Països Baixos austríacs. Els Països Baixos queden totalment ocupats i controlats per règims diametralment oposats. D'un costat, els valors de la Revolució Francesa i, de l'altre, els valors de l'Antic Règim. La casa d'Orange torna amb força mercès a Brunswick, que lidera la contrarevolució. L'any 1792 Brunswick torna a amenaçar amb una ofensiva contra la França revolucionària. El país es dota de Constitució, però aquesta en posa un monarca al capdamunt. Guillem V en serà, doncs, el responsable i la primera cosa a fer com a cap d'estat fou posar en marxa una dura política repressiva contra dels Patriotes. Una massa migratòria de refugiats s'abat a Flandes i a les fronteres franceses. De resultes, l'establiment d'un estat liberal es farà sota les prerrogatives franceses.

## Època contemporània

### L'annexió a França

#### La República Batava (1795-1806)
Entre el 1795 i el 1806 Holanda esdevé una República. França envaeix el país i hi proclama la República Batava a Amsterdam. El stadtholder ha d'abandonar el país i fugir cap a Anglaterra. Els Estats Generals es dissolen. França hi col·loca un govern virtual. Un episodi cèlebre marcà l'imaginari de l'època: durant l'avançada de l'armada francesa, la cavalleria francesa s'empara de la flota neerlandesa que cau sota el glaç de Helder. Després d'estar ocupada per dos exèrcits estrangers, el prussià i el francès, a partir del 1795, concretament amb la desfeta del 16 de gener a Utrecht, el territori neerlandès queda ocupat totalment per un únic estranger: França. Els somnis d'annexionar-se el territori neerlandès es compliren finalment.
França supervisà la redacció d'una nova constitució per a Holanda. De cara al públic, aquesta la redactava l'Assemblea Nacional batava. El fet que França controlés tot el territori neerlandès li permeté dibuixar les fronteres que volia. Flandes queda annexionada a França i s'hi inicia una política d'afrancesament. El territori passa a ser una regió més de França. El francès hi és inculcat com a disciplina obligatòria a les escoles. El neerlandès és exclòs i perseguit. L'antiga assemblea és abolida. Les antigues subdivisions administratives esborrades. El territori passa a ser redibuixat segons les lleis administratives franceses. Holanda, per la seva banda, obté el dret a tenir una república a part, això no obstant és una república titella al servei del jacobinisme francès.
La presència francesa a Holanda com a Flandes no agradà gens ni mica. Els francesos començaren a abusar de la seua posició i la població se'n ressentí. En aquesta república els debats inicials es focalitzaren en una qüestió essencial dins la lògica francesa. El país començà a debatre's sobre si havia d'escollir un model centralitzat o federal. S'hi discutí igualment el lloc que havia de tenir la religió. El model federal acaba emportant-se la victòria. De tradició federalista, la nova república segueix mantenint tics d'Antic règim, com el sufragi censatari. Tanmateix, s'hi separà l'Església de l'estat.
Tot amb tot, la República Batava fou un terratrèmol constant. Les constitucions foren rebutjades en referèndum. S'hi establiren diverses constitucions. A cada nova constitució, la França de les tuteles aconseguia imposar-hi els seus criteris de manera que si a la primera proposta de constitució, el país es formava en federació, a la segona la federació desapareixia en favor d'una república "unitària".

#### El Regne napoleònic d'Holanda (1806-1815)

Divisions administratives del primer imperi francès l'any 1812

De 1806 a 1810, el Koninkrijk Holland (Regne d'Holanda) fou establert per Napoleó Bonaparte com un regne titella governat pel seu germà, Louis Bonaparte, per tal de controlar els Països Baixos de forma més eficient. El nom de la província més destacada, Holanda, fou escollida per representar el país al complet. D'ençà que es fa la diferència entre Holanda i Flandes, tots dos junts formen els Països Baixos. Separadament, però, són Flandes i Holanda. Actualment, però, dins les voluntats anglofranceses de no reconstruir mai més la unió dels Països Baixos, hom acostuma a designar Holanda com a Països Baixos i fer de Flandes una regió de Bèlgica. Tanmateix, aquesta confusió intencionada de termes no evita explicar la realitat tal com és.
Deixant de banda aquest fet, sota les tropes de Napoleó Bonaparte, Holanda s'afrancesa a passes agegantades. El Regne tutelat d'Holanda torna a una espècie de restauració de la monarquia amb elements conservadors en l'administració. Com a bon projecte imperial, Napoleó hi introdueix canvis semblants als del seu estat, com ara les noves relacions amb l'Església. L'antiga noblesa s'introdueix progressivament en l'aparell d'estat i, de llavors ençà Holanda esdevé un estat liberal en què tot parteix de dalt malgrat que el poder fa veure el contrari. A més a més, el país hagué de participar en la guerra desacomplexada que França mantenia contra Anglaterra.
El 1807, la prussiana Frísia Oriental i Jever foren afegides al regne. El 1809, això no obstant, després de la invasió anglesa, Holanda hagué de cedir tots els seus territoris per sota del Rin a França. Les ambicions imperials franceses no s'aturaren i des d'Holanda el règim napoleònic orquestrava les futures annexions. El país havia de col·laborar-hi si no volia tornar-se un nou departament francès. I les reformes a l'estil francès hi continuaren, com ara els nous imposts, la introducció de l'educació primària pública, una centralització més pronunciada, etc.
El rei Louis Bonaparte no acomplí les expectatives de Napoleó Bonaparte -intentà servir els interessos dels holandesos en comptes dels del seu germà- i hagué d'abdicar l'1 de juliol de 1810. Fou succeït pel seu fill de cinc anys Napoleó Louis Bonaparte. Aquest regnà com a Lluís II durant deu dies mentre l'emperador Napoleó Bonaparte ignorà l'ascens del seu jove nebot al tron. L'emperador envià un exèrcit per envair el país i dissolgué el Regne d'Holanda. Holanda esdevé un departament francès. La independència queda abolida i l'afrancesament hi continua de forma més virulenta. Com a tal, s'introdueix el francès a l'escola com a llengua única i obligatòria: exaltació de la nació francesa, de Napoleó, i adoctrinament revolucionari. L'estat ha de col·laborar en les guerres expansionistes de Napoleó. Fins que la França napoleònica no és derrotada a Rússia, Holanda pateix les conseqüències de la invasió. Les antics elits aprofiten l'ocasió per reorganitzar una resistència que els donà la victòria amb l'ajuda de Guillem V d'Orange.

### Regne Unit dels Països Baixos (1815-1839)

#### El congrés de Viena
La derrota de Napoleó en la batalla de Waterloo davant l'aliança dels prussians i els anglesos de Wellington acaba amb el domini francès i obri el retorn a la monarquia absolutista per tot Europa i, per tant, per a Holanda també. El congrés de Viena fou convocat per això. Calia restablir altra volta l'Antic règim i celebrar al mateix temps que s'havia acabat la Revolució francesa. A mode d'Antic règim, a Viena foren convocades les delegacions de l'aristocràcia monàrquica de l'Antic règim europeu. Els estats absolutistes guanyadors de la guerra s'hi reuniren per teixir aliances de cara a la protecció mútua en cas que tornés a reprendre la Revolució francesa. També hi concertaren reunions expresses per redibuixar les fronteres d'Europa, tot plegat segons l'interès dels estats vencedors.
Nota: la pràctica de les reunions congressistes actuals entre estats prové d'aquest primer congrés de Viena del 1814.
En aquest context, els Països Baixos Borgonyons són recreats. L'anomenat Regne Unit dels Països Baixos esdevé el nou estat creat per Viena, que ha de servir com a tampó contra França. Dins hi trobem l'antic Principat de Lieja, Valònia, Flandes i Holanda. Luxemburg quedà exclòs però dins de la Confederació Germànica, que era el nou intent formulat per Viena de recrear l'antic Sacre Imperi romà. De facto, però, el gran ducat luxemburguès esdevé independent sota l'administració de Guillem I d'Orange, antic stadhouser holandès, per tant, controlat pel Regne Unit dels Països Baixos. Luxemburg és, doncs, un estat titella a les ordres d'Holanda.
El nou tracte permet a les fèrtils terres de Flandes, la indústria minera, siderúrgica i tèxtil valona, trobar sortida i exportació a les províncies del nord pels canals i ports. El riu Escalda torna a obrir-se i això contribuïx a l'expansió del port d'Anvers. És la construcció dels Gran Països Baixos. L'Antic règim retorna, tot i que no exactament com l'havien viscut les poblacions fins aleshores. S'hi col·loca el successor de Guillem V al tron; hauria d'haver-se anomenat Guillem VI, però es volgué fer del retorn de la corona una espècie de renaixement. I, també, es fa aprovar una Constitució que tot i limitar el poder del monarca, no deixa de ser una comèdia per restaurar l'Antic règim. La Constitució fou adoptada no per referèndum, sinó per una Comissió de "notables" el 19 de març de 1814. Quan Napoleó s'escapa i torna, en un rècord de 100 dies, a la seva nova derrota, el congrés de Viena decideix redactar una nova Constitució per als Grans Països Baixos en què s'hi confirma exactament el mateix que s'havia redactat en l'anterior, amb la introducció, tanmateix, d'una cambra parlamentària bicameral, que no és altra cosa que una hibridació volguda per l'Antic règim amb l'objectiu de fer perdurar les antigues classes nobiliàries.

#### De l'estat tampó holandès a l'estat tampó belga

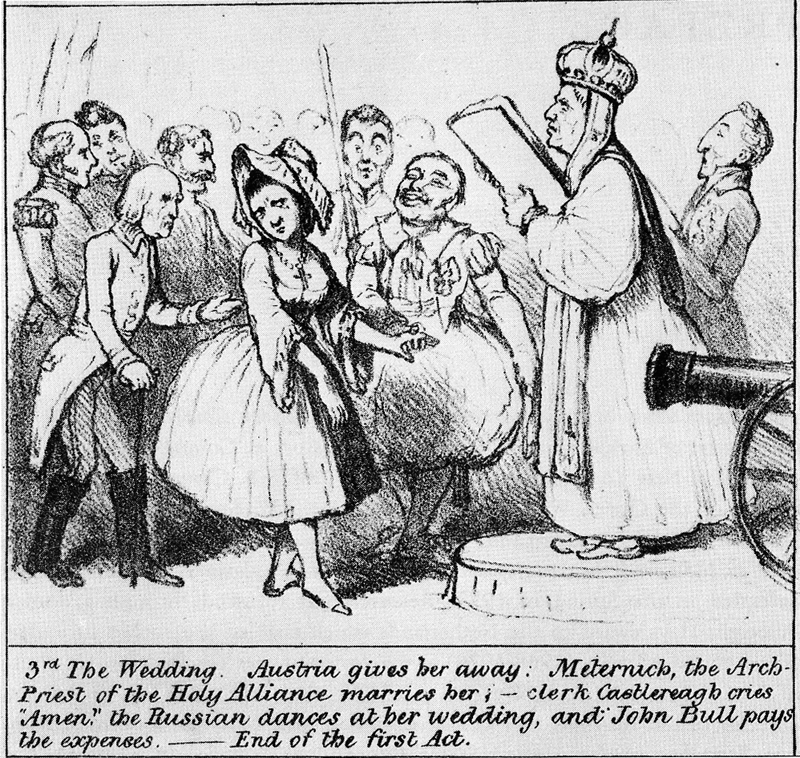
Caricatura anglesa representant el casament entre Bèlgica i els Països Baixos del Nord (antiga República de les Províncies Unides). El peu de nota diu "tercera boda, Àustria els duu a l'altar; Metternich, arquebisbe de la Santa Aliança els unix; el sagristà Castlereagh crida "amèn"; el rus balla i John Bull en paga la factura. Final del primer acte"

La creació del Regne Unit dels Països Baixos és per a Valònia i Flandes una incorporació al territori ja constituït anteriorment. En el moment de la separació entre els Països Baixos del nord i del sud, la part del nord, és a dir, Holanda, en vista dels esdeveniments ocorreguts per la Revolució francesa, veu aparèixer una monarquia constitucional. Quan el congrés de Viena decidix tornar a unir els dos territoris ningú ha pres en consideració les fronteres lingüístiques, la realitat religiosa sorgida de la segregació hispànica o l'aspiració mateixa dels pobles concernits. Per tant, la Constitució dels Països Baixos del nord és simplement modificada per a incorporar-hi un apèndix. Això vol dir que amb el congrés de Viena, Valònia i Flandes, indistintament, se sotmeten a les lleis neerlandeses del nord. Tot això amb una llei fonamental inspirada en el model dictatorial napoleònic.
El rei Guillem I demana una reforma de la Constitució que vol, tot seguit, referendar amb un cos de belgues nobles escollits a dit per la monarquia. Quan s'hagué de referendar el text constitucional, la part flamenca no l'accepta i la valona l'accepta sense una majoria clara. El rei, contrariat, fa adoptar igualment el text constitucional excloent els vots flamencs contraris a la Constitució en considerar-los tergiversats per motius religiosos. I és que Flandes i Valònia ja no són totalment allò que eren. Flandes, per bé que és neerlandesa, no practica el protestantisme, alhora Valònia és francòfona i catòlica.
La unió donà, doncs, més problemes que solucions a un territori dividit al llarg dels segles per les ambicions territorials de les cases reials, sense que això tingués en compte la més mínima expressió de la població que hi vivia. De resultes, les crítiques a Valònia i Flandes contra el rei Guillem I anaren creixent fins a esclatar en la Revolució belga, que atorgà la independència a Bèlgica. Independència, si més no, des del punt de vista de la historiografia actual.
Efectivament, Valònia i Flandes s'independitzaren dels Països Baixos del nord, però s'hi creà un estat tampó en el qual s'havia de construir una suposada nació única (Bèlgica), unida per la noció oberta del nacionalisme, però que acabà derivant en noves protestes entre valons i flamencs, que seguixen en vigor a finals de segle xx i inicis del XXI.
En tota aquesta situació tingueren molt a veure Anglaterra, França i el Vaticà. Anglaterra temia que la força combinada de l'expertesa industrial valona juntament amb la potència de la flota holandesa els fes ombra a les colònies. Tampoc volia que Valònia s'incorporés a França pel seu potencial industrial. El Vaticà temia que els antics Països Baixos catòlics (espanyols) es tornassen protestants amb la seua incorporació als Països Baixos del nord. Fou doncs l'Església catòlica qui començà a atiar els ànims contra Holanda discretament per fomentar sentiments secessionistes. França, per la seua part, dintre del seu somni de les "fronteres naturals", volia annexar-se Flandes-Valònia i per això hi creà la "Légion belge parisienne", un exèrcit de vuit-cents voluntaris i mercenaris, esperant que una rebel·lió al sud l'ajudés amb el seu projecte expansionista. En no aconseguir-ho, sinó que s'hi creà un estat tampó a part anomenat Bèlgica, França volgué fer de Bèlgica un estat uniforme després de la seua creació en què el francès fos l'única llengua vertaderament visible. A ambdós costats del regne, l'oposició contra l'absolutisme del rei feia créixer el camp dels liberals, favorable a un règim més democràtic. Tot això contribuirà a la Revolució belga del 1830 i la fi definitiva del Regne Unit dels Països Baixos el 1839.

#### La Guerra d'Independència belga

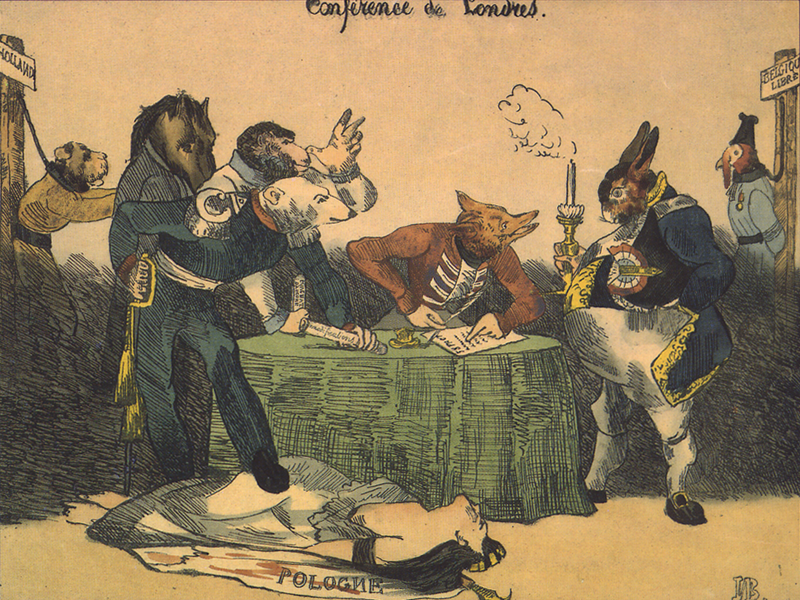
Litografia sobre la conferència del 1830 per Honoré Daumier. S'hi pot veure les figures que representen Prússia, Àustria, Rússia, el Regne Unit i França mentre els Països Baixos i Bèlgica hi apareixen representats en forma d'animals penjats a la forca. El caricaturista hi representa amb tota la ironia del món una Polònia desproveïda d'estat i reprimida pels congregants

Els colors de la bandera definitiva de Bèlgica després de la seua creació com a estat independent l'any 1830

A la dècada dels 1830 les crítiques cap a la monarquia són molt sonades a Flandes i Valònia. El sud dels Països Baixos es queixa d'una política comercial i institucional favorable al nord. A més, la llengua neerlandesa hi és exclosa. El francès és imposat des de Napoleó i sota Guillem I, tot agreujant d'aquesta manera el recel flamenc vers les institucions i estats hereus del congrés de Viena. Per tal d'apaivagar les crítiques, el rei decidix fer del neerlandès llengua oficial en territori való, que és francòfon majoritàriament. Això provocà crítiques per part dels valons, que no podien consentir que se'ls demanés de parlar una altra llengua que no fos el francès. Justament per això el rei dona llavors més prioritat a l'ensenyança del francès a les escoles del territori francòfon.
La crisi sociolingüística de Bèlgica no és realment recent. El territori flamenc sempre ha patit una situació clara de substitució lingüística des que fou incorporat als projectes borgonyons. L'elit de Flandes s'acabà afrancesant, de manera que quan Guillem I vol que s'hi parle el neerlandès, la classe benestant flamenca s'hi nega. Alhora s'ha d'entendre que a França hi ha una política lingüística clarament xenòfoba. Des dels reis fins a la república s'hi imposa el francès per sobre de llengües com l'occità, el bretó, el basc, el català, i fins i tot l'alemany o el neerlandès. França adquirix de fet territoris que no són seus. És el cas d'Alsàcia i Lorena, dues regions germanòfones annexionades per Lluís XIV però reivindicades com a frontera natural per la monarquia i la Revolució francesa. Aquestes dues regions són les qui legitimen posteriorment els pretexts de les dues primeres guerres mundials. El pannacionalisme francès usà la seua teoria segons la qual existix el patuès per mirar d'erradicar el neerlandès del seu país. Tenint un context de nacionalismes exacerbats pels aparells d'estat, de racisme per la colonització i d'ambicions territorials, a Bèlgica mateix es traslladaren les teories franceses sobre l'ús de les llengües. Així, segons la part valona, a Flandes no s'hi parla neerlandès, sinó flamenc, que és un patuès que no té gaire cosa a veure amb el neerlandès. 
Al contenciós lingüístic, s'hi haurà d'afegir el religiós. Guillem I reforça durant el seu regnat les polítiques no necessàriament laiques però sí contràries a la influència religiosa. És a dir, mirà d'evitar que les escoles públiques fossen preses per l'Església, que en l'Antic règim assegurava l'ensenyança de les classes altes, perquè les baixes n'estaven excloses de poder rebre instrucció. Això no agradà gens ni mica a l'Església catòlica, que ràpidament veié interès a tornar a separar els antics Països Baixos borgonyons. El rei potencià la construcció d'universitats, ateneus i escoles a Bèlgica, llocs d'instrucció públics i no sotmesos a la jerarquia catòlica, que era precisament l'indret preuat per l'Església en tant que podia formar-hi els futurs benestants de la societat. En darrer terme cal agregar a tot això el contenciós econòmic. Flandes i Valònia es queixaven que el rei havia posat un sistema administratiu desfavorable als territoris annexionats. El personal de l'administració era en totes bandes majoritàriament holandès i a ulls de Valònia i Flandes això tenia repercussions per a l'economia. Efectivament, es queixaven que l'estat només potenciés l'economia holandesa i que en deixés de banda la belga. És a dir, que els fluxos estatals estiguessen pensats per privilegiar el teixit econòmic del nord.
La Revolució belga de 1830 s'esdevé precisament un creixement important del sentiment secessionista atiat pels arguments econòmics i religiosos. L'any 1825, per exemple, la comunitat catòlica belga s'unix per oposar-se obertament a les polítiques laïcitzadores de Guillem I. Els partidaris del liberalisme a Bèlgica s'unixen per la seua banda per reclamar una vertadera democràcia. Contesten el monopoli holandès i el vet que el rei té per a controlar tot el sistema legislatiu, judicial i governamental. L'oposició del rei a donar llibertat de premsa, culte, reunió i associació feren que dos camps antagònics com liberals i catòlics s'unissen en una causa conjunta hui traduïda en independència belga. El rei, preveient el ja esperat sollevament, empitjorà la situació en excloure de les decisions parlamentàries la banda flamenca i valona.
Dues onades successives de recol·lecta de signatures portaren a visibilitzar el descontentament. Si la primera de 1829 aconseguí 40.000 signataris, la de l'any següent ja en tenia 350.000. El rei decidix utilitzar la força per reprimir l'evidència. Tot aprofitant les revoltes a París que qüestionaven l'hereu al tron, qualla la revolta l'any 1830. El 15 d'agost s'havia previst l'estrena de La muette de Portici, una obra que cada any s'acollia al Teatre de la Moneda i el públic hi acostumava a exaltar-se perquè l'argument de l'obra pretén traslladar la lluita dels venecians contra el poder hispànic en la seqüència de les revoltes iniciades a la península Ibèrica l'any 1640. L'obra és anul·lada en un moment particularment tens. L'economia no es troba en els millors moments i el monarca deixa fortunes per celebrar el seu aniversari al carrer. Els arguments en contra en foren: no era normal que, tenint els súbdits patint, el rei es dediqués a celebrar amb diners públics la seua edat.

El 15 d'agost de 1830 la població que volgué assistir inicialment a l'obra pren el carrer de Brussel·les i es revolta amb les armes a la mà contra els Països Baixos del nord. Progressivament la revolta contagia tota la capital, i aquesta tota Bèlgica. El rei hi envia contingents armats expressament per reprimir la població. Els revolucionaris munten llavors el seu propi govern i hi posen al capdavant Lluís De Potter, un periodista i cap de redacció d'articles contraris a la presència holandesa. El 4 d'octubre de 1830 el mateix govern provisional i legítim a ulls dels revoltats proclama la creació de l'estat de Bèlgica. Dos dies després de la proclamació, el govern ja es troba en fase de redacció d'una Constitució per al nou estat. 
En consonància amb allò que s'havia esdevingut a Grècia, els tractats establerts durant el congrés de Viena són estripats i Anglaterra i França donen suport a la revolta flamenca i valona, que d'ençà la proclamació del 4 d'octubre de 1830 es transforma en belga. Anglaterra havia decidit intervenir en la Guerra d'Independència de Grècia perquè Rússia havia decidit aprofitar la guerra per a intentar annexionar-se Grècia. En un moment de fort colonialisme europeu, els estats colonials necessitaven tenir el control del mar per poder dominar d'aquesta manera Àfrica i la resta de territoris colonitzats o amb vista a ser sotmesos al colonialisme. Anglaterra fou la primera potència colonial que s'adonà que calia ser fort a nivell marítim i per això volia evitar a tot preu que Rússia tingués accés al mar. La guerra a Grècia trencà l'acord de mútua protecció que s'havien donat les monarquies de l'Antic règim. França, per la seua banda, també amb les mateixes ambicions colonials britàniques i alhora preocupada per no deixar espai de maniobra al seu rival britànic, resol que intervé igualment a Grècia. La Revolta o Guerra d'Independència de Bèlgica és a grans trets una reproducció de la guerra grega. Anglaterra no volia deixar la potència industrial a mans francòfones. França no volia deixar el territori belga a mans britàniques. L'Església catòlica no volia veure un altre estat protestant al nord d'Europa. Tots els interessos s'apleguen per donar suport a la secessió del 4 d'octubre de 1830.
El dia anterior el rei holandès havia fet una crida a les potències monàrquiques de l'Antic règim. Prússia no hi intervé perquè diu no voler provocar una guerra amb França. Però Rússia declara que vol ajudar la monarquia holandesa. Per tant, França i el Regne Unit, a més d'Àustria, que inicialment no volgué posicionar-se, resolgueren reunir-se a Londres el 20 desembre del mateix any. La falta de mitjans del Regne Unit per a intervenir sobre sòl continental i la competència que li fa Holanda a les seues colònies decanta la situació. França i el Regne Unit donaren, doncs, suport a la declaració d'independència de Bèlgica. França hi veié una situació idònia per estendre la seua influència, termes eufemístics per a parlar, sobretot, d'estendre les seues ambicions territorials sobre Bèlgica.

#### La partició luxemburguesa

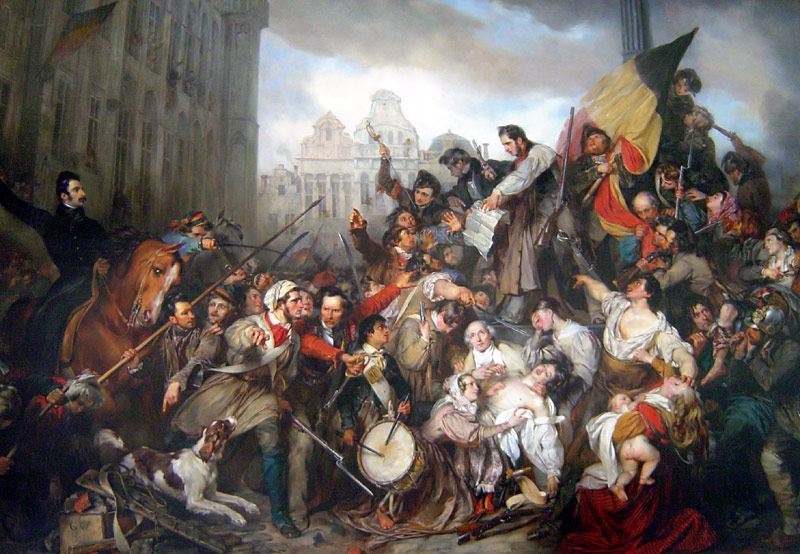
Episodi de les jornades de setembre 1830, en què es reconeix Louis de Potter abraçant la bandera belga, Gustave Wappers (1834), Museu Reial de Belles Arts de Bèlgica

Luxemburg participà en la Guerra d'Independència de Bèlgica. El seu objectiu fou sempre emancipar-se de la tutela holandesa. La realitat és que després de la guerra, Bèlgica mira d'annexionar-se Luxemburg davant la poca o mínima actitud de fortalesa i convenciment del governador luxemburguès. Per completar l'annexió se substituïx el governador luxemburguès per un altre personatge molt més proper al jacobinisme belga. Guillem d'Oragne mirà de refer la situació promulgant una autonomia augmentada de Luxemburg sense que això fos un gran èxit. La situació es tornà greu a partir del moment en què naix una divisió a dins del ducat. Els uns són partidaris del règim belga, els altres preferixen el neerlandès. Dos partits defensen aquestes postures i aquesta realitat durà fins a la meitat del segle xix. Bèlgica, estat tampó creat per França i el Regne Unit, assumix durant la seua primera etapa com a estat independent les regnes del futur de Luxemburg.
El destí final de Luxemburg mai fou del tot clar per a França, Rússia, Àustria, el Regne Unit i Prússia. En la conferència de Londres la situació luxemburguesa quedà sense resposta. El país hagués pogut formar part de França, Prússia, Bèlgica o esdevenir un estat independent. La manca de claredat feu que quedés en la pràctica dins de Bèlgica. És més, el passatge sota sobirania belga no significà la ruptura amb la Confederació Germànica. 
La reacció de Guillem dels Països Baixos feu enfurismar Bèlgica, que demanà ajuda a França. La qüestió s'acabà resolent en una nova conferència a Londres on es decidix partir Luxemburg. Una part del territori luxemburguès queda dins de Bèlgica mentre que la resta es mantingué sobirà. És la independència temporària de Luxemburg, temporària perquè Guillem no acceptà l'acord. Volia fer-se amb Luxemburg de forma que ocupà la part litoral de Bèlgica i Bèlgica ocupà Luxemburg.
La guerra entre Bèlgica i els Països Baixos provocà enfrontaments vius a Luxemburg, fins al punt que el seu governador fou capturat per orangistes. Paradoxalment la situació virà en favor de Bèlgica. El Regne dels Països Baixos acceptà les disposicions del tractat dels XXIV articles. Luxemburg perdia una part del seu territori, que quedava a mans de Bèlgica i Prússia. A més a més, s'acceptava la independència de Bèlgica per part neerlandesa. L'aparell d'estat belga rebé la notícia amb molta emoció.
Des de Bèlgica es procedí al pas següent, que fou la proposta de connexió econòmica entre Luxemburg i Bèlgica. Això no agradà gens ni mica a Guillem d'Orange, que aconseguí posar sobre el gran ducat a Frederic Hassenpflug, germanòfon, és a dir, proper a Prússia. És així com es procedix a germanitzar Luxemburg, amb l'objectiu d'allunyar completament el Regne de Bèlgica de Luxemburg. Més i tot, Frederic mirà d'integrar Luxemburg al Zollverein prussià, que és la unió duanera de tots els territoris de parla germànica. Es tracta d'una estratègia política portada a terme des de Prússia. A Prússia es volia construir un estat únic de parla alemanya en virtut de la concepció nacionalista d'irredemptisme. La seua incorporació al Zollverein no és innocent.

### Democràcia i desenvolupament industrial (1840-1900)

#### La construcció d'un estat modern i liberal

Esquema del sistema educatiu holandès actual

A partir de la dècada dels 1840, Holanda veu de manera més o menys espontània el sorgiment de corrents liberals dins el país, representats per polítics que liberalitzen el país de forma progressiva. Són responsables de les finances d'Holanda. El rei es troba amb una situació delicada a nivell dels comptes d'estat. Es veu en l'obligació de sanejar-los, però, malgrat tot, dues successions al tron tindran lloc. Aquestes porten finalment a Guillem III. Quan pren el lloc, el país té llavors un ambient molt més liberal que quan començà el sanejament.
Sens dubte, la cara més visible d'aquest liberalisme fou Thorbecke. Sota la seua regència, el país amplià considerablement les bases electorals mercès a lleis que permetien allargar el dret a vot. Donà molta més autonomia a les regions sense tornar al liberalisme francès, marcant així una tendència intermèdia entre els qui voldrien retornar al federalisme i els que, pel contrari, voldrien una centralització encara més aprofundida. En aquest ambient l'escola mateixa passa per les prerrogatives il·lustrades. Europa viu a partir del 1848 un tercer cicle de revoltes. La població, cansada de les imposicions del congrés de Viena, decideix sortir al carrer per reclamar drets, aquells que la Revolució francesa els havia atorgat i que l'Antic règim els va treure.
Els estats miraren de reprimir la població en tot allò que pogueren. I, de resultes, a Holanda el monarca Guillem III també mirà de limitar tota la dinàmica parlamentària pròpia d'una democràcia liberal. Guillem III usà del seu dret a vet, tal com estableix el règim de monarquia constitucional, per fer fora els ministres o despatxos ministerials que no seguissen la seua voluntat. Per això, Thorbecke hagué de dimitir, i el seu successor, Floris van Hall, més conservador, coneixé un destí similar l'any 1856. Si a Holanda no hi hagué cap revolta com les europees fou perquè la seua població no s'adherí fàcilment al liberalisme: majoritàriament relacionava el liberalisme amb les classes altes del segle d'or neerlandès. És a dir, trobaven el liberalisme un corrent de l'Antic règim perquè aquest país fou l'únic capdavanter a Europa del nord a introduir un preliberalisme inèdit. Així doncs, la població holandesa veia la construcció de l'estat liberal com una cosa del passat. Tot i això, el monarca hagué d'acceptar finalment el parlamentarisme i deixar de blocar les polítiques del govern.
Per tot plegat, la introducció de l'escola pública i sense intervenció de l'Església fou difícil. A partir de la dècada dels 50 del segle xix el debat s'intensifica. Els qui voldrien una escola laica són cada vegada més. Però, alhora, les veus que volien un ensenyament regit per la religió eren més fortes. Aquestes es queixaren a l'estat de ser tractades com a escoles de segon grau, és a dir, menyspreades pel seu mètode i contingut d'ensenyament. Reclamaren tenir igualtat davant les escoles públiques i sobre aquest argument de la igualtat girà tot el debat escolar.
Vers la dècada del 1870, el país es troba finalment empès per una onada liberal que el torna de cop i volta capdavanter a Europa. Samuel van Houten, líder indiscutible dins les exigències liberals, proposà un allargament considerable del dret a vot, incloent el dret a les dones de poder votar, reduint la preponderància de les antigues elits que governaven el país, reformant el sistema fiscal per tenir-lo més d'acord amb un estat contemporani, rompre amb els criteris de l'Església catòlica sobre la unitat italiana o la democràcia, etc.
Nota: l'Església catòlica fou totalment contrària a la unitat d'Itàlia i també a la implantació de la democràcia, argüint que la llibertat i la democràcia eren mals ferotges que atacaven la bona moralitat. Els estats pontífexs desapareixen mercès a la unificació italiana, però l'Església continuà lluitant per conservar territori fins que es resolgué cedir un microestat a l'Església, avui anomenat Vaticà.

#### La nova onada colonial neerlandesa

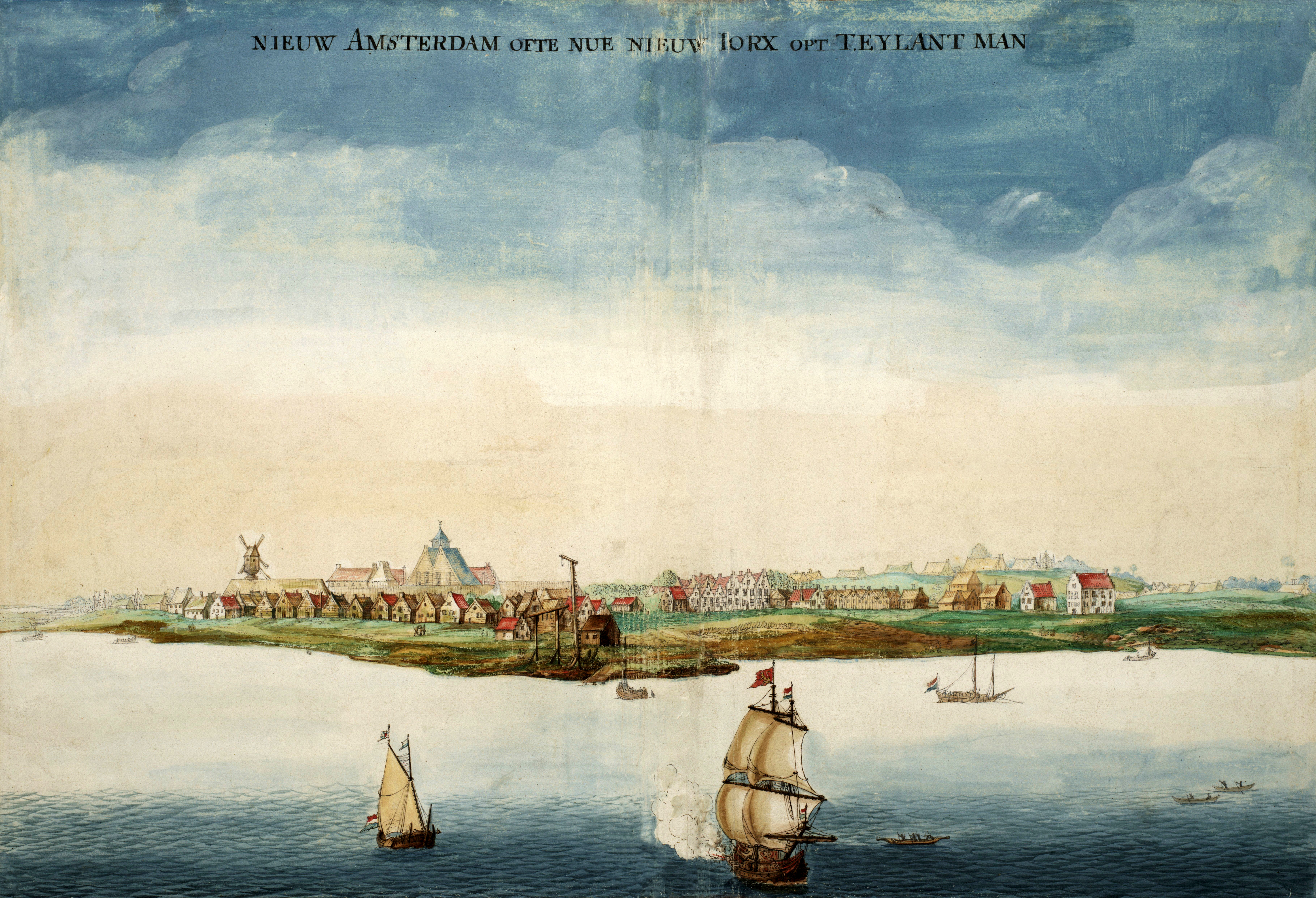
Nova Amsterdam el 1664, abans que fos canviada amb els britànics per Surinam. Sota els britànics es convertí en la ciutat de Nova York

Després de tota la sacsejada de les guerres colonials contra Anglaterra i de les guerres de successió europees, a més de les revoltes de la Revolució francesa, el país reprèn la dinàmica del colonialisme. Guillem I torna a crear una companyia d'explotació colonial: la Nederlandse Handel-Masstchappij havia de tornar a col·locar Holanda al capdavant de les colònies, ser el nou líder colonial.
Durant la segona meitat del segle xix, la qüestió colonial esdevé d'estat. Tothom parla i debat com s'han de gestionar les colònies. L'ambient segueix sent racista. El regne ha de vetllar per una bona política a "les terres incultes". Inicialment s'hi introduí el sistema de cultures amb què s'imposava un règim d'exportació del té, cafè i espècies per una cinquena part de les terres explotades. La crítica fa canviar el sistema per una política de privatització que s'implanta amb la Llei Van Hall l'any 1870. Així, les colònies neerlandeses són gestionades per primera vegada per privats holandesos, de forma que les terres públiques ja només representen cap al final de la dècada dels 1870 el 15% de les possessions colonials.
Indonèsia viu mercès a la política colonial una etapa de creixement i industrialització important, per bé que els indonesis mai foren tractats d'igual a igual. El règim colonial els registrava com a ciutadans inferiors, mà d'obra al servei dels colons. El major assentament holandès mar enllà fou la Colònia del Cap. Fou creada per Jan van Riebeeck en nom de la Companyia Holandesa de les Índies Orientals a Ciutat del Cap (en neerlandès Kaapstad) el 1652. El príncep d'Orange consentí l'ocupació i control britànics de la Colònia del Cap el 1788. Els Països Baixos també tenien altres colònies, però els assentaments holandesos en aquests territoris eren limitats. Les més importants eren les de les Índies Orientals Neerlandeses (avui Indonèsia) i Surinam (Surinam fou intercanviat amb els britànics per la ciutat de Nova Amsterdam, avui dia Nova York).

#### La Revolució industrial
La Revolució industrial penetrà força tard en terres neerlandeses per la reticència de base que patí el liberalisme. El país es trobà a la segona meitat del segle xix molt endarrerit. El transport seguia funcionat majoritàriament amb vapor pel que fa al patrimoni naval. El percentatge de la població urbana era el més feble d'Europa l'any 1847. En comparació amb els veïns directes, Bèlgica o Alemanya, fins i tot França o Suïssa, Holanda presentava un paisatge d'Antic règim. Així, a l'Exposició Universal de Londres de 1851, la representació holandesa no tenia res millor a mostrar que joies, veles i altres productes artesans, quan la resta d'estats es troben meravellats per les proeses del maquinisme i la Revolució industrial.
Per això, el liberalisme econòmic s'acompanyà del liberalisme polític, gairebé a marxes forçades. L'any 1860 l'estat decideix invertir finalment en les línies ferroviàries, així com en la millora d'infraestructures, les vies d'accés a Amsterdam, etc. I, malgrat tot els esforços, la Revolució industrial encara es trobava lluny de ser una vertadera realitat vers el final de segle. El país encara no vivia la revolució dels transports, tal com es visqué als veïns, ni tampoc l'èxode rural propi d'una societat industrialitzada. La mecanització seguia estant limitada. Malgrat el creixement del comerç exterior, Bèlgica seguia fent ombra a Holanda.
En qualsevol cas, a la dècada dels 1870, el país veu aparèixer finalment les primeres protestes de la classe proletària, signe de la penetració definitiva de la indústria; fet que portà els polítics liberals a formar un comitè especial que havia de tractar els desajusts que produeix el capitalisme no controlat enmig d'un creixement expansiu de la indústria. El Comitè per la Discussió sobre la Qüestió Social ajudà a aprovar la primera llei de regulació de les relacions laborals. A partir del 1870 cap menor podia treballar. Els proletaris, per la seua banda, s'organitzaren en la Federació dels Treballadors dels Països Baixos, ANWV en les sigles en neerlandès.
La qüestió social no significà l'entrada del socialisme. Aquest, pel seu ateisme i la seua dimensió revolucionària, espantava els treballadors neerlandesos, immersos en un país força conservador i força impactats per les violències de la Comuna de París. La Internacional holandesa adoptà un baix perfil i un programa vague. Per tant, l'ANWV prohibí tota mena de referència al socialisme dins els seus programes, centrant-se simplement en aspectes tècnics i morals de la condició obrera. Malgrat tot, el cristianisme ortodox es preocupà per les aliances entre sindicats i liberals, de forma que un moviment frontista fou creat per defensar l'abolició del dret a vaga i a descans.

#### La crisi austroprussiana

El joc d'aliances:
Prússia
Aliats de Prússia
Àustria
Aliats d'Àustria
Estats neutres
Schleswig i Holstein

L'ambició de Prússia de construir un estat unificat de parla alemanya s'estampà a la segona meitat del segle xix davant la monarquia poc sostenible d'Àustria-Hongria. L'aparell d'estat austríac hagué de decidir si feia efectiva aquesta unió o si preferia preservar-se com a estat a part. Aquesta situació generà una crisi entre la diplomàcia prussiana i austríaca, amb conseqüències col·laterals a Luxemburg i Holanda.
La crisi provocà la ruptura de la Confederació Germànica. Luxemburg mirà aquesta disputa amb força preocupació. Conscient d'allò que s'hi jugava, preferí mostrar la carta de la neutralitat. França albira els passos següents d'Alemanya i voldria altra volta fer-se amb Luxemburg: s'apropà a la diplomàcia neerlandesa, antiga enemiga, per proposar-hi la venda de Luxemburg a França. Una proposta similar es fa a finals de segle a Andorra. França proposà als andorrans de fer-se francesos a canvi d'industrialitzar-se. Andorra, lloc català des d'on els pannacionalismes francès i castellà emulen l'alemany, el francès i el neerlandès. El monarca holandès, poc partidari del règim parlamentari, no concep Luxemburg com una nació a part i durant un temps s'estudia la proposta de Napoleó III. França, com en el cas andorrà, considera el territori luxemburguès una part del seu.
Holanda busca llavors assessorament a l'Alemanya bismarckiana. El kàiser alemany es troba en eixa època en ple trencament de les relacions francoprussianes per tal de poder complir el seu objectiu panalemany. Per tant, a mode de provocació, declara que no desitja veure un territori alemany (en referència a Luxemburg) en mans franceses. Bèlgica, veient els avançaments de França, proposa a la diplomàcia neerlandesa de fer-se amb el territori luxemburguès.
El futur luxemburguès torna a estar en mans de les ambicions dels aparells d'estat europeus. La conferència de Londres de 1867 que mantingueren els aparells d'estat del Regne Unit, França, Rússia, els Països Baixos i Prússia, tornà a segellar el futur del gran ducat en forma d'estat independent sota tutela estrangera. És a dir, s'hi acordà que Luxemburg hauria de desmilitaritzar-se i que Itàlia, França, Anglaterra, Rússia, els Països Baixos i Prússia serien els garants de la seua "neutralitat perpètua". Podem, doncs, dir que Luxemburg adquirix la seua independència, això sí, a cop de ser controlat de reüll pels gegants que l'envolten.

#### Floriment artístic, cultural i científic
A les darreries del segle xix, el país torna a viure un floreig de la cultura. L'escola de la Haia contribuí a fer ressorgir les arts mercès a una pintura realista. Vincent van Gogh esdevé l'avantguarda neerlandesa al món per bé que bona part de la seua carrera es troba a França. El pintor innovà i aportà un toc molt diferent per les seues pintures postimpressionistes. La literatura, la música, l'arquitectura i la ciència donaren molt a parlar. La millor representació dins el camp científic fou en Johannes Diderik van der Walls, professor de física a la Universitat de Leiden, autodidacte i premiat pel Nobel per les seues descobertes en termodinàmica. Hendrik Lorentz, per la seua banda, i el seu estudiant Pieter Zeeman, compartiren igualment el mèrit de guanyar un Nobel. Altres notables científics foren el biòleg Hugo de Vries, que redescobrí la genètica mendeliana.

#### La penetració del comunisme (1880-1890)
Vers la dècada dels 1880, Holanda supera finalment el període de transició cap a la modernitat i esdevé finalment un estat contemporani. Les dificultats amb què rebé el liberalisme econòmic i polític se superaren mercès a la figura més recordada de la seua història contemporània: Abraham Kuyper (1838-1920).
Aquest creient devot, entengué abans que ningú les mancances de la societat holandesa, el seu llenguatge, la seua mentalitat i les seues preocupacions. Difícilment el país es podia adaptar al model liberal si abans d'això no hi havia un canvi d'actitud. El fet que la societat majoritàriament assimilés l'estat liberal al passat, impossibilitava, abans de la seua arribada, una vertadera introducció del liberalisme polític, acompanyat per lògica de l'econòmic. Per això, proposà conjugar en un únic partit la tradició cristiana protestant amb el liberalisme menys liberal aparent. És a dir, utilitzà el liberalisme mateix o els seus mitjans per a parlar en el llenguatge d'un purità ortodox. La intenció: fer que la gent acceptés la introducció d'un estat modern.
Estratègia muntada, estratègia aconseguida. L'èxit del model fa canviar radicalment el país. De tenir una mortalitat elevadíssima, després de les reformes, augmentà per primera vegada després d'anys i panys, les línies de la natalitat, reduint dràsticament les de la mortalitat. Alhora la indústria metal·lúrgica registrà la primera onada de contractacions massives. La del tèxtil s'accelerà de cop i volta. Els problemes de proveïment en carbó es pal·liaren alhora que l'estat s'introduïa dins el petroli que cercava a les colònies, principalment a Indonèsia. Els ports holandesos tornaren a insuflar-se d'aire amb un nou dinamisme que feia anys que ningú havia tornat a veure.
Tot plegat donà una altra onada reformista de caràcter liberal al país. Noves organitzacions, associacions i moviments socialistes, ara ja declarats obertament com a tals, sacsegen la política del regne i, mercès a això, s'allarga encara més el dret a vot, s'introdueixen ja reformes més laiques a les escoles, etc. L'ambient s'escalfa en un país en què per primera vegada s'introdueixen partits comunistes. La Constitució de 1848 es posa llavors en qüestió. La societat i els partits polítics que la representen voldrien uns canvis constitucionals més d'acord amb l'era contemporània. Voldrien sobretot un pas definitiu cap al sufragi universal. El 1887 s'aboleix el sufragi censatari i malgrat excloure encara el sufragi universal, s'allarga el dret a vot, es torna a revisar les lleis relatives a les relacions laborals, les educacionals, les de la sanitat pública, etc. La Reforma Constitucional haurà d'esperar al 1917.

### Les dues guerres mundials

#### A les portes de la guerra: Aceh
A les portes de la Primera Guerra mundial, un conflicte colonial absorbeix el final de segle holandès. La Guerra d'Aceh enfrontà Holanda contra el Sultanat d'Aceh al nord de l'illa indonèsia de Sumatra. En consonància amb les polítiques colonials britàniques i franceses, Holanda decideix envair el sultanat, que era, segons el tractat angloneerlandès de 1824, un protectorat de l'Imperi Otomà. El Regne Unit i França volen desfer-se a tot preu de l'Imperi Otomà per apropar-se als recursos petroliers llevantins. Per això, resolen una política clarament destructora de l'Imperi Otomà que començà per una fragmentació del territori en diversos estats rebels que són, tot seguit, posats sota custòdia britànica o francesa. L'objectiu no és alliberar el poble, sinó instaurar-hi colònies franceses o britàniques.
Un conflicte sorgit pel control del pebre comercialitzat a França, el Regne Unit i els Estats Units, dona peu al sultanat d'expandir el seu control sobre la costa oest, fet que trepitjava territori neerlandès. En virtut del tractat de Sumatra entre britànics i holandesos amb què s'obrien les rutes del canal de Suez a Holanda i se li cedia definitivament tota l'autoritat sobre Sumatra a canvi de cedir la Costa d'Or d'Àfrica als britànics, Holanda i el Regne Unit consideren llavors que el tractat ha sigut violat per un tercer, amb ambicions expansionistes i, per tant, Holanda declara la guerra al Sultanat d'Aceh amb el vistiplau del Regne Unit i amb l'objectiu d'envair-ne el territori i transformar-lo en una colònia neerlandesa més.
La guerra fou una victòria física per a Holanda però una derrota moral ja que sorgí el primer moviment secessionista d'Àsia. Els "incultes", segons els colons, s'organitzaren per independitzar-se dels colons. Per primera vegada, deixen de sotmetre's als occidentals, es conceben com a nació i, per tant, reclamen el seu dret a ser independents. Primera batalla, dret a la igualtat entre colons i indígenes. Holanda cedeix i contràriament als seus homòlegs francesos o britànics, els indígenes, per bé que no tingueren dret a autodeterminar-se, pogueren alfabetitzar-se en llengua pròpia. Abans d'això, les escoles en territori colonial estaven reservades als neerlandesos. Els "civilitzats", és a dir, segons la mentalitat d'època, els neerlandesos, eren els únics que podien rebre classes perquè la resta, els indonesis, eren uns "salvatges" que ni tan sols tenien capacitat d'alfabetitzar-se. Són, doncs, els indonesis mateixos els qui trencaren amb aquest discurs de la "civilització". Reberen per primera vegada classes i, a més, en llengua pròpia, malgrat que després aquesta fou utilitzada en contra seva. Els neerlandesos mai introduïren el neerlandès a les escoles indonèsies i les llengües pròpies a les escoles neerlandeses per així continuar segregant la població.
Ara bé, els models britànic i francès apostaven per ensenyar la llengua anglesa i francesa perquè les pròpies dels pobles colonitzats eren, segons aquests, patuès i, per tant, no dignes d'existir. Així a les colònies britàniques i franceses s'ha assistit a un genocidi lingüístic i, tot i la segregació neerlandesa, no han permès a aquestes poblacions recuperar-se del tot a nivell cultural.
Tot amb tot, podríem dir amb ulls actuals que la Guerra d'Aceh anuncià la primera i segona guerres mundials. La Gran Guerra es deu efectivament a diverses qüestions:
- uns nacionalismes europeus discordants
- uns estats imperials que tenen set de territori
- una cursa desvergonyida per la colonització

Si diem que anuncià les dues guerres és perquè efectivament el conflicte reuneix tots els elements de les guerres. Primerament, es dona per les ambicions colonials entre britànics, francesos i holandesos. Segonament, una set de territori empeny els holandesos a tancar acords amb els britànics i envair territori aliè, com l'otomanoindonesi. En aquesta labor hi construeixen àmpliament el Regne Unit i França per la seva política de destrucció de l'Imperi Otomà. Alhora hi tenim igualment, en tercer lloc, les conseqüències d'un nacionalisme imperial, representat aquí per Holanda, amb les seues polítiques segregacionistes, i França i el Regne Unit, per les seves polítiques lingüístiques i colonials -l'un com l'altre miren de robar-se territori colonial otomà.

#### La Gran Guerra
En la Gran Guerra, Holanda resol declarar-se neutral i no involucrar-se en el conflicte. Diverses raons expliquen aquesta actitud. En primer lloc tenim les qüestions comercials: Holanda, com el seu homòleg belga, depèn de la potència industrial alemanya, però defensar-la seria posar-se Anglaterra contra seu. Per això, per no haver de trencar per un costat o l'altre, es mantingué neutral. En segon lloc, hi tenim la qüestió colonial. El país no és precisament dels qui lideri la cursa a les colònies i tampoc pretén igualar-se a Anglaterra pels tractes diplomàtics que hi manté. Tampoc està capacitada per arribar a aquest estadi malgrat que dins el país hi ha gent que desitjaria fer-ho. Per tal de conservar les seues colònies, el país prefereix aïllar-se i no intervenir en els afers que confronten les ambicions imperials de França, el Regne Unit i Alemanya. Per acabar, el territori neerlandès originari ha sigut fragmentat per les ambicions dels mateixos que provocaren la guerra. El país estigué ocupat per Prússia i França, i tot al llarg de la seua història, fou molt dependent d'Anglaterra. És a dir, el territori neerlandès acostuma a ser l'escenari ideal perquè les elits europees hi dibuixen les seues ambicions. Per no caure en un altre escenari semblant, Holanda resol mantenir-se'n al marge.
Malgrat això, el país fou clau en la guerra. Alemanya plantejà iniciàriament l'annexió d'Holanda i Bèlgica per apropar-se al territori francès i així derrotar-lo. Tanmateix, aquest escenari no es produí totalment com s'havia plantejat. Al final només Bèlgica és envaïda. La raó d'aquest canvi de plans es troba en Suïssa, que també havia de ser envaïda pel règim alemany; però amb la guerra, Alemanya acabà descartant aquesta hipòtesi. Això és així perquè Suïssa no és un territori practicable per una guerra. Tampoc té una capacitat militar que arribe a ajudar l'exèrcit alemany contra França. Per aquests dos motius, Alemanya resolgué que preferia utilitzar Suïssa com a estat tampó entre França i Alemanya amb l'objectiu de tenir una rereguarda. Exactament el mateix succeí amb Holanda. El règim alemany preferí no provocar França des d'Holanda perquè així s'hi reservava un tampó que podria servir com a rereguarda.
Si la neutralitat fou respectada, com a la resta d'estats neutrals, aquesta tingué una contrapartida. Per poder sobreviure a la guerra, el país fou utilitzat en totes bandes amb finalitats econòmiques. Mentre França i el Regne Unit exigien i aconseguiren el bloqueig de les importacions i exportacions alemanyes pels ports holandesos, Alemanya aconseguí proveir Holanda a través dels passos terrestres alhora que Bèlgica fornia productes a Holanda. Bèlgica que, com Luxemburg, fou envaïda per Alemanya. Per tant, per un cantó com per l'altre, econòmicament parlant, el país acabà creixent i, això no obstant, tot plegat qüestionava enormement la neutralitat holandesa. Un cas similar fou viscut a Suïssa.
Cosa a part fou Bèlgica: aquesta també es declarà neutral però Alemanya decidí envair-la, trencant així amb els acords internacionals segons els quals cap país neutral pot ser violat territorialment. Suïssa patí enormement per la por a ser envaïda per una banda com per l'altra. França com Alemanya desitjaven annexionar-se temps ençà el territori suís i, malgrat tot, els bel·ligerants en respectaren la neutralitat. El mateix patiment es traslladà a Holanda. Quan Bèlgica és envaïda les alarmes sonaren al país, coneixedor, a més a més, de les ambicions franceses, expressades amb anterioritat amb Napoleó, i alemanyes, també expressades amb anterioritat amb la Guerra de Successió austríaca.

#### L'entreguerres: Reforma constitucional
Tot just acabada la Primera Guerra Mundial, el país es reforma de dalt a baix. La Constitució es represa i reformada per tal de donar veu a totes les queixes que d'ençà del final de segle xix havien ocupat la política del país. Així per primera vegada s'aprova el sufragi universal per als homes i malgrat que les dones en restaren excloses, sí que hi hagué voluntat d'incorporar-les l'any 1919. A més, la nova reforma constitucional canvià les proporcionalitats de representació parlamentària perquè el poder legislatiu fos més representatiu de la societat. L'afer escolar s'acaba finalment superant i l'estat és molt diferent d'allò que era.
La reforma fou possible per un context òptim. Contràriament als seus veïns, l'economia holandesa s'estabilitzà i, en l'àmbit polític, totes les forces repartides al parlament s'acalmaren mercès a un retrobament durant la guerra formulat en forma d'unió nacional entre diversos partits. L'hora de la guerra requerí una unió temporària que permetés tenir una sola veu frontissa contra els bel·ligerants i d'aquesta unió sorgeix un pacifisme polític força benvingut atès que portà a la reforma constitucional desitjada.
Durant els Bojos Anys Vint, l'economia holandesa reprèn el creixement mercès a les colònies, principalment Indonèsia, motor de la Segona Revolució industrial. La penetració agressiva del capitalisme torna el país dependent de les absorcions estratègiques entre trusts. La dependència amb la República de Weimar, però, debilità en alguns aspectes l'escenari per bé que, de forma general, el país creix indubtablement. Mostra d'això n'és la demografia.
Quant a la Societat de Nacions, Holanda formà part dels membres que la fundaren, una posició privilegiada atès que no tothom podia seure-hi. L'òrgan havia estat creat a partir dels 14 punts del president estatunidenc Wilson. Hi deia que calia una assemblea amb què tots els estats poguessin resoldre les seues diferències sense recórrer a la guerra. El pacifisme wilsonià, qualificat d'idealisme en geopolítica, havia de donar el dret a les nacions d'autodeterminar-se però, contràriament a allò que buscava, en cap moment serví per a això. L'SDN no volgué incorporar les colònies neerlandeses dins dels estats independents i membres de l'organisme. En això tindran molt a veure els guanyadors de la guerra. Ni França ni el Regne Unit volgueren sentir a parlar d'autodeterminació que ja s'escoltava a l'índia i en altres colònies africanes. Per tant, usaren la seua posició dins l'SDN per no reconèixer el dret a autodeterminació dels pobles que sotmeteren a les seues polítiques colonials, fet que explica que Indonèsia i la resta de colònies neerlandeses no tinguessen accés a l'SDN.
A banda, caldria notar que els corrents comunistes i feixistes que havien envaït la política europea no tingueren gaire èxit a Holanda mercès a la unió dels partits tradicionals. El creixement econòmic i la manca d'adhesió als extrems permeté al país de rejovenir-se per les avantguardes: fou notable en l'àmbit de l'art déco i el modernisme. L'arquitectura en surt reforçada.

#### La Segona Guerra mundial

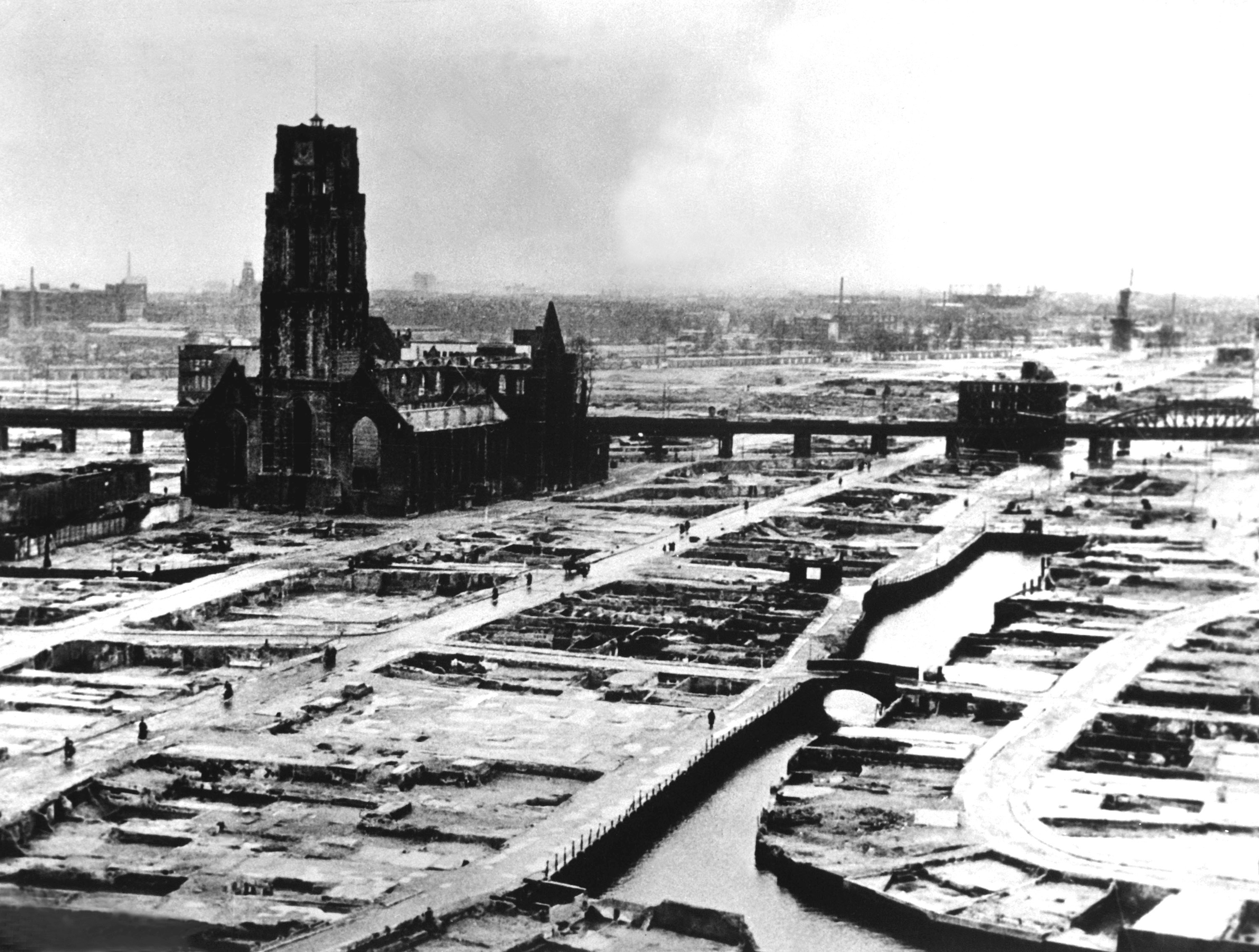
Rotterdam després dels atacs aeris alemanys el 1940

Els neerlandesos tingueren cinc dies per a rendir-se. Aquesta és la cara de la Segona Guerra mundial. L'Alemanya nazi no respectà aquesta vegada la neutralitat holandesa i decidí bombardejar els ports i el país per tal de garantir-se que ningú es resistia al passatge de les tropes feixistes pel sòl neerlandès. La reina del país fugí cap a Anglaterra i, tot just cinc dies d'haver-se iniciat la guerra, el país havia d'assumir la capitulació.
Això a Europa, perquè en territori colonial, Holanda continuà la guerra. Vista la violació, el regne decidí que no deixaria espai a Alemanya dins les seues colònies. Però, allà, a les colònies, Indonèsia es revolta contra els colons aprofitant l'avinentesa. Reclamen autodeterminació, allò que la Societat de Nacions mai els havia volgut atorgar. Per tant, la política colonial en aquest període fou intensa; sobretot perquè el Japó, aliat alemany, decidí que volia fer-se amb territori colonial europeu per bastir el seu propi imperi. Exacerbat pels nacionalismes discordants, emprèn una política de seducció a Indonèsia amb l'objectiu de poder-hi posar peu. Un cop aconseguida aquesta fita, el Japó envaeix el país i el colonitza. Holanda perd la guerra a les dues bandes.
A Europa, en canvi, la història es desenvolupà d'una altra manera. Una vegada s'envaí el territori holandès, Alemanya mirà de no pertorbar gaire l'opinió pública. Volia annexionar-se tot el territori neerlandès i per arribar-hi no podia ofendre el poble neerlandès en el seu conjunt. Així, a Flandes, tot conscient del fracàs de la construcció de l'estat belga, donà suport a la dissidència flamenca que volia separar-se de Bèlgica perquè Valònia no volia reconèixer els drets bàsics dels flamencs. La prohibició del neerlandès a Bèlgica i les polítiques segregacionistes que miraven en tot moment de construir un estat jacobinista francès, satèl·lit de França, donaren durant la Primera Guerra mundial molts maldecaps al govern belga. Aquest hagué de fer front a una població flamenca contrària a obeir-lo.
Alemanya, conscient de la realitat belga, decideix donar suport al pannacionalisme neerlandès i, tot i que encara no ho digués públicament, el seu objectiu era fer-se amb el territori neerlandès perquè el considerava de "raça" ària. Així, el simple projecte pannacional, res que hagués d'incomodar Europa, es tornà una pedra a la sabata per a Bèlgica i, alhora, una manera de tenir la població holandesa còmodament instal·lada entre tropes alemanyes.
L'estratègia sembla que pagà perquè durant l'ocupació el règim començà a nazificar Holanda a passes agegantades amb la passivitat generalitzada de la població. La persecució als jueus fou una de les primeres mesures preses pels nazis que després vindria acompanyada de la prohibició de tot partit polític, així com una obligació de col·laborar en la guerra del bàndol alemany. La població no sentí gaire la necessitat de resistir de forma general. Els historiadors actuals pensen que hi hagué sobretot una actitud d'innocència cap a Alemanya. Els jueus mai havien estat perseguits tal com sí que passà en altres estats com ara França o Espanya. Quan Alemanya entra dins el seu territori i el nazifica, ningú sembla prendre consciència de l'objectiu del feixisme alemany. Tot amb tot, hi hagué gent que resistí a l'ocupació i a les seues polítiques de genocidi. Les universitats principalment foren les qui més es manifestaren, a risc de ser perseguides i mortes.
De tota la guerra, Anne Frank, una nena jueva que fou amagada per uns holandesos a casa seua, deixà escrit el seu diari personal amb què descriu la vida de tantes famílies jueves obligades a amagar-se als soterranis de les cases holandeses per sobreviure a l'extermini nazi. El seu llibre esdevé un testimoniatge cèlebre arreu del món. Colpidor, mostra la cara d'un règim embogit per les polítiques cobdicioses dels seus veïns, fanatitzat per un romanticisme que beu, endemés, de les idees racistes sorgides del positivisme darwinià. Vers el 1943 la població holandesa, almenys, comença a sollevar-se contra el règim nazi després que aquest assassine deliberadament generals i població civil que contesta les mesures del règim. El país s'acaba afegint a la llista d'enemics d'Alemanya.
A Indonèsia, d'altra banda, els colons japonesos no hesitaren a humiliar els europeus. Tot acabant la guerra, l'excolònia neerlandesa esdevé independent com a represàlia. No foren els indonesis qui proclamaren la guerra, sinó els japonesos. Preveient que perdrien la guerra vists els esdeveniments a Europa, decideixen donar la independència a Indonèsia. La família reial d'Holanda es traslladà eventualment a Ottawa tot esperant l'alliberament del país i la princesa Margarida nasqué durant aquest exili canadenc. El 1944-45, l'exèrcit canadenc fou el responsable d'alliberar la major part dels Països Baixos de l'ocupació alemanya.

#### Holanda i el Concert de les Nacions
La situació posterior a Indonèsia després de la guerra fa prendre consciència que Holanda era un estat dependent en un 100% dels Estats Units i del Regne Unit. Per tant, no podia tornar a triar una política d'aïllament que s'havia il·lustrat amb la neutralitat durant les dues guerres. De llavors ençà el país decideix estrènyer relacions amb els vencedors de la guerra i aliar-s'hi a tot preu. Per això, després de la guerra, Holanda col·labora a posar les bases per la construcció de la còpia de l'SDN: l'Organització de les Nacions Unides. També fou membre fundador de l'OTAN i de la Comunitat Europea del Carbó i de l'Acer.
L'Organització de les Nacions Unides és una reconstrucció de l'antiga Societat de Nacions. Els objectius són els mateixos amb la gran diferència que aquesta vegada l'òrgan durà fins al segle xx per la voluntat del Consell de Seguretat. Com l'anterior, l'ONU s'ha revelat una altra comèdia que no fa més que reforçar les polítiques imperials dels qui seuen al seu Consell de Seguretat, emmascarades de discursos pacifistes que diuen actuar en nom de la pau. Així, la doble vara de mesurar es torna a veure. L'ONU autoritza la independència d'estats artificials amb l'objectiu d'humiliar antigues colònies o bé per reforçar el proveïment en recursos primers. A més a més, no reconeix la independència d'altres nacions i alhora dona suport a guerres que es duen a terme per reforçar la mà posada sobre el petroli i altres recursos.
L'organisme tampoc ha servit per aturar les guerres i instaurar democràcies al món. És fins i tot el contrari. En aquesta etapa, Holanda col·labora sense cap mirament a les polítiques dels Estats Units. Reconeix els estats que els membres del Consell de Seguretat volen reconèixer i ajuden militarment l'OTAN en allò que necessite. També, ajuda l'ONU en les polítiques bèl·liques que el Consell de Seguretat elabora. Fet i fet, com la resta d'estats al món, Holanda esdevé un titella més. Dins d'aquest rol, Holanda mirà de contribuir com pogué a la construcció de l'ONU fins al punt d'oposar-se a la construcció del Consell de Seguretat. Holanda és darrera les lleis antitortura i anti-apartheid, a més de la defensa dels drets humans arreu del món.

### El miracle holandès

#### La descolonització neerlandesa
Els incidents a Indonèsia durant la Segona Guerra mundial ja anuncien la descolonització neerlandesa. Un cop que el Japó declarà la independència d'Indonèsia per represaliar els europeus en vista dels esdeveniments ocorreguts a Europa, el Regne Unit i els Estats Units s'avenen per confirmar aquesta independència.
El Regne Unit simplement torna a fer flotar les enveges d'antuvi vers els neerlandesos. No vol que Holanda i Flandes puguen enorgullir-se de les seues colònies. En canvi, els Estats Units, contràriament als britànics, no volen sentir a parlar de colònies perquè es volen els defensor de l'autodeterminació dels pobles. Rere aquestes bones paraules, hi ha sobretot la voluntat de destruir els imperis colonials europeus per diversos motius:
- a canvi de la independència, els EUA poden construir bases militars,
- a canvi de la independència, els EUA obtenen una bona imatge a les antigues colònies amb què construir el seu imperi tou,
- a canvi de la independència, els EUA poden estrènyer relacions comercials amb les antigues colònies.

L'avantatge és, doncs, per a tots dos i, per tant, Indonèsia veu reconeguda la seua independència. Entra a l'Organització de les Nacions Unides i se li reconeixen territoris que els neerlandesos no havien ocupat. Tanmateix, la qüestió no fou gens fàcil per Holanda. Aquesta es negà a reconèixer la independència i després de ser instigada per Londres, accedeix a canvi de poder crear la seua pròpia common wealth, és a dir, la Unió dels Estats Neerlandòfons. Indonèsia acceptà tenir la reina d'Holanda com a cap d'estat, així com Canadà o Austràlia acceptaren la reina d'Anglaterra com a cap d'estat.
Les respostes violentes d'Holanda vers Indonèsia fan que, a la dècada dels 1950, el país acabe abandonant l'aliança i desfent-se definitivament de tots els llaços colonials. Per aquesta estratègia de la common wealth a l'holandesa hi han passat gairebé totes les antigues colònies neerlandeses. Actualment encara segueix vigent i el cap d'estat d'Holanda també l'és per a les antigues colònies.
A banda, cal parlar del cas luxemburguès: Luxemburg obté després de la guerra la independència. El microestat finalment aconsegueix treure's la tutela neerlandesa de sobre mercès a la seua política de resistència contra Alemanya. França accedeix finalment a acceptar la independència de Luxemburg i aquest decideix esdevenir el portaveu del projecte pannacional europeu.

#### La Unió Europea: l'experiència del Benelux
Sobre la base de l'experiència unitària de lliurecanvi dita Benelux que és un acrònim de Bèlgica, Luxemburg i Països Baixos (de l'anglès Belgium, Netherlands and Luxemburg), es construïx allò que amb el temps esdevindrà la Unió Europea. El motiu originari per la fundació va ser el desig de reconstruir Europa després dels tràgics esdeveniments de la Segona Guerra Mundial i prevenir que Europa caigués víctima de la plaga de la guerra. Darrere d'això hi havia encara més motius. França volia construir-la perquè d'aquesta manera podia imposar el seu soft-power a tot Europa i fer allò que Napoleó mai aconseguí amb les armes. Amb el temps, l'aliança francoalemanya acabà confirmant perfectament aquestes ambicions. El Regne Unit qüestionà des de l'inici la construcció de la Unió Europea perquè pensava que s'havia de crear una projecte de lliurecanvi i no un projecte ideològic, tal com volia França i s'acabà fent.
En efecte, per bé que la Unió Europea partix de la creació d'una zona de lliurecanvi amb què s'estrenyen els llaços comercials per evitar la guerra, en la pràctica s'hi ha construït un estat dins l'estat en què hi manen França i Alemanya amb clares deficiències democràtiques (ex.: crisi grega, catalana, islandesa, espanyola, irlandesa, italiana, portuguesa, migratòria, balcànica, postsoviètica, constitucional, econòmica, etc.). A tall d'exemple es podria evocar les vies per les quals Nicolas Sarkozy decidix introduir la Constitució Europea després que el poble francès la rebutgés àmpliament en referèndum.
Holanda n'és dels estats fundadors. Vet ací la cronologia de la seua construcció:
- Tractat de París de 1951
- Segon tractat de Brussel·les de 1955
- Creació de la Comunitat Europea de l'Energia Atòmica (Euratom) de 1958
- Creació de la Comunitat Europea del Carbó i de l'Acer (CECA) de 1958
- Creació de la Comunitat Econòmica Europea de 1967
- Acta Única Europea de 1987
- Tractat de Maastricht de 1993
- Comunitat Europea de 1999
- Unió Europea de 2007

Per bé que de forma general la Unió Europea ha aconseguit expandir-se fins a incorporar durant la seua etapa àlgida vint-i-vuit estats membres, Suïssa o Noruega no sempre se n'han refiat i, mitjançant referèndum, s'han negat a fer-se'n membres.

#### Baby boomi cultura de masses

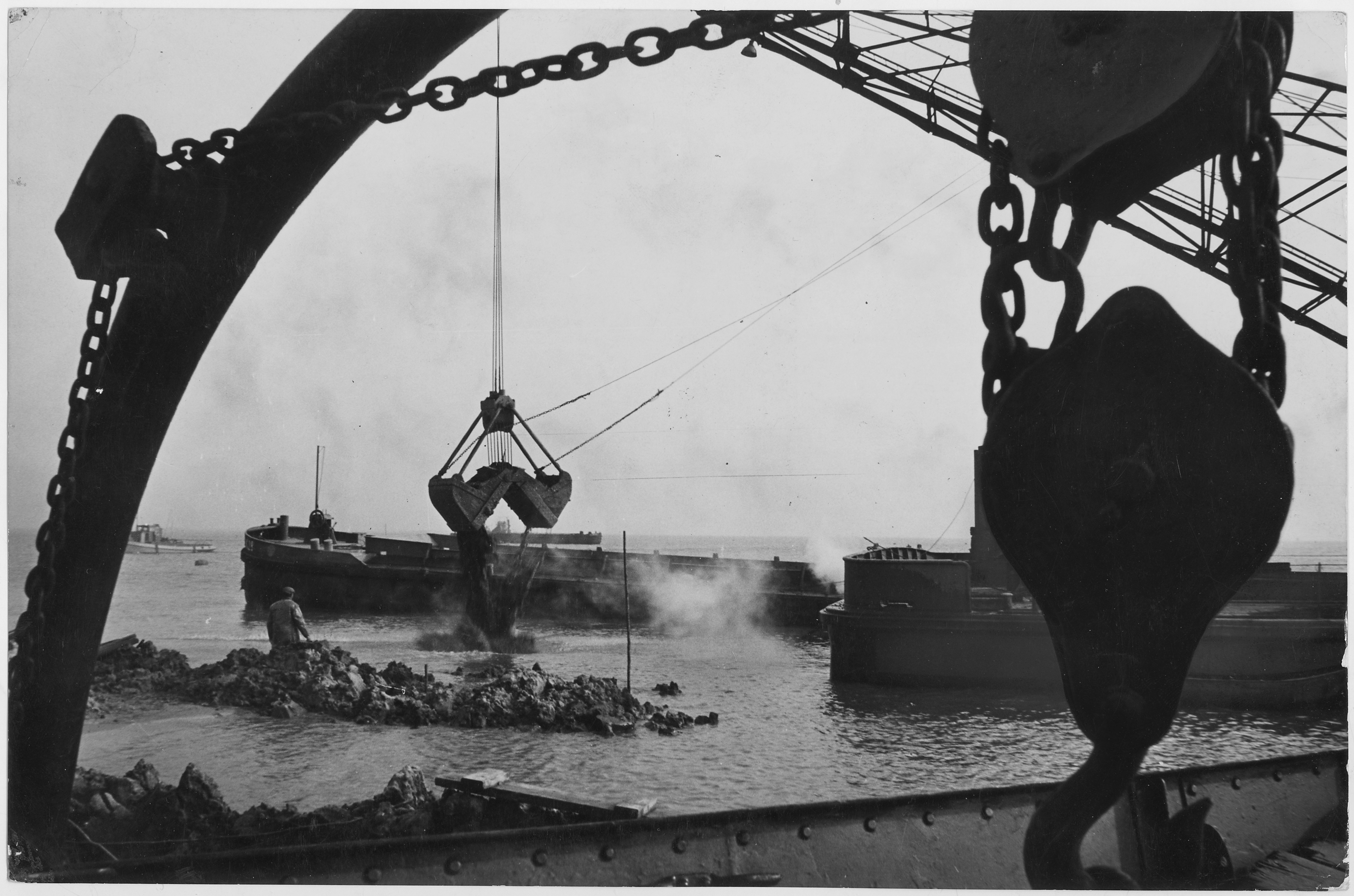
Els treballs de Zuiderzee es desenvoluparen entre 1920 i 1975 i portaren a la creació d'una nova província. Aquesta fou creada el 1986 amb el nom de Flevoland

Durant els anys 1950, 1960 i 1970, Holanda esdevé una terra pròspera i acomodada al bloc dels estats capitalistes. Democràcia liberal, que conserva així i tot la seua monarquia constitucional, el país viu el creixement espectacular posterior a la Segona Guerra mundial. El pla Marshall amb què els Estats Units reconstrueixen Europa per tal de tenir-hi els futurs consumidors dels seus productes fa entrar Holanda a l'era del consumisme de masses.
El mode de vida se'n veu alterat. El país s'acomoda al consum i, de retruc, es deixa seduir per la cultura adolescent que prové dels Estats Units. El cinema, la música, les arts, les televisions, tot olora a consumisme i prové dels Estats Units. La Nouvelle vague francesa dona un aire diferent però el conjunt es manté apassionat per la cultura de masses estatunidenca. Apareixen els primers moviments d'alliberament de la dona, la població passa a viure en apartaments en grans ciutats, el país avança sobre el mar, mira d'innovar com la resta, esdevé capdavanter en defensa de drets humans, etc. Especialment els joves rebutjaren les tradicionals línies religioses i classistes i pressionaren a favor de nous canvis en matèria de drets de les dones, sexualitat, desarmament o temes mediambientals, que portaren a liberalitzar temes com la política de drogues, l'eutanàsia o els afers relacionats amb l'homosexualitat.
El creixement econòmic és a l'alçada d'allò que s'esperava. Però, entre el 31 de gener i 1 de febrer de 1953 el país patí unes inundacions desastroses en trencar-se bona part dels dics que protegien les províncies del sud-oest, cosa que ocasionà més de 1.800 morts. La causa fou un nivell del mar excepcionalment alt (2,5 a 3 m per sobre de l'habitual), explicat per una forta marea i sobreelevació per onatge. Les conseqüències no sols foren econòmiques sinó que afectaren també l'ordenació del territori (fou el detonant per a l'inici de les obres del pla Delta) i fins i tot polítiques, amb acusacions contra el govern d'haver fet prevaldre la inversió militar per sobre de les infraestructures, a emmarcar en el context de Guerra freda del moment. Aquest desastre contribuí a repensar Holanda per tal que la mar no s'emportés mai més el país i de llavors ençà el país es construeix per sobre del mar. L'ambient gloriós social, econòmic i cultural posterior a la guerra s'ha anomenat a Holanda "miracle holandès".

### La partició belga
Tot just començar el segle XXI les discrepàncies històriques entre valons i flamencs tornen a posar el país contra les cordes. D'aquesta volta la crisi tingué un ressò internacional espectacular. El món pogué assistir a un desgovern d'alçada. Per primera volta en la història, les eleccions donaren majoria absoluta al nacionalisme flamenc que proposà disgregar Bèlgica i retornar les comunitats lingüístiques a les parts que corresponien o bé crear estats independents a banda. És l'anomenada Partició de Bèlgica.
La partició feu que durant prop d'un any i mig Bèlgica no tingués govern. França tornà a les seues habituals vel·leïtats contra la comunitat flamenca en no voler reconèixer que la creació de l'estat tampó belga sota els principis jacobins derivà en la situació que es presentà aleshores. El Regne Unit, que veié com després de dècades es proposava un referèndum d'autodeterminació per a Escòcia, tampoc volgué donar suport al nacionalisme flamenc. Anglaterra, per la seua banda, sempre ha envejat el potencial neerlandès i per això sempre s'ha preocupat a separar-lo. Alhora, l'antiga Prússia, és a dir, Alemanya, que veié com les baralles contra França derivaren en una primera i segona guerra mundial catastròfiques, ignorà igualment el dret de la comunitat flamenca a fer secessió i decidir lliurement el seu futur. Per tot, Holanda decidí no donar suport als neerlandesos de Flandes per no incomodar Anglaterra i per evitar possibles secessions per part dels frisons. Aquests, tractats i humiliats durant la història, són els qui lideren de tant en tant manifestacions a favor d'un vertader reconeixement del seu fet.
La ignorància i l'altivesa dels estats veïns que començaren a acusar el nacionalisme flamenc d'egoista, sense voler abordar el problema real, només quedant-se en acusacions infundades, no feu baixar el suport al nacionalisme flamenc i, si com en èpoques anteriors, s'havia assistit a una primer acte, ara ja en teníem el cinquè sobre la taula, oimés, probablement un sisè a la vista.